# Barocco di Dresda

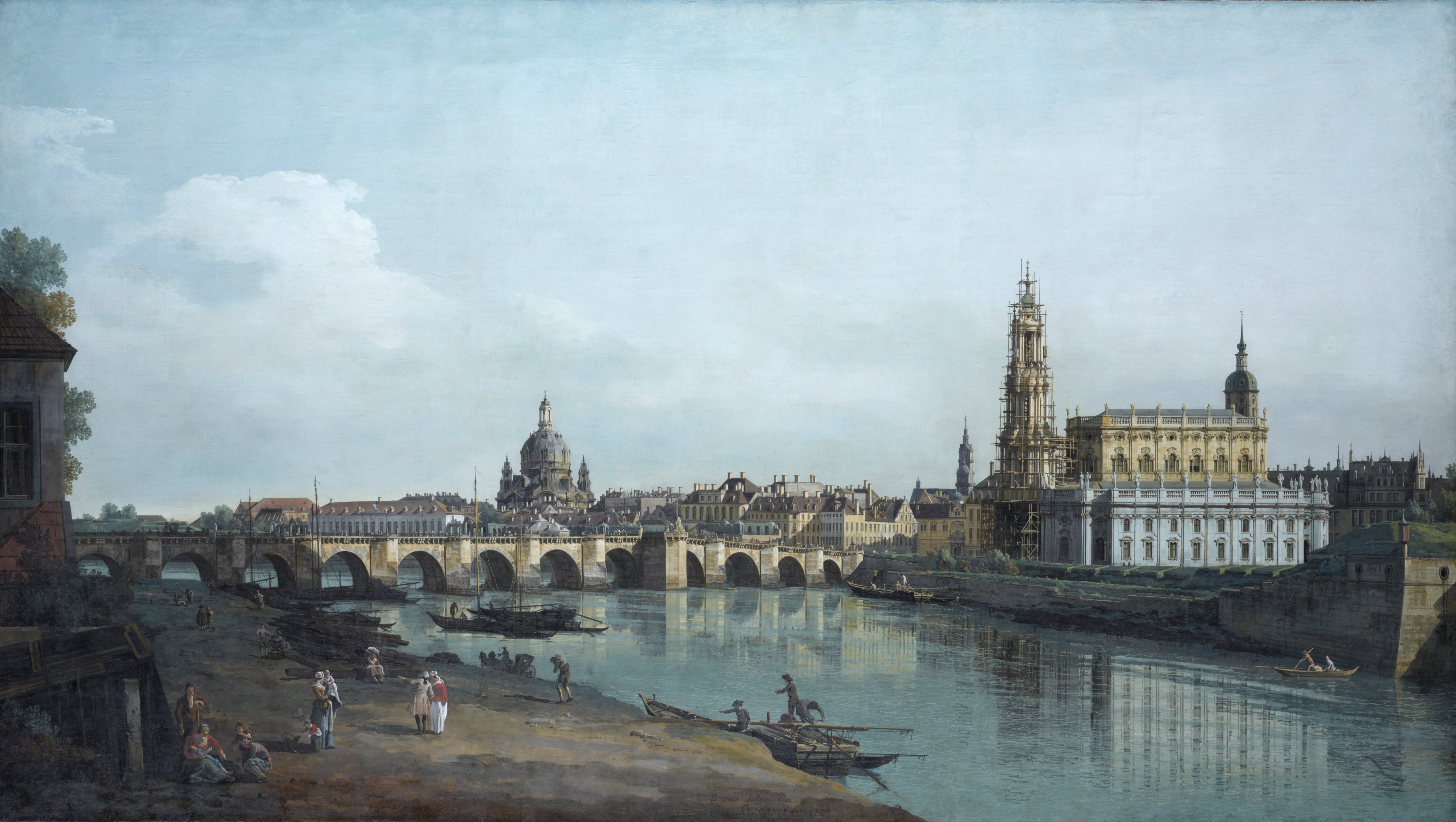
Bernardo Bellotto, detto il Canaletto: L'Elba vicino a Dresda, veduta della città dal Neustädter Ufer (1748)

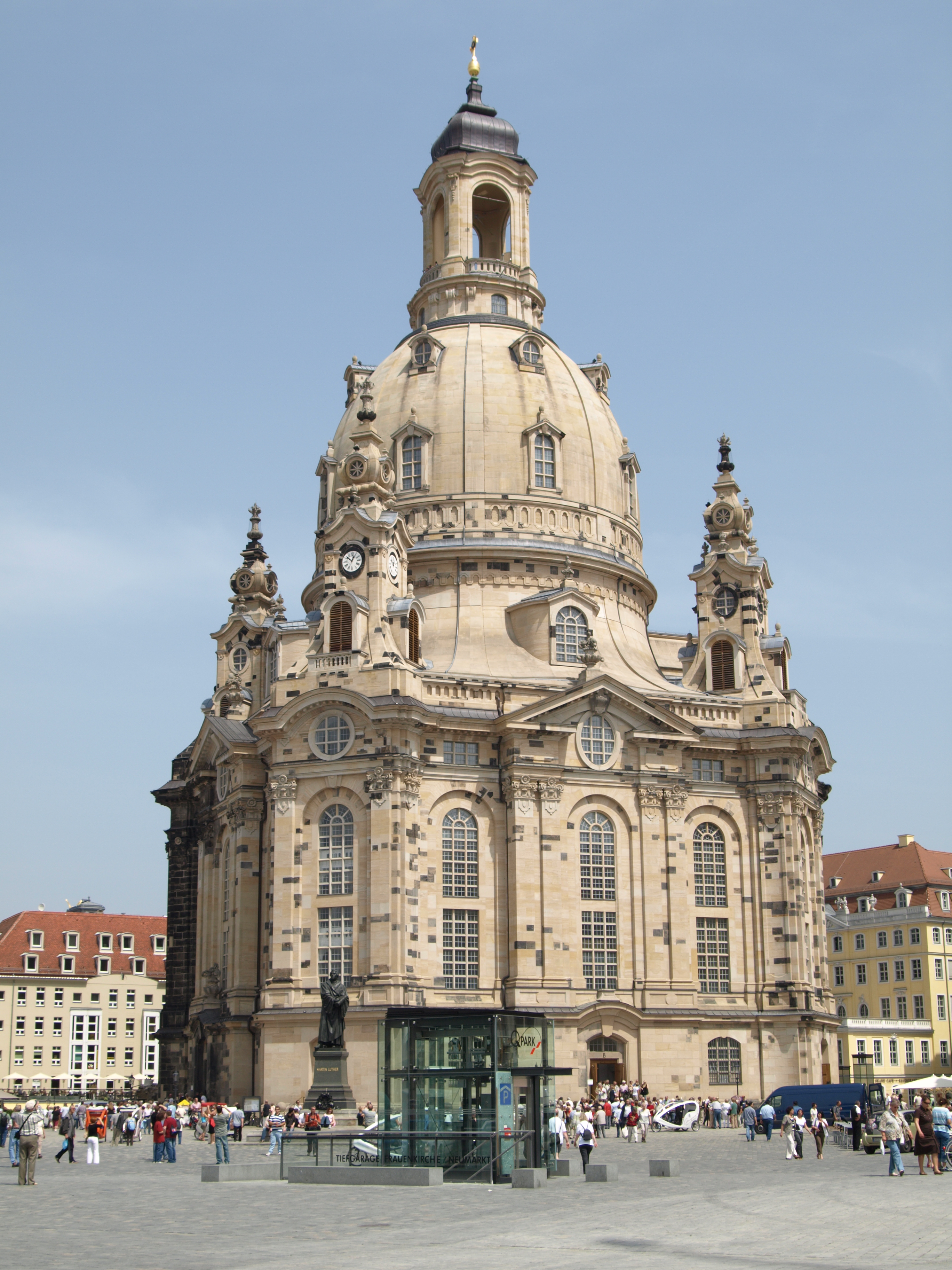
La ricostruita Frauenkirche

Il barocco di Dresda (realizzato dal 1694 al 1763) è la forma specifica degli stili barocco e rococò utilizzati ai tempi dell'elettore sassone e in seguito dal re polacco Augusto il Forte (1670-1733) e da suo figlio Augusto II (1696-1763). Oltre alle influenze francesi, i modelli italiani hanno influenzato il linguaggio formale dello stile architettonico della città residenziale di Dresda, che si irradiò attraverso la Sassonia (e la Polonia, in particolare Varsavia) ed è anche conosciuto come barocco sassone o  barocco augusteo.

## Il tempo del barocco di Dresda

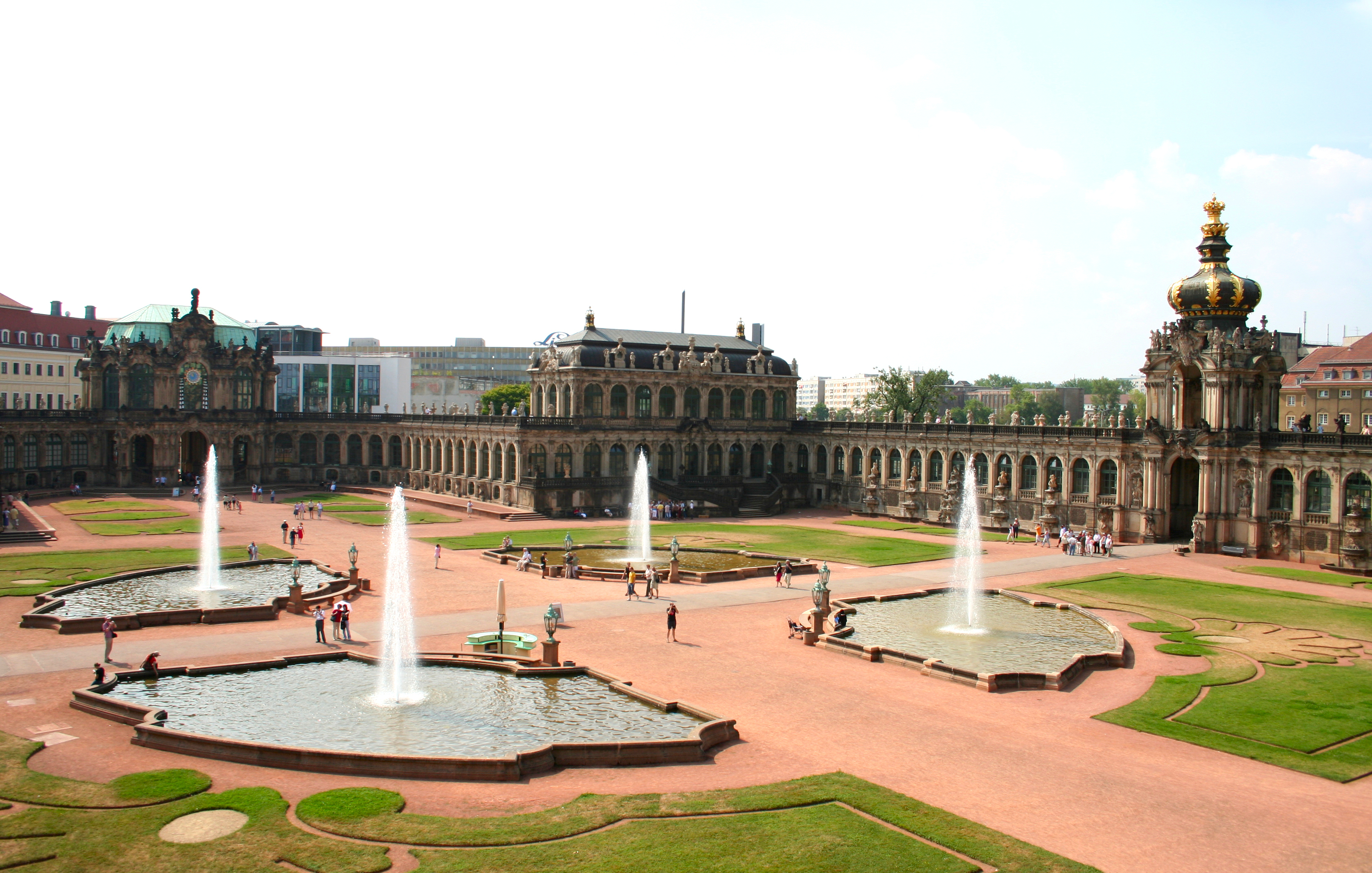
Lo Zwinger di Dresda

Da giovane principe Augusto il Forte aveva intrapreso un Grand Tour attraverso l'Europa, dal 1687 al 1689, che lo portò a visitare i paesi dell'Europa settentrionale, ma anche la Francia, la Spagna, l'Italia e infine, via Vienna e Praga, rientrò a Dresda. Cresciuto in un ambiente fortemente influenzato dal Rinascimento sassone, le sue impressioni raccolte all'estero non sarebbero rimaste infruttuose. Quando salì, inaspettatamente, alla carica di elettore dopo la morte improvvisa del fratello, nel 1694, divenne presto il prototipo del principe e mecenate barocco e quindi, in definitiva, una figura importante nella storia del mondo. Il potere elementare dell'"Ercole sassone" ben presto lasciò il segno nella città e nel paese. Iniziò la conversione della sede reale in un'opera d'arte barocca totale. "Anche questo Augusto", disse Carl Justi, alludendo all'imperatore Augusto, "ha trovato un piccolo capitello a graticcio e ne ha lasciato uno grande in pietra".

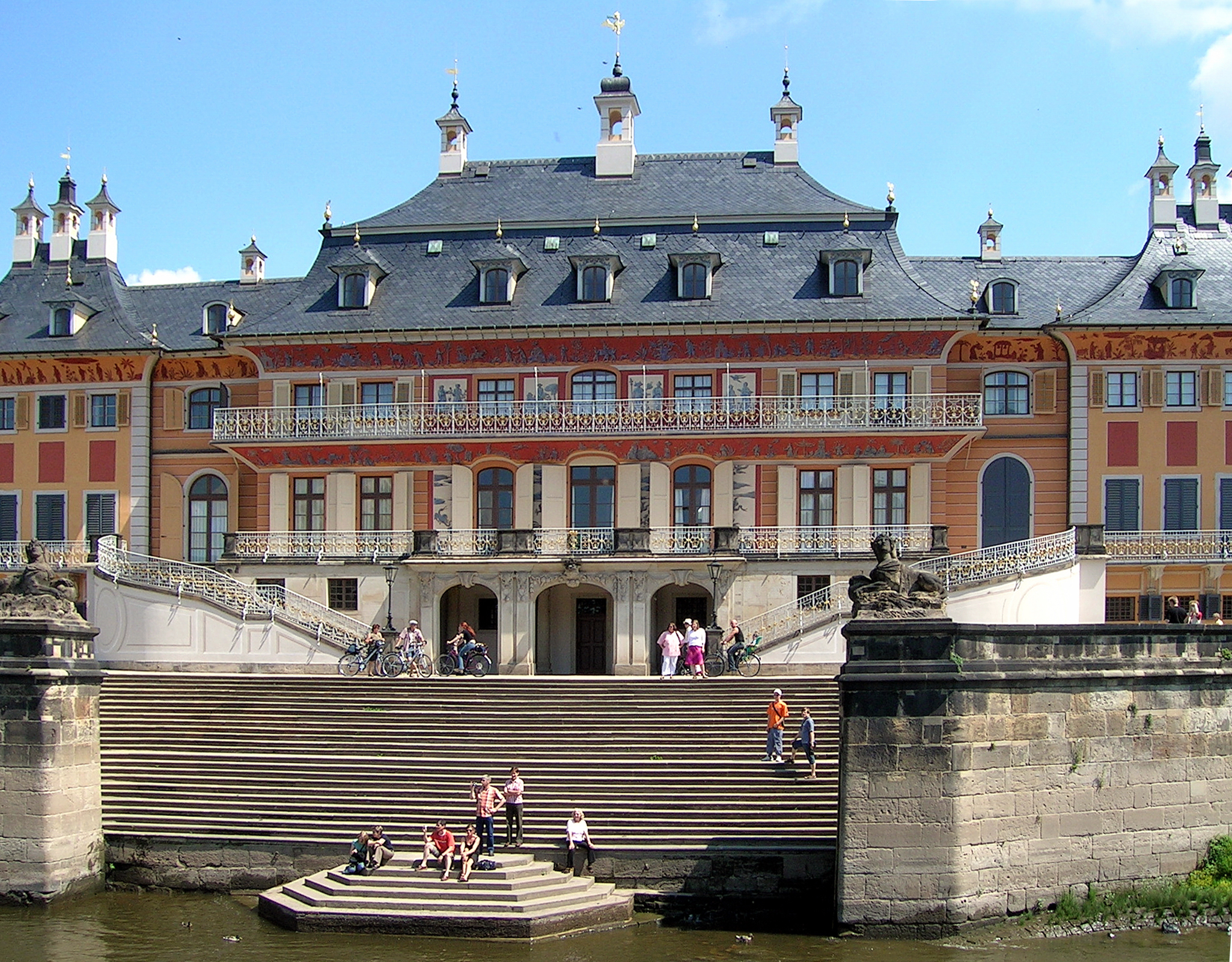
Castello di Pillnitz, Wasserpalais (in stile "esotico" con cineserie) con le scale sull'Elba

La deliziosa posizione sull'Elba e il clima mite della Valle dell'Elba con i vigneti sulla Strada del vino sassone furono il punto di partenza ideale per una revisione dell'intero paesaggio sul modello italiano. Simile al Canal Grande veneziano il fiume Elba divenne un corso d'acqua incorniciato da magnifici edifici, per cui l'effetto complessivo era sempre in primo piano. La magnifica gondola in mostra a Pillnitz è modellata sulle gondole veneziane. Con l'acquisizione della corona reale polacca, nel 1697, Augusto il Forte divenne sovrano di un vasto impero, la Sassonia-Polonia. Di conseguenza, la provinciale Dresda divenne una metropoli di levatura europea. Insieme a Vienna, divenne una grande mediatrice di cultura tra Oriente e Occidente. Augusto fece costruire l'"Asse sassone" a Varsavia, mentre la porta della corona dello Zwinger sembra essere stata influenzata dalla Polonia. La corte di Dresda era anche conosciuta in tutta Europa per le sue opulente feste ed altri eventi di corte (vedi: La fioritura di arte, cultura e divertimenti cortesi).

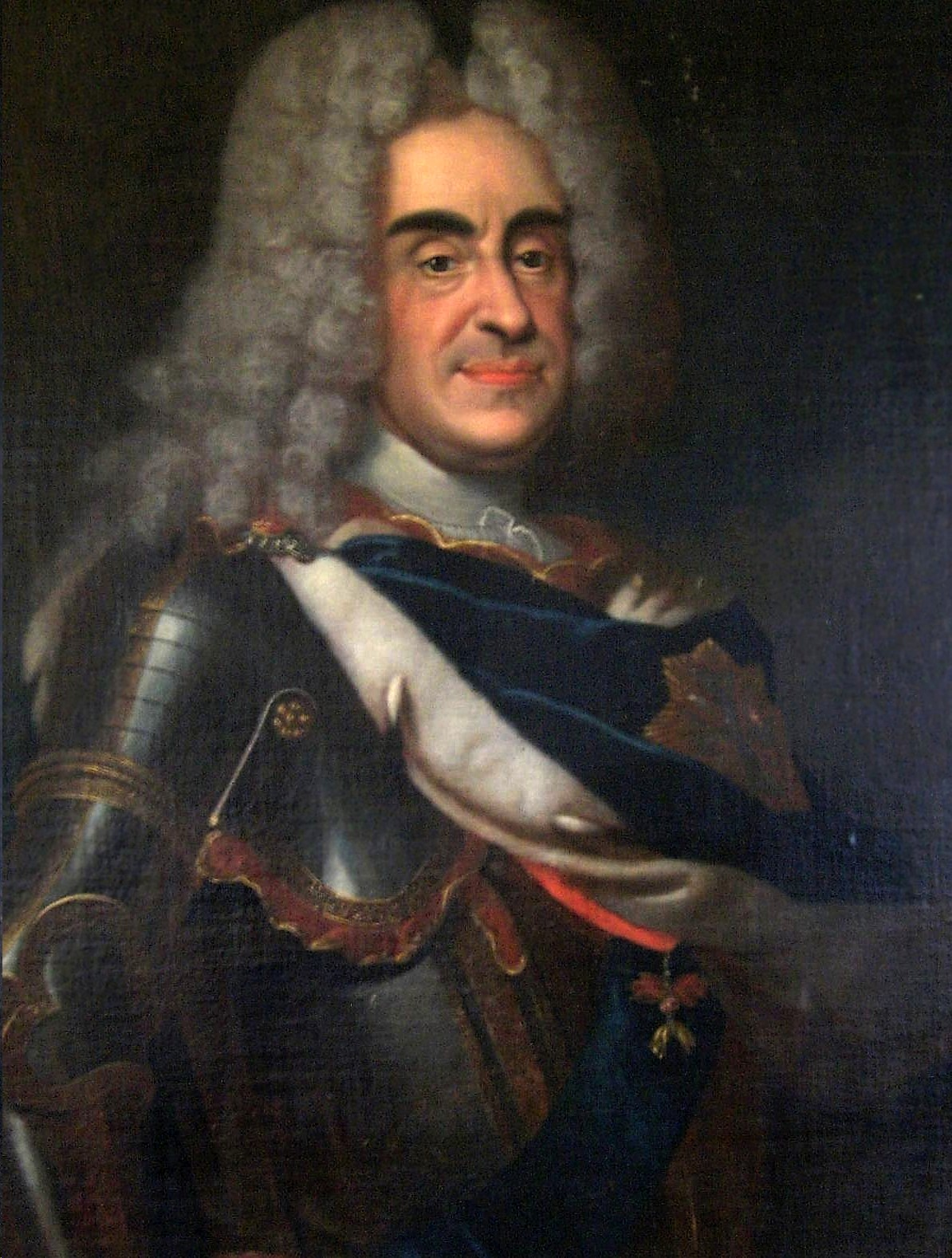
Augusto il Forte, elettore di Sassonia, re di Polonia (1670-1733)

Ma Augusto non creò dal nulla il barocco di Dresda. Già intorno al 1600 e durante la Guerra dei trent'anni, artisti come lo scultore ticinese Giovanni Maria Nosseni o la famiglia Walther (Andreas III, Christoph IV, Michael e Sebastian Walther), l'orafo Hans Kellerthaler o il compositore Heinrich Schütz avevano apprezzato un clima che promuoveva le arti a Dresda. L'architetto Pöppelmann, l'orafo Dinglinger e lo scultore Permoser erano già al servizio del padre Giovanni Giorgio III giunto da lontano alla corte di Dresda. Il nonno Giovanni Giorgio II aveva fatto costruire il palazzo nel Grande Giardino, le cui sfarzose feste di corte impressionarono il giovane Augusto. Johann Georg Starcke lo fece costruire come "preludio" al barocco di Dresda, sulla base dei modelli del primo barocco francese e italiano e del Castello di Marly che era considerato il prototipo dei palazzi barocchi di piacere del "Re Sole" Luigi XIV. Il fratello di Giovanni Giorgio II, Augusto, fece costruire a Weißenfels il primo castello barocco di Neu-Augustusburg con la sua magnifica chiesa. Il capomastro Wolf Caspar von Klengel, il primo importante architetto barocco di Dresda, insegnò al principe Augusto l'architettura delle fortificazioni e quella civile. Il re, in seguito, lavorò alle bozze dei suoi architetti, per tutta la vita, o fornì loro le bozze iniziali.
All'inizio del suo regno, dal 1694, si concentrò sull'organizzazione di feste programmatiche in cui lo stesso monarca giocava sempre il ruolo principale, per cui fece ampliare e progettare il Grande Giardino da Johann Friedrich Karcher. Inoltre commissionò all'orafo Dinglinger la produzione di nuove opere di rappresentanza. Tuttavia, il primo decennio del suo governo fu caratterizzato principalmente dall'acquisizione, molto costosa, della corona reale polacca nel 1697 e dalla ancora più costosa Grande guerra del Nord del 1700. In alleanza con lo zar Pietro I intraprese la riconquista della Livonia, un tempo polacca, contro Carlo XII di Svezia per ottenere il riconoscimento dalla nobiltà polacca e per convertire la monarchia eletta in una monarchia ereditaria, se possibile. A causa della controffensiva svedese, Augusto fu estromesso dalla Polonia e nel 1706 fu occupata anche la Sassonia, tanto che fu costretto a rinunciare alla corona polacca a seguito del Trattato di Altranstädt. Solo dopo la sconfitta di Carlo XII. a Poltava, nel 1709, riconquistò la Polonia con l'aiuto russo. Per questi motivi, il primo edificio di Augusto non fu costruito fino al 1705-1708, il Palazzo Taschenberg per la sua amante Constantia von Cosel. Fino al 1708 Dinglinger realizzò, a proprie spese, la corte del Gran Mogul, un'opera d'arte, dall'espressività politica, incastonata con migliaia di pietre preziose, che Augusto, come previsto, comprò e dovette pagare per anni.

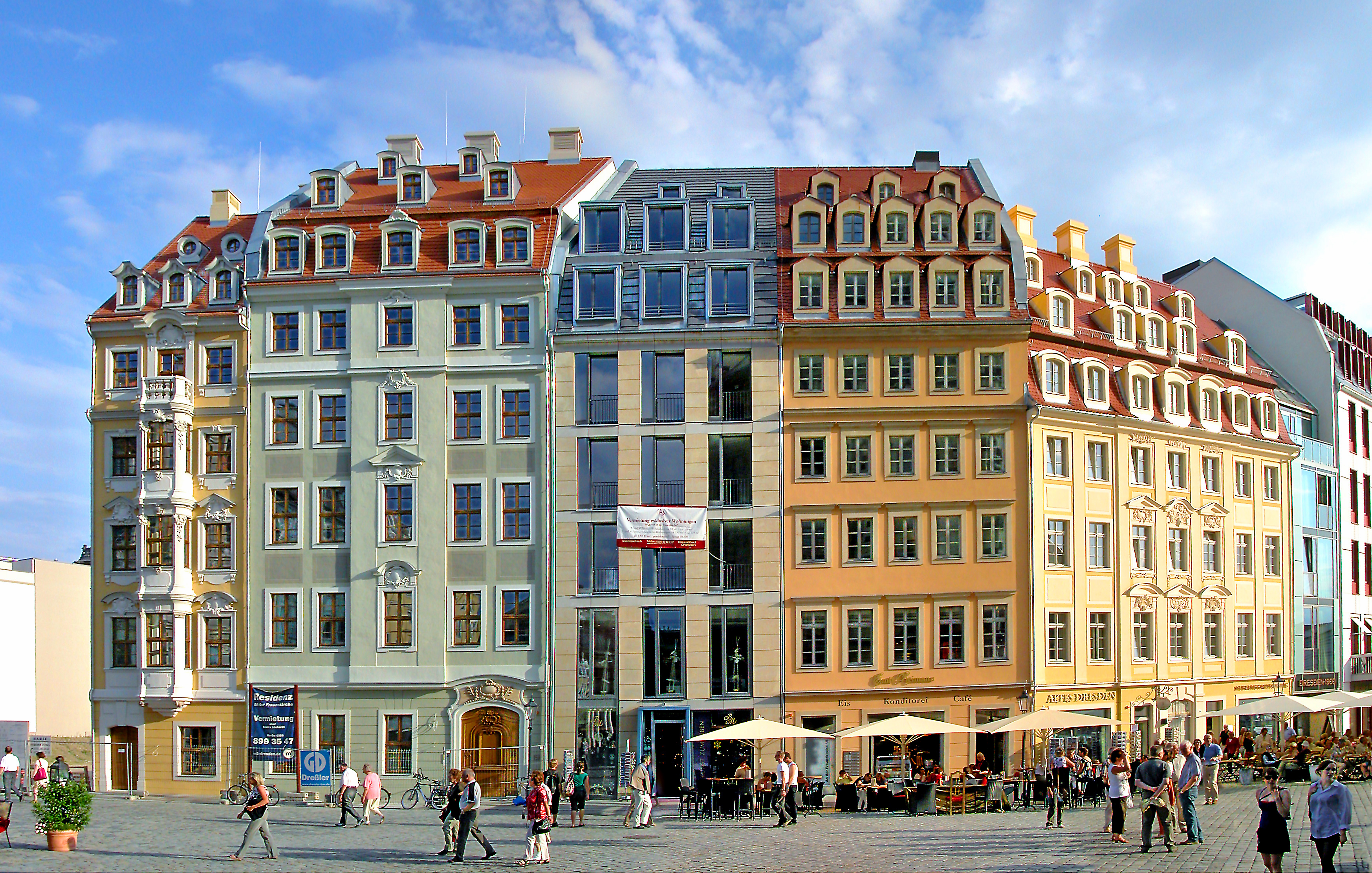
Case cittadine barocche ricostruite sul Neumarkt di Dresda

Il re cercò in tempo utile di riformare i sistemi amministrativo, legale, fiscale e militare con l'obiettivo di far rispettare i principi di governo centralizzato. Anche il regolamento edilizio di Dresda, più volte modificato, era espressione di volontà di Stato assoluto anche in architettura. Richiedeva l'esclusiva costruzione in pietra e prescriveva il numero e l'altezza dei piani nonché i colori delle facciate. Venne utilizzato principalmente per la ricostruzione barocca della Neustadt interna, ma nella zona di Neumarkt vennero create anche nuove strade dall'aspetto uniforme. L'ufficiale ingegnere August Christoph von Wackerbarth diresse l'industria edile elettorale sassone dal 1697 e nel 1706 e divenne direttore generale degli edifici civili e militari nonché superiore dell'ufficio dell'edilizia civile. Come ministro "de facto" dell'edilizia divenne il "direttore del barocco di Dresda" (Fritz Löffler). Matthäus Daniel Pöppelmann, originario della Westfalia, fu incaricato di costruire lo Zwinger, nel 1711, che divenne un esempio del vivace alto barocco - influenzato dall'Italia e trasmesso attraverso Vienna e Praga. Dal 1710 Augusto il Forte fece produrre la porcellana di Meissen, che divenne presto un importante prodotto di esportazione e una altrettanto importante fonte di reddito. Nel 1718, Pöppelmann aggiunse un teatro dell'opera allo Zwinger, dopo la distruzione del vecchio teatro dell'opera di Taschenberg. Zacharias Longuelune, dal 1713,  introdusse il barocco classicista francese a Dresda. Johann Christoph Knöffel, un esponente della generazione successiva, un sassone scoperto e promosso da Wackerbarth, sviluppò la visione più cauta e orientata al classicismo francese di Longuelune e fondò il rococò sassone. Nel 1728 avanzò fino a diventare il terzo capomastro insieme ai due suddetti. Nel settore edile, diversi architetti venivano sempre incaricati separatamente di realizzare bozze e quindi di solito non veniva selezionato un solo progetto, ma diversi elementi delle singole bozze venivano messi insieme, con il re e Wackerbarth spesso coinvolti nella scelta. Questo processo "collegiale" portò alla sintesi di molte influenze stilistiche. Johann Gregor Fuchs (1650–1715), l'allievo di Pöppelmann David Schatz (1667–1750), Christian Döring (1677–1750) e George Werner (1682–1758), in seguito denominato "Knöffel di Lipsia", lavorarono a Lipsia nello stesso periodo assieme a Friedrich Seltendorff (1700–1778).
Il barocco sassone emerse, con un ritardo rispetto all'Italia e alla Francia, in una propria area di tensione: in esso le forme architettoniche più moderate del nord protestante incontrarono l'arte del sud influenzata dalla Controriforma. Perché non c'è dubbio che la conversione al cattolicesimo di Augusto il Forte preparò anche il terreno al barocco come arte della Controriforma in Sassonia. Nelle regioni protestanti settentrionali, solo di rado si era sviluppato in modo così splendido: i castelli del re prussiano Federico II costituiscono un'eccezione. Egli attinse alle sue impressioni giovanili alla corte di Augusto il Forte e fece venire artisti dalla Sassonia per costruire il suo palazzo. Questi ebbero una grande influenza sul rococò fredericiano, “che è caratterizzato dal barocco sassone dove il ricco e il commovente sono particolarmente combinati con il freddo della mente." Si caratterizza come "festoso e allegro, nobile e moderato".

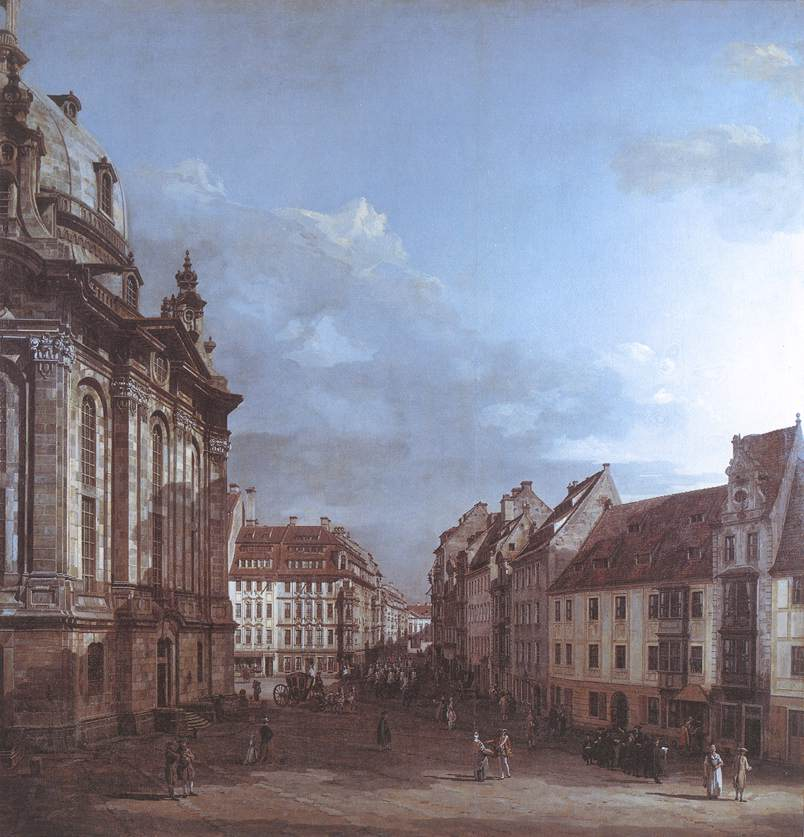
Bernardo Belotto: Dresda, Frauenkirche e Rampische Gasse, tra il 1749 e il 1753

Durante i 37 anni di regno di Augusto il Forte, furono costruiti la Frauenkirche, il Palazzo giapponese e, come corona intorno alla capitale, i castelli di Moritzburg, Pillnitz e Übigau e il giardino barocco di Großsedlitz. I contratti reali di costruzione per le celebrazioni nuziali del principe elettore, nel 1719 con la figlia dell'imperatore asburgico Maria Giuseppa, conobbero un'accelerazione. Dopo la fine della Grande guerra del Nord, nel 1721, furono liberate ulteriori risorse. Pöppelmann poté eseguire la ristrutturazione del Castello di Moritzburg, prevista nel 1703, soltanto a partire dal 1723, e la ristrutturazione del Castello di Pillnitz dal 1720. Nuovi edifici residenziali e commerciali borghesi svilupparono uno stile particolarmente ricco di bovindi e decorazioni di facciate mansardate, influenzate dallo stile cortese, ad esempio sulla Rampische Gasse. Mentre all'inizio le facciate erano spesso strutturate con lesene comprendenti base e capitello, come nel caso del Palazzo nel Grande Giardino, e nel 1724/1725 nella Casa Schneeberger Bortenreuther di Naumann, le strutture della facciata dipinte con lesene e le file di finestre, divennero presto tipiche del barocco sassone, da quando Pöppelmann le realizzò nei castelli di Moritzburg e Knöffel, in quasi tutti i suoi edifici. Questa decorazione si può trovare anche in molte case della città, ad esempio nel Palazzo Taschenberg in alternanza ritmica con decorazioni plastiche della facciata.
La città sul lungofiume con le sue torri, cupole e palazzi offriva molte occasioni di commissioni per costruttori e artisti. Il vivace senso artistico della corte, della nobiltà e della borghesia creava un'atmosfera stimolante e così i tre maestri costruttori e lo scultore Balthasar Permoser hanno lasciato tracce impressionanti. Artigiani ingegnosi diffusero la fama del barocco di Dresda ben oltre i confini della capitale dello stato, come l'orafo Dinglinger e gli artisti della porcellana Böttger, Klassung e Höroldt. Alla fine del 1729, Augusto il Forte, che simbolicamente si rifaceva all'età dell'oro del primo imperatore romano Augusto, fece sistemare al piano terra del palazzo la sua vasta collezione di antichità, che aveva acquistato a Roma un anno prima. Delle 194 statue antiche presenti nel palazzo nel Grande Giardino, 160 provenivano dalla collezione della famiglia Chigi e 34 da quella di Alessandro Albani. Questa prima grande collezione di antichità, in Germania, costituì la base della collezione di sculture di Dresda.
Un anno prima della sua morte, il sovrano diede al lato destro della città il nome di "Nuova città reale" (Neustadt), dopo di che il termine "città vecchia" divenne noto per indicare il lato sinistro dell'Elba. Klengel aveva già progettato la Neustadt nel 1685 dopo l'incendio di Altendresden. Qui venne realizzato un tracciato stradale radiale a partire dalla piazza del Mercato e fu assicurata l'uniformità delle facciate, meno possibile nei vicoli tortuosi del centro storico con il suo patrimonio abitativo storico. Da Varsavia il re stabilì personalmente tutti i dettagli. Fece demolire la Dreikönigskirche, nonostante notevoli proteste, e dal 1732 venne ricostruita altrove da Pöppelmann poiché si trovava sul percorso del pianificato viale centrale, l'odierna strada principale. Nell'agosto 1733 morì Augusto il Forte e quasi contemporaneamente anche Pöppelmann, Dinglinger, Permoser e Wackerbarth.
L'attività di costruzione continuò sotto il figlio e successore Augusto II. Venne costruito il vecchio municipio (1741–45) sull'Altmarkt e il municipio di Neustädter (1750–54) sulla piazza del mercato di Neustadt. Lo sviluppo delle case di città nella Neustadt fu proseguito come previsto. I bastioni della città vecchia, sulle rive dell'Elba, di Knöffel al Brühlschen Garten ridisegnarono e quindi completarono l'orientamento verso il fiume. Il successore di Wackerbarth, come direttore generale degli edifici della Sassonia elettorale, fu Jean de Bodt nel 1728, mentre Knöffel succedette a Pöppelmann nel 1734 come capo del dipartimento di costruzione di Dresda e dopo la morte di de Bodt, nel 1745, divenne il suo successore nella gestione della corte, di recente creazione, e del dipartimento di edilizia civile, che mantenne fino alla sua morte nel 1752. Fu seguito da Julius Heinrich Schwarze come capomastro dell'Oberland.

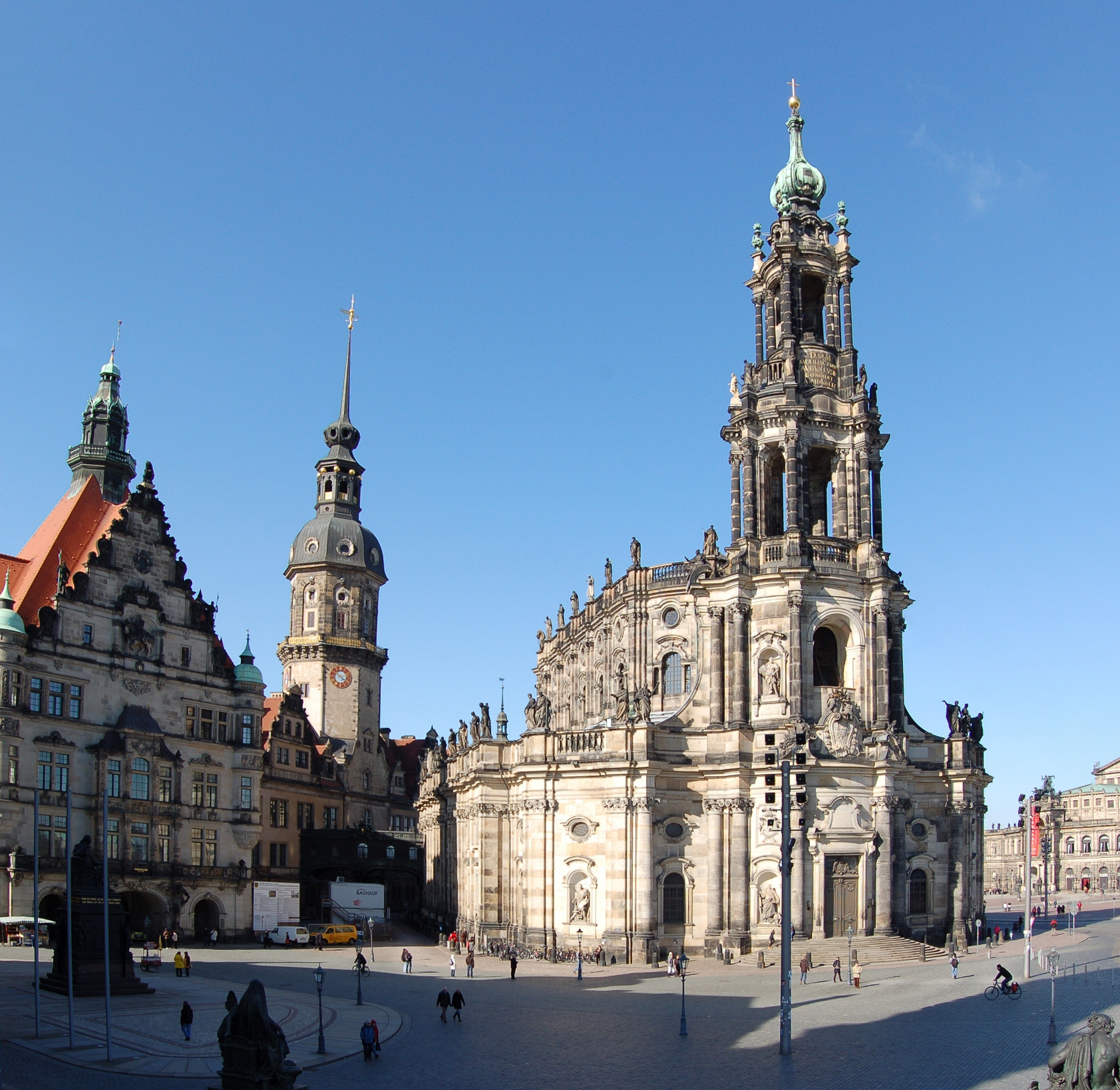
La chiesa cattolica di corte di fronte al Residenzschloss

A causa del cambio di religione da parte di Augusto il Forte, passato al cattolicesimo, la città di Dresda nel 1726 ebbe la Frauenkirche protestante come testimonianza monumentale eccezionale dell'intera città, eretta dal maestro muratore della città George Bähr, ma generosamente sostenuta da Augusto il Forte. Lo stesso Augusto usò solo la cappella del palazzo e il teatro dell'opera di Taschenberg, trasformato in chiesa di corte nel 1708, per officiarvi la Santa Messa. Augusto II, che era anche salito al trono polacco, fece costruire, dal 1739 al 1755, la Cattedrale della Santissima Trinità, che, nonostante tutta la delicatezza cesellata, riprendeva il carattere dell'alto barocco e dello Zwinger. In quest'opera, del romano Gaetano Chiaveri, sembra essere unito tutto ciò che era stato efficace nell'architettura della chiesa cattolica sin dal periodo romanico. Lo scultore romano Lorenzo Mattielli e il "classicista" Johann Gottfried Knöffler gareggiarono tra loro. Dal cornicione della navata, figure di santi guardano dall'alto la città protestante, mentre le processioni si tenevano solo all'interno, per le quali fu costruita una galleria apposita. Mentre le chiese barocche cattoliche, nello spirito della Controriforma, dovevano rendere la fede tangibile invece di spiegarla intellettualmente, gli edifici ecclesiastici protestanti in Sassonia, soprattutto la Frauenkirche, giungevano a soluzioni indipendenti rilevando le gallerie dall'edificio del teatro in modo che più persone potessero seguire e assistere alla predica luterana. “Nell'Europa di quel tempo, in cui ancora divampavano controversie confessionali, non c'era altra capitale in cui due delle chiese più rappresentative delle due maggiori denominazioni determinassero congiuntamente il paesaggio urbano in un piccolo centro storico."
A differenza di suo padre, Federico Augusto II aveva poco talento e interesse politico e lasciò tutto in mano al suo Primo Ministro Heinrich von Brühl, comprese le questioni delle costruzioni, che alla fine avrebbero avuto conseguenze fatali sul piano finanziario e politico, ma che resero Dresda, attraverso il suo amore per l'opera italiana e una spiccata passione per la raccolta di tesori d'arte, una città barocca ancora più affascinante. Nel 1746 acquistò da Francesco III d'Este, Duca di Modena, per 100.000 zecchini d'oro veneziani (equivalenti a circa 650 kg d'oro) le 100 migliori opere della Galleria Estense per la Gemäldegalerie Alte Meister di Dresda. La collezione ha ottenuto riconoscimenti a livello mondiale fino ad oggi. I gruppi di figure di Kändler in porcellana di Meissen, che acquisirono anche una grande importanza economica come merce di esportazione, divennero l'epitome del rococò. Allo stesso tempo, Winckelmanni fece di Dresda il punto di partenza per la teoria dell'arte classicista tedesca, e l'architetto Friedrich August Krubsacius lo sostenne nelle sue polemiche contro le "forme pompose" del barocco.

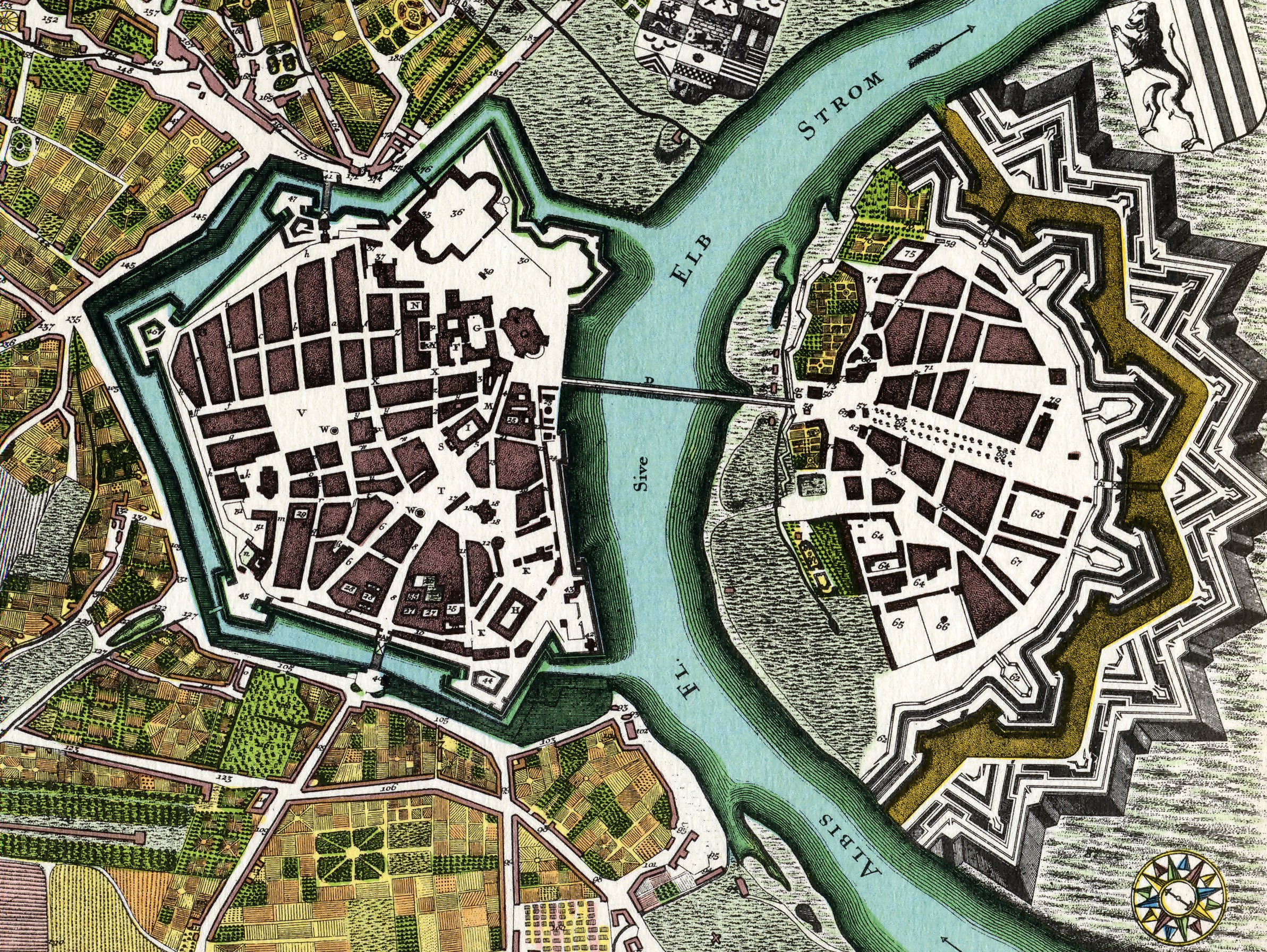
La città fortezza di Dresda intorno al 1750 - sulla riva destra dell'Elba la nuova città reale

Con l'inizio della Guerra dei sette anni, nel 1756, la prosperità dell'età augustea si interruppe bruscamente. Quando l'esercito austriaco si avvicinò alla città occupata dai prussiani, il governatore prussiano chiese azioni di ritorsione e incendiò parzialmente la città. Nel 1760 i prussiani assediarono Dresda senza successo e bombardarono il centro della città con i cannoni. Circa 400 case e cinque chiese furono distrutte, ma per lo più ricostruite in seguito - in una fase finale del barocco di Dresda - con Gewandhaus (1768-1770) e Landhaus (1770-1776), Kreuzkirche (1764–1788) e Annenkirche (1764–1769) nonché la conversione del palazzo residenziale di Knoeffel'schen al Coselpalais (1762–1764). Fu solo all'inizio del secolo successivo che nuove forze creative si sarebbero mosse, specialmente nella letteratura e nella pittura, come mostrato oggi nella Kügelgenhaus - Museo del Romanticismo di Dresda.

## Patrimonio edilizio, distruzione, ricostruzione parziale
Il barocco di Dresda fu seguito dal neoclassicismo, dal periodo Biedermeier e dal periodo Semper (dal 1800 al 1870). Seguì la prima fase fiorente dello sviluppo della città e del neobarocco, in Webergasse o, in una forma più semplice, in Wilschen Gasse (Wilsdruffer Strasse). Lo sviluppo di Dresda in una grande città, verso la fine del XIX secolo, portò alla demolizione di numerosi edifici barocchi. Ad esempio, le glorie di Brühl sulla terrazza dell'Elba furono vittime di una riqualificazione storicista, come il Palais Vitzthum-Schönburg, il Palais Moszinska, il Boxberg'sche Palais, il Prinz-Max-Palais e molti altri.

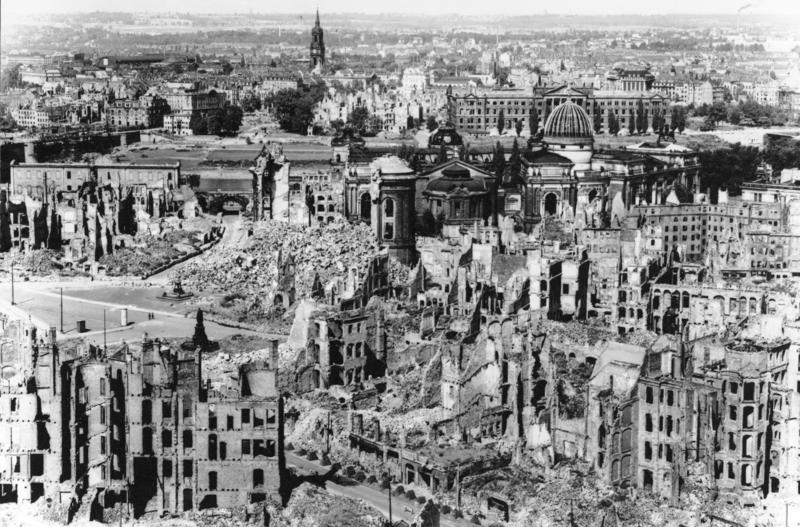
Veduta di Neumarkt e delle rovine della Frauenkirche (centro), 1945

Durante la seconda guerra mondiale, i raid aerei su Dresda portarono alla rovina della storica città barocca. Innumerevoli edifici parzialmente distrutti furono infine abbattuti nel corso della ricostruzione della città e intere strade caddero vittime del previsto sgombero delle macerie, tra cui molte case di città barocche, ma anche importanti edifici di grandi dimensioni come il vecchio municipio, il nuovo municipio o il Palais Wackerbarth. Nonostante il sostegno alla ricostruzione, Hans Nadler e i suoi colleghi dell'ufficio dei monumenti sono riusciti a mettere al sicuro importanti rovine come il Castello, la Semperoper, il Coselpalais, il Palazzo Taschenberg e la Dreikönigskirche per una successiva ricostruzione dopo lunghe trattative con i comunisti al potere. Il libro di Fritz Löffler "Das alten Dresden" (1955), che è stato preparato in collaborazione con l'Istituto per la conservazione dei monumenti e la Building Academy, aveva lo scopo di mantenere vivi i ricordi della città vecchia e di renderli chiari a coloro che ne erano fuori, in particolare ai politici di Berlino Est, di ciò che un tempo le rovine avevano significato. Nel caso della Sophienkirche, l'ultimo edificio gotico conservato a Dresda, i conservazionisti furono sconfitti; le rovine ricostruibili furono fatte saltare in aria nel 1962 per decisione del governo della RDT e al suo posto fu costruito un grande ristorante; dal 2009 la capitale dello stato ha avuto un'ex cappella laterale parzialmente ricostruita come memoriale per la Cappella Busmann.
La successiva ricostruzione della Frauenkirche fu possibile solo grazie alla conservazione della montagna di macerie, che, su suggerimento di Nadler, era stata dichiarata monumento di guerra come misura precauzionale. Lo Zwinger, la Hofkirche e la Kreuzkirche furono presto restaurate sotto la direzione del dipartimento per la protezione dei monumenti, le rovine bruciate della Landhaus, la Gewandhaus e il Palazzo nel Grande Giardino, i castelli di Moritzburg e Pillnitz e il Großsedlitz seguirono negli anni '60, mentre il giardino barocco è sopravvissuto indenne alla guerra.

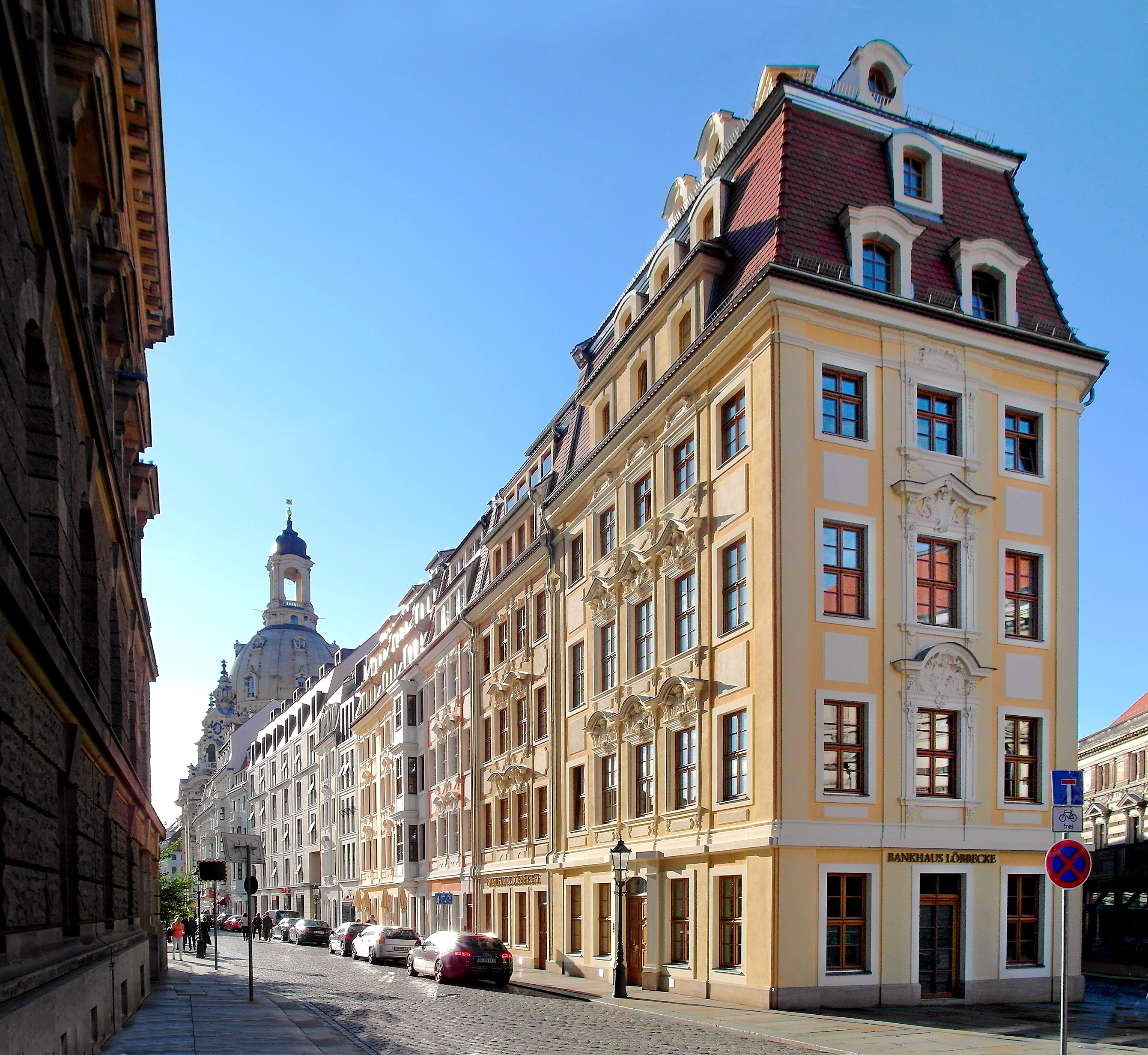
Rampische Strasse ricostruita, in primo piano la casa di Pöppelmann Rampische Strasse 33

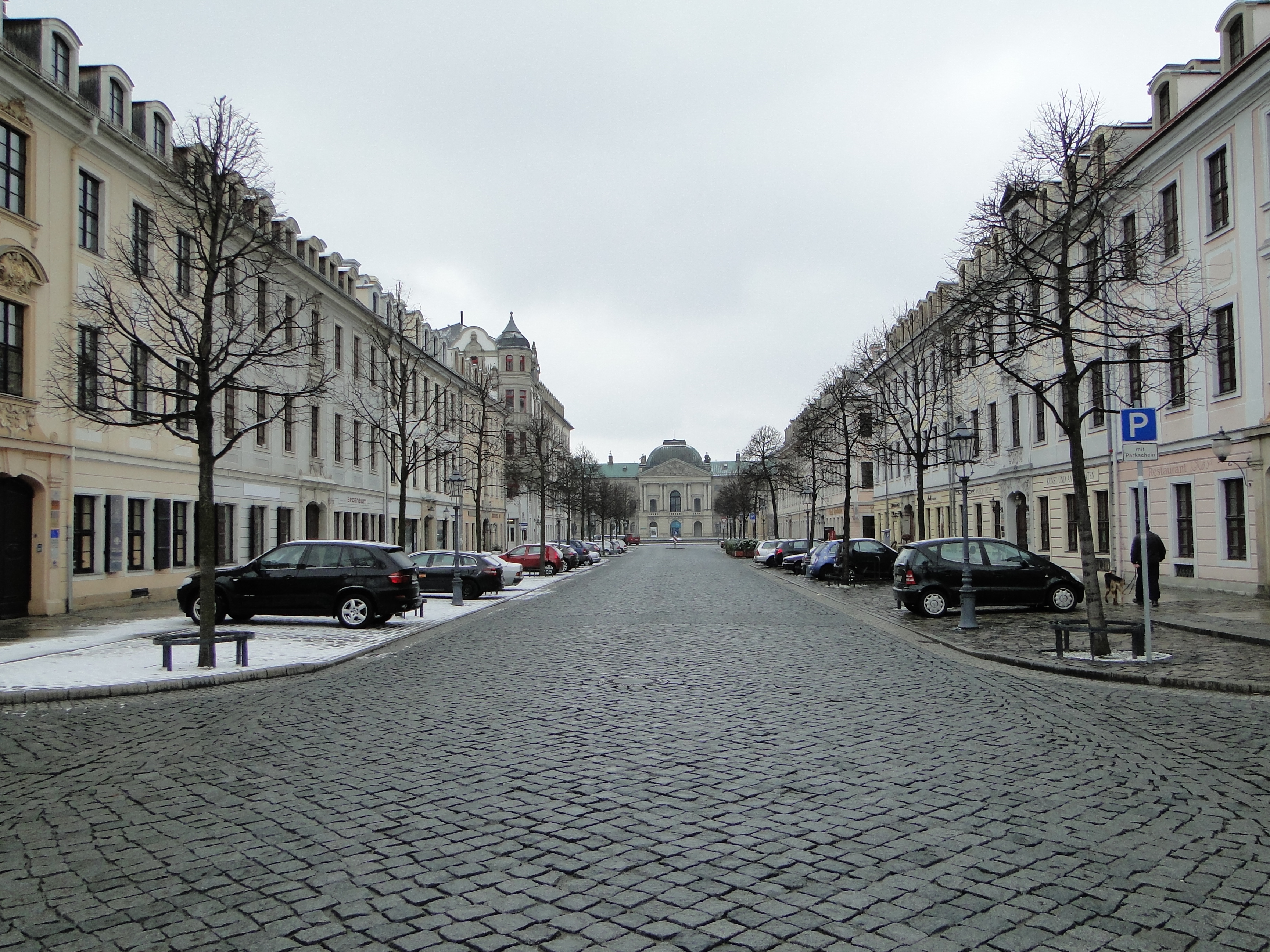
Koenigstrasse nel quartiere barocco Koenigstrasse, alla fine il palazzo giapponese

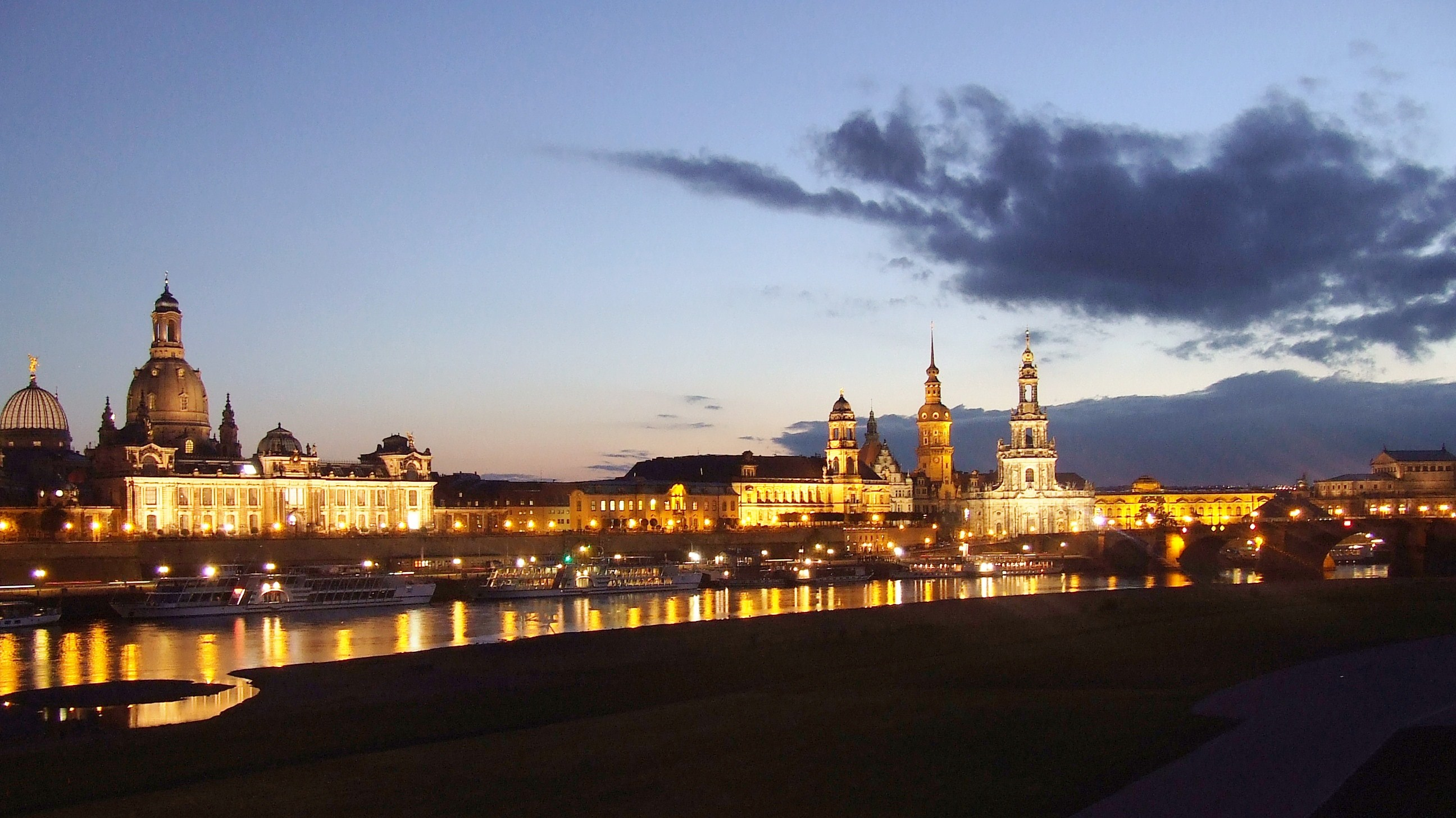
Dresda (2008)

Dopo la svolta e la rivoluzione pacifica nella RDT e la riunificazione tedesca, furono ricostruiti non solo i singoli edifici, soprattutto la Frauenkirche e il Castello, ma intere piazze e strade, quindi in gran parte il Neumarkt, mentre l'Altmarkt era in stile moderno. Negli anni Cinquanta era stato ricostruito nel cosiddetto barocco di Stalin. Il Coselpalais adiacente alla Frauenkirche è stato ricostruito senza lo storico cortile interno. Dopo la riapertura della Frauenkirche, nel 2005, è stata creata anche la Rampische Strasse, completamente scomparsa, come un vicolo barocco che può essere rivissuto e che conduce dal Neumarkt al ricostruito Kurländer Palais, con numerose ricostruzioni o facciate, nonché la Landhausstrasse con Palais Beichlingen. Il quartiere tra le due strade è ancora in costruzione, in gran parte in forme moderne, ma include il Palais Hoym come ricostruzione della facciata pianificata.
Un numero relativamente elevato di case cittadine barocche, nella parte interna della Città Nuova, in particolare intorno alla Dreikönigskirche, sopravvissero alla guerra e furono ristrutturate. In questa zona di Barockviertel King Street, del Dresdner Mansion Baroque chiamato King's Road e Rähnitzgasse, si trovano edifici barocchi in ogni dettaglio, specialmente nelle scale, nei cortili e nei passaggi, oltre che nei pannelli delle porte e nelle finestre originali.
Sono in programma ulteriori ricostruzioni, mentre alcuni edifici originariamente conservati (come il castello Übigau) sono ancora in attesa di essere salvati (così come alcuni edifici barocchi rurali di alta qualità come il castello di Wachau, il castello di Schönwölkau, il castello di Neusorge, il nuovo castello di Uhyst o il castello di Martinskirchen). Anche il famoso panorama dell'Elba, la vista della sagoma del centro storico, è stato restaurato. Le ricchissime collezioni del periodo barocco, in gran parte salvate, sono presenti soprattutto nella Gemäldegalerie Alte Meister e nel Castello (Residenzschloss), ad esempio nella Grünes Gewölbe, nel Münzkabinett, nel Kupferstichkabinett e nella Rüstkammer. La collezione di porcellane ha trovato la sua dimora permanente nello Zwinger. Tuttavia, ci sono anche molte testimonianze notevoli e importanti del barocco augusteo sparse in tutta la città.

## Edifici barocchi a Dresda

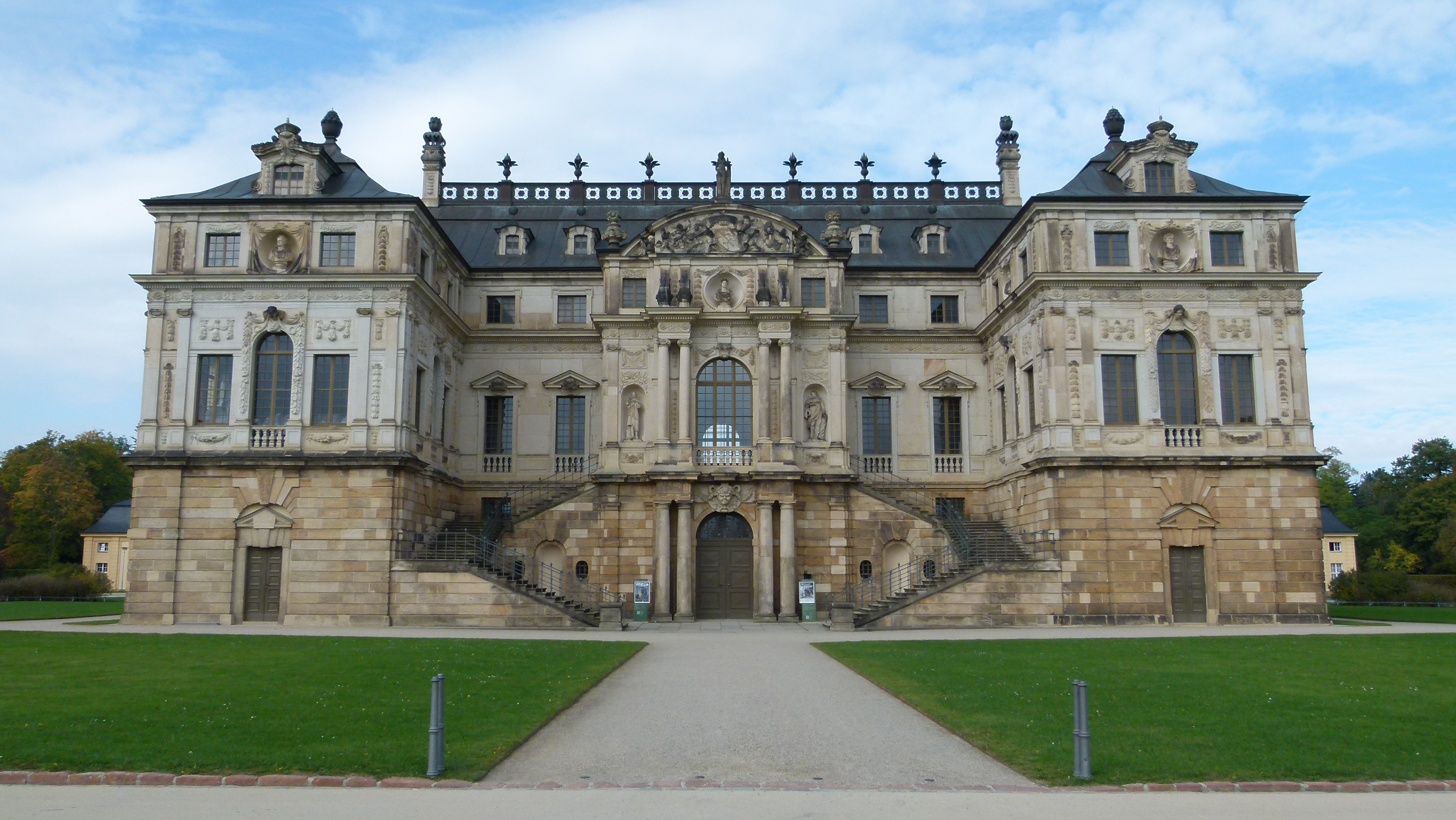
Palazzo nel Grande Giardino, il più antico grande edificio barocco di Dresda costruito intorno al 1680

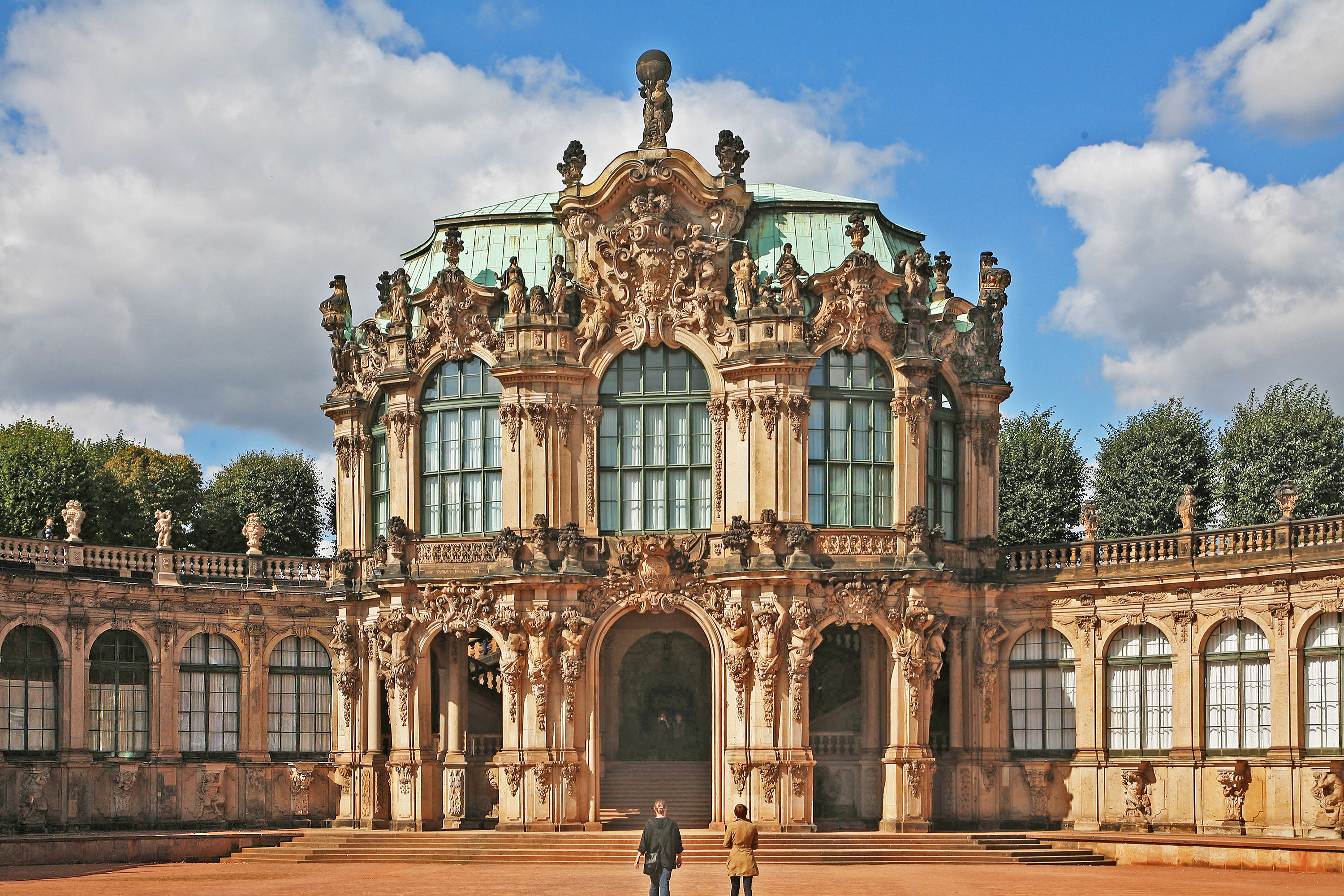
Padiglione murale dello Zwinger, l'edificio più famoso del barocco sassone, opera congiunta dell'architetto Pöppelmann e dello scultore Permoser

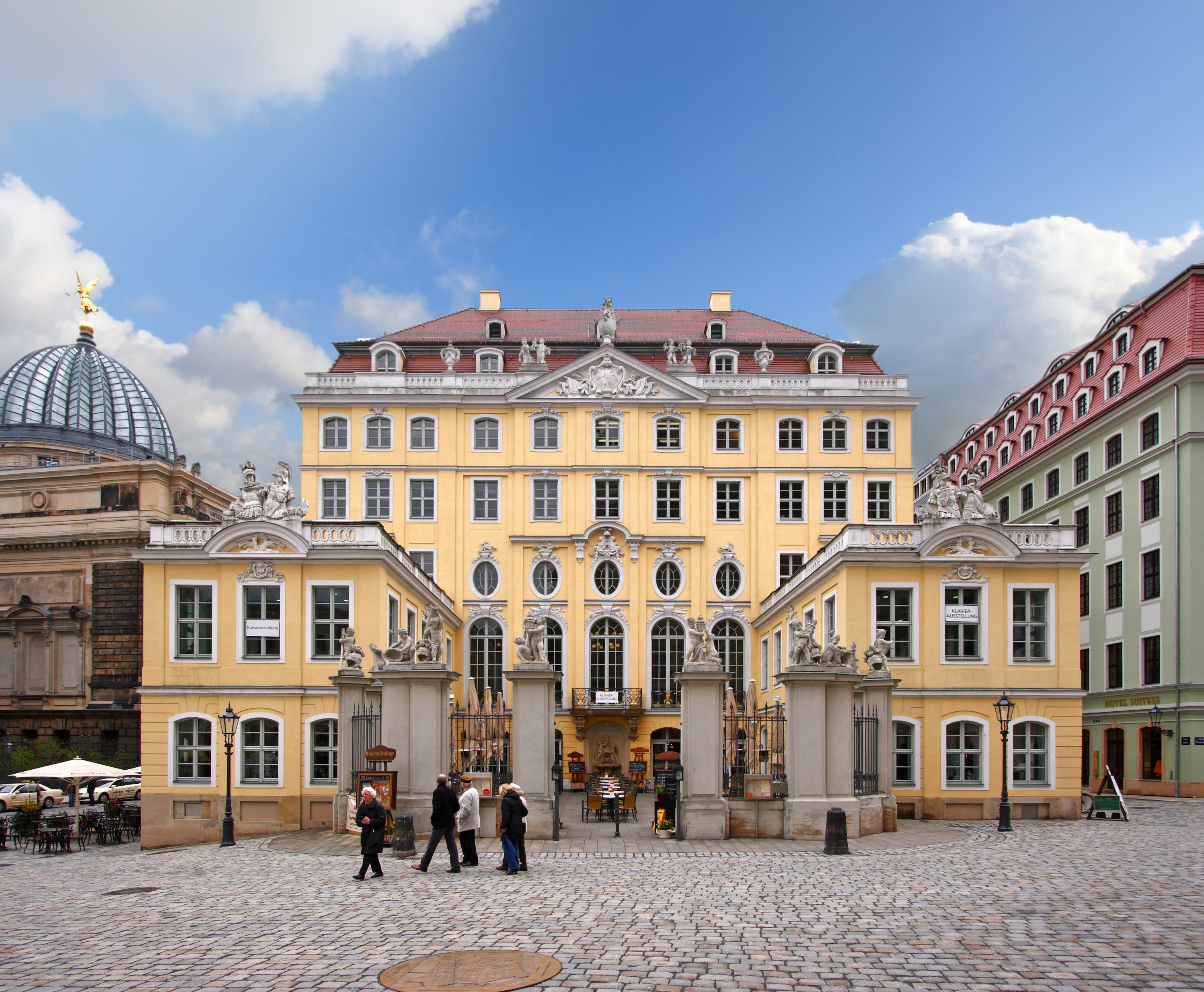
Il Coselpalais ricostruito, un'opera tarda del barocco di Dresda

### Costruzione
La maggior parte degli edifici barocchi ancora conservati si trovano nelle aree vicino all'Elba e nella parte della valle dell'Elba che è stata riconosciuta, dal 2004 al 2009, come patrimonio mondiale dell'UNESCO. Un'immagine panoramica di grande formato di Dresda al tempo del barocco si trova nel Panometro di Dresda.

### Importanti edifici barocchi a Dresda

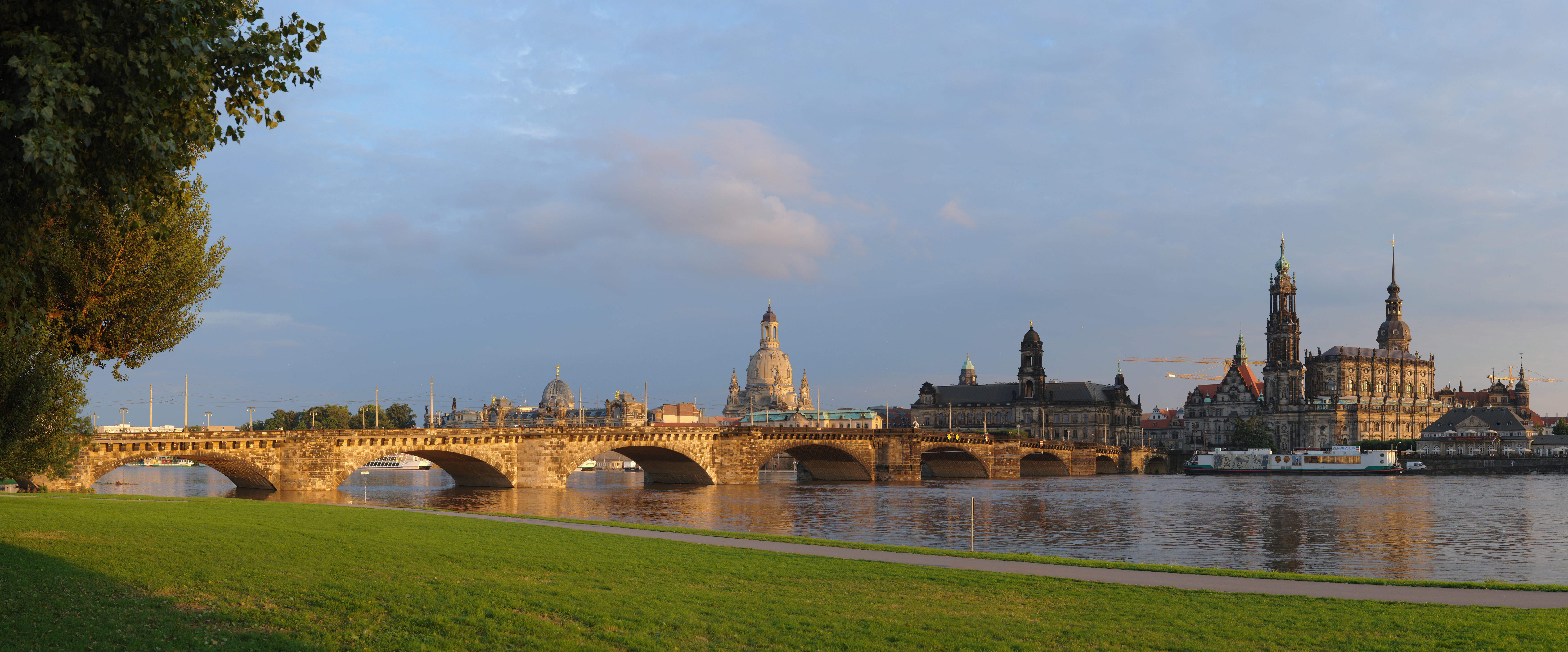
Ponte di Augusto
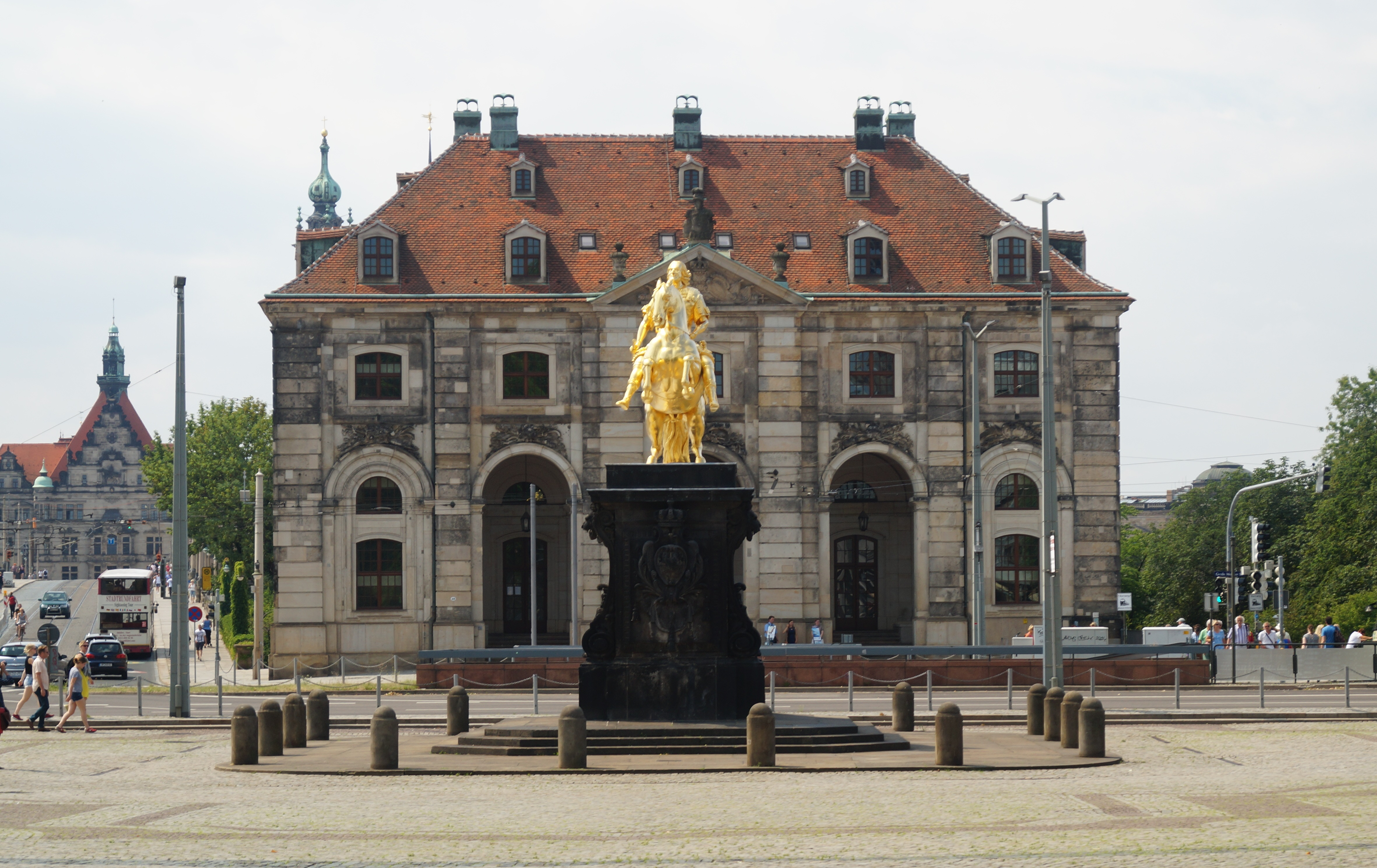
Blockhaus e Goldener Reiter
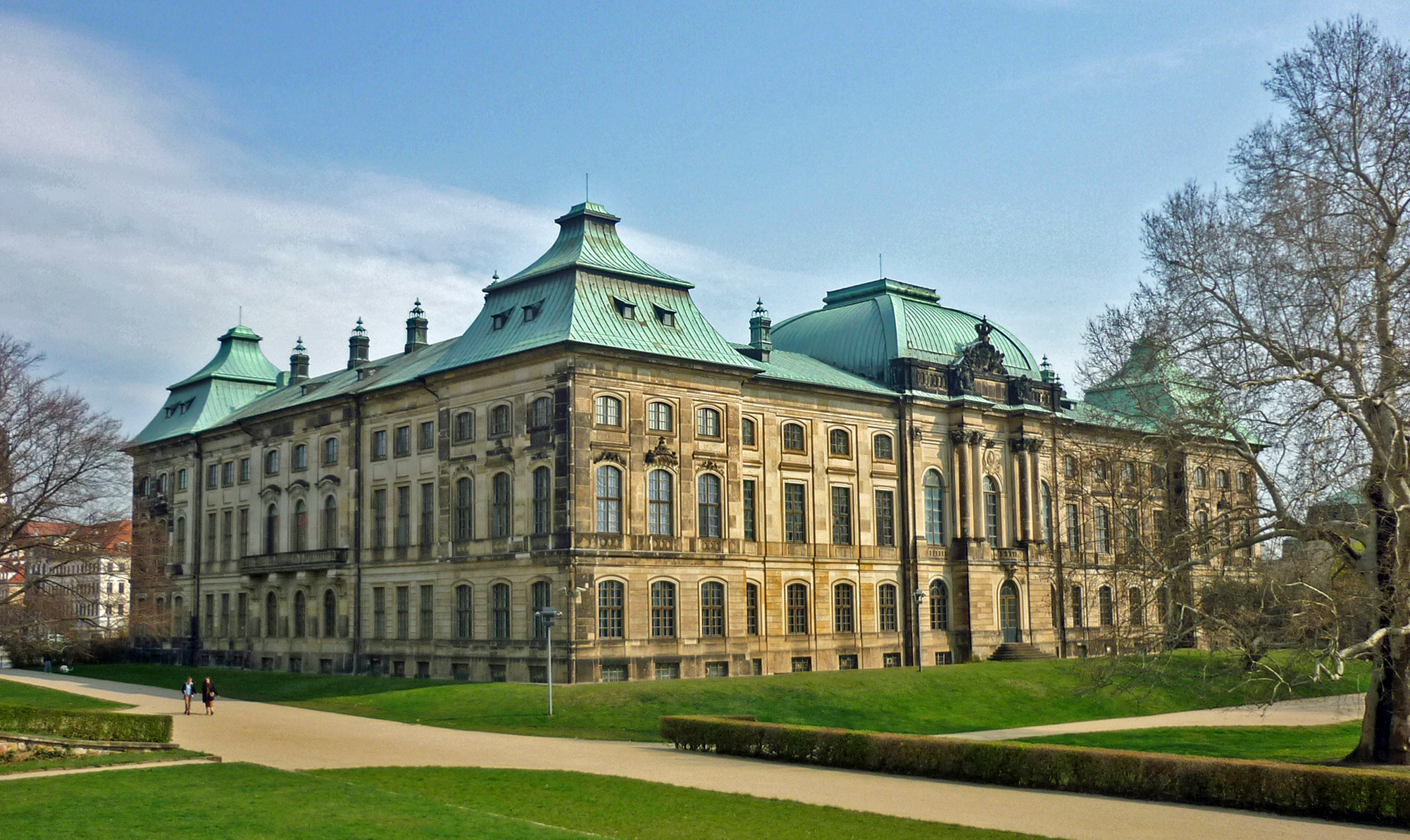
Palazzo giapponese
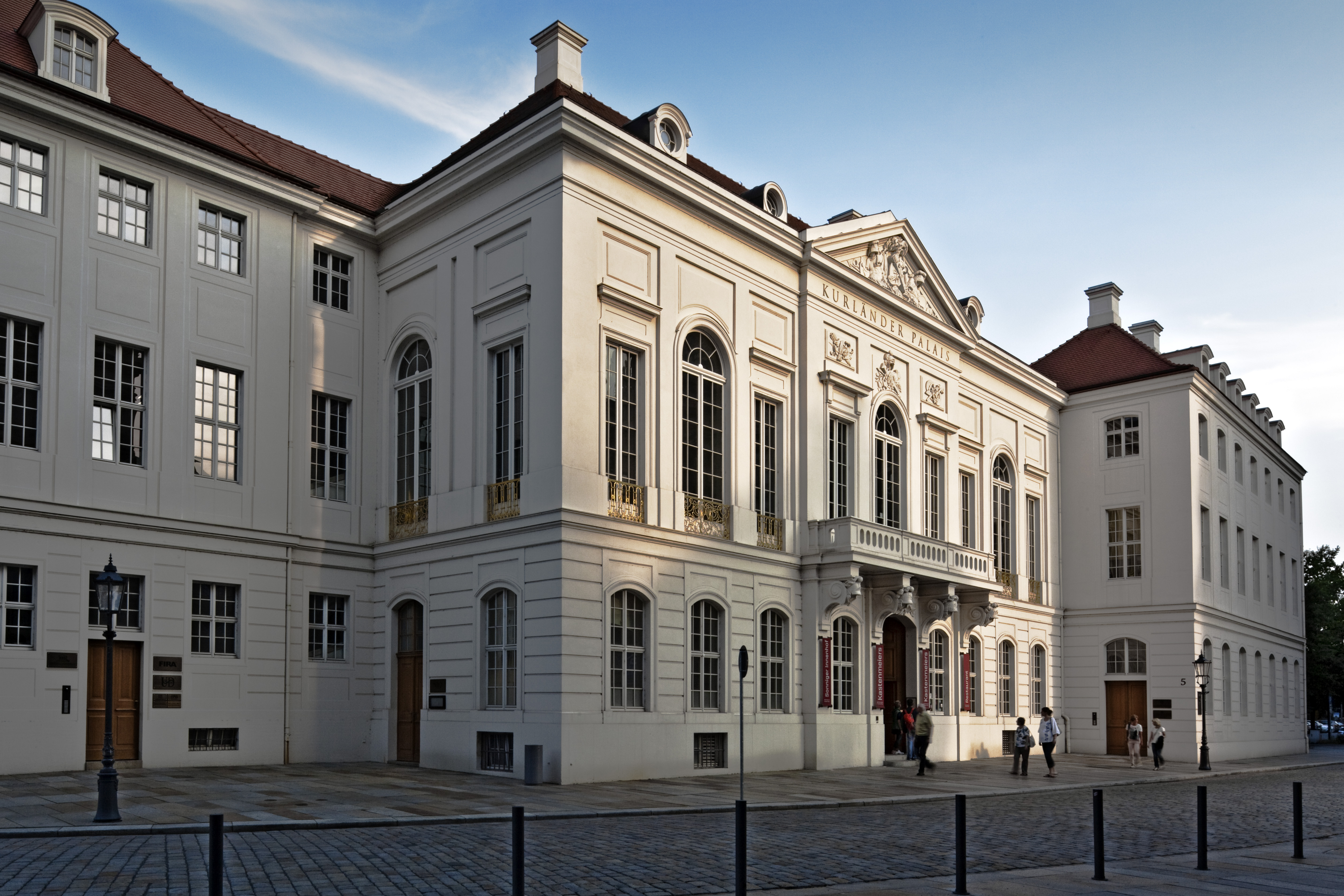
Kurländer Palais
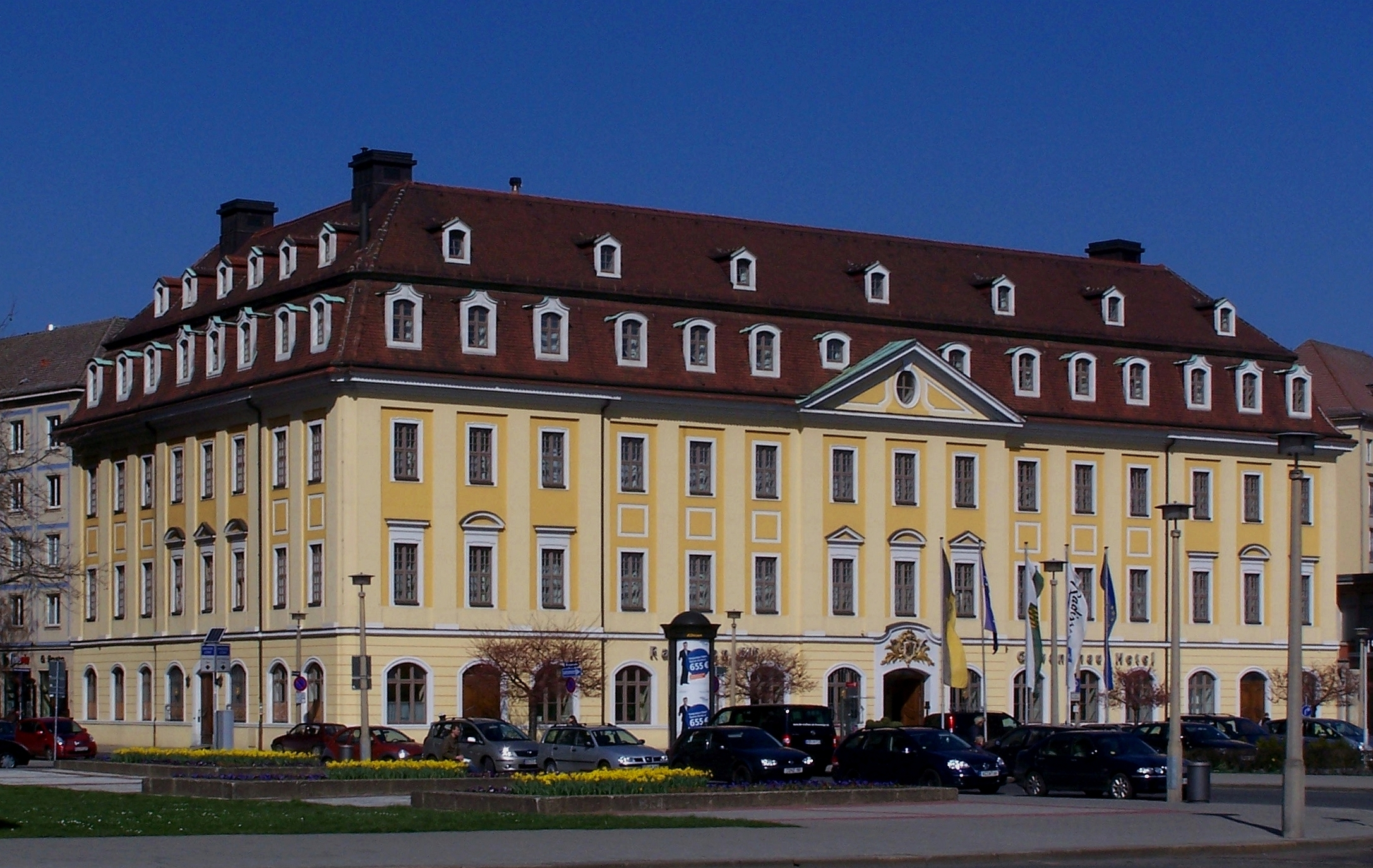
Gewandhaus
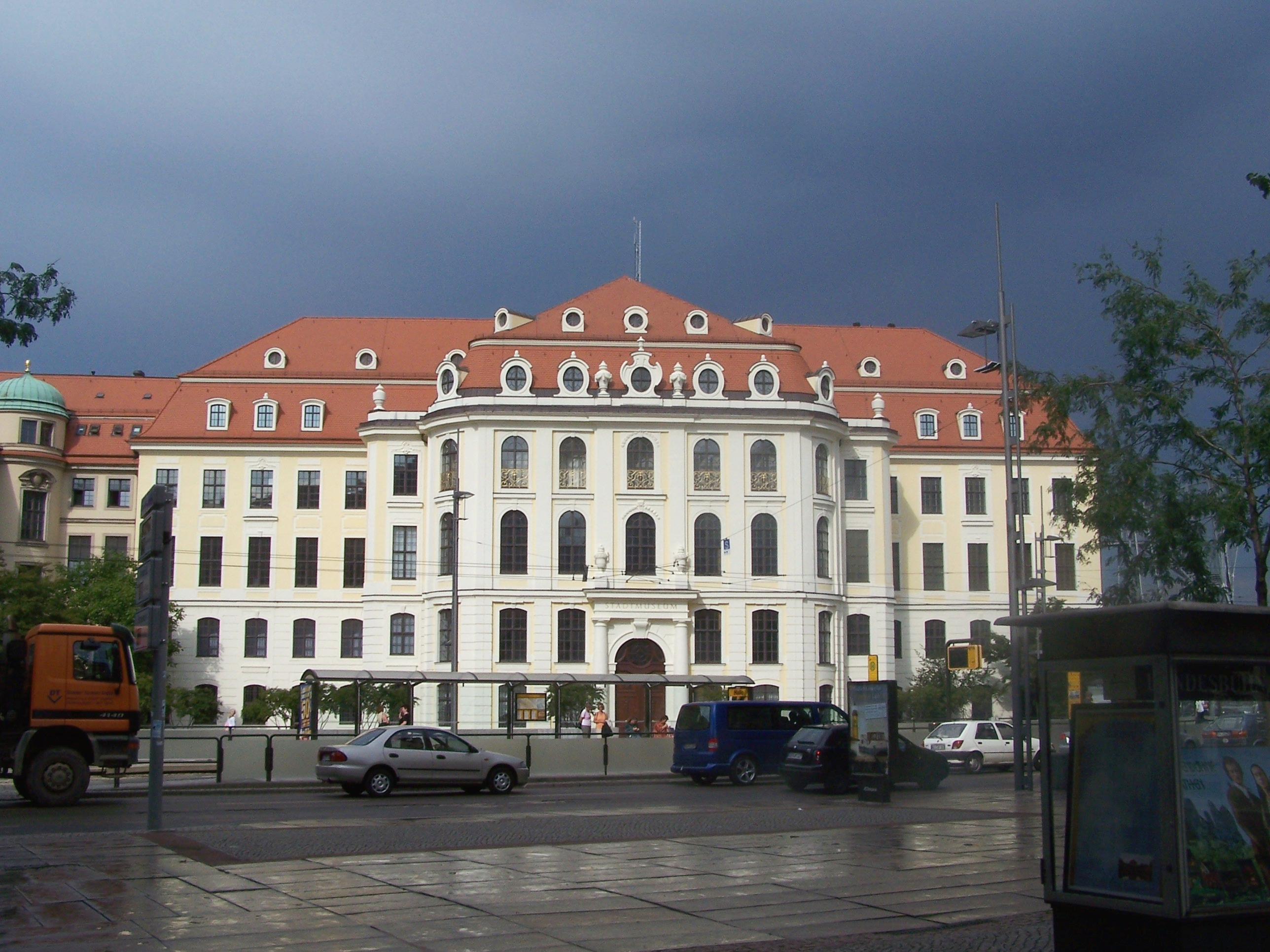
Landhaus
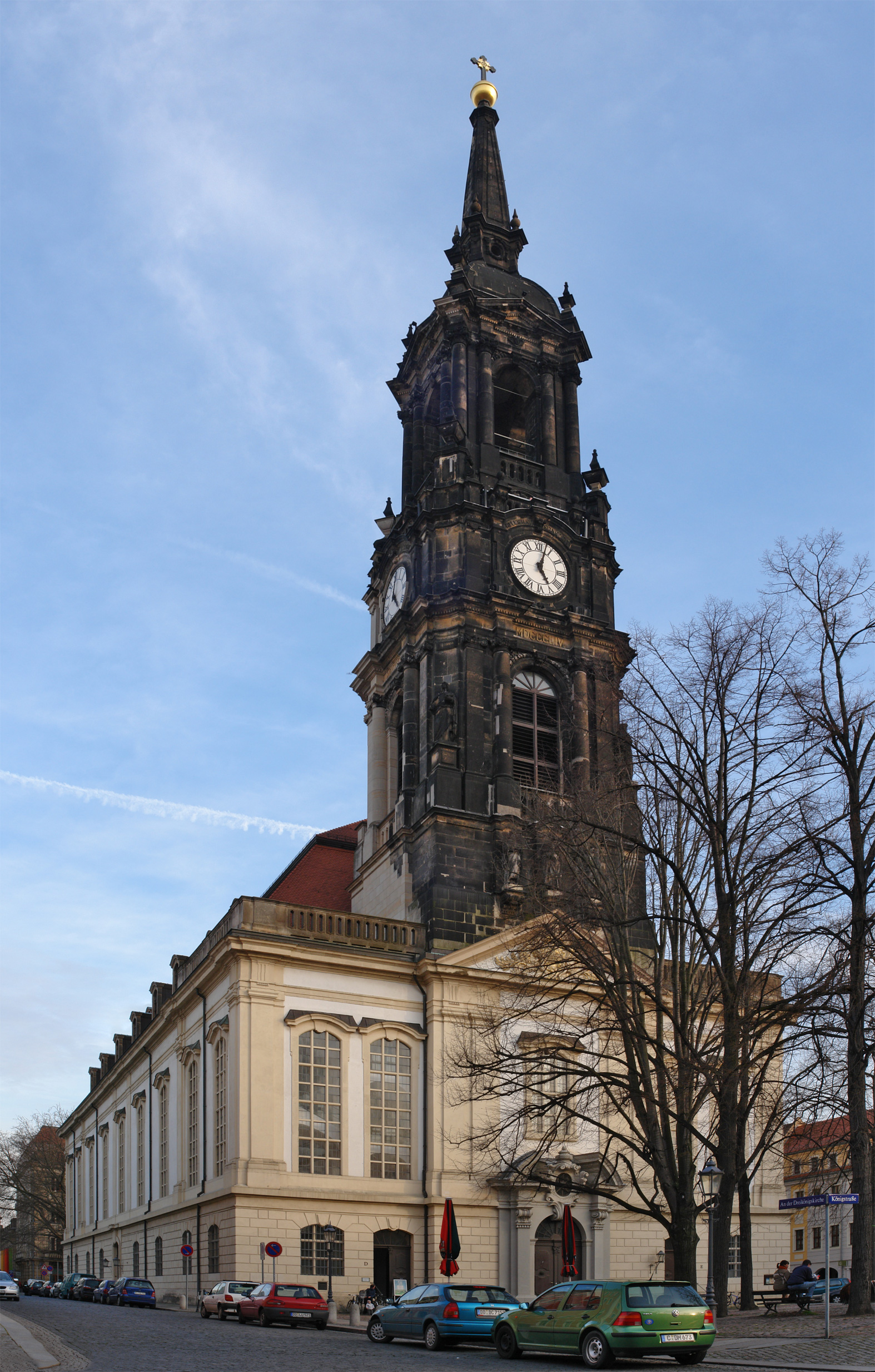
Dreikönigskirche
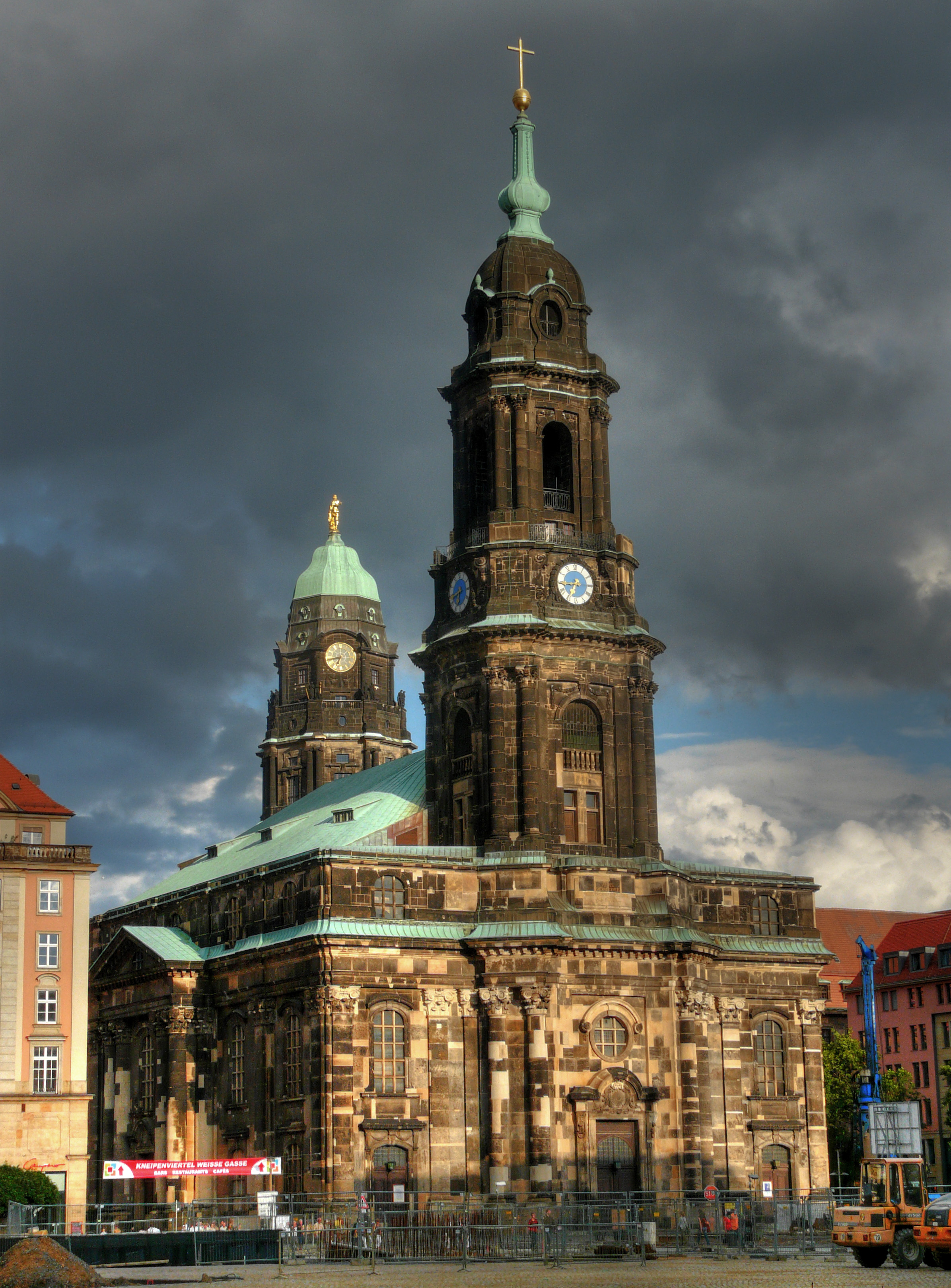
Kreuzkirche

## Barocco augusteo fuori Dresda

### Edifici del re

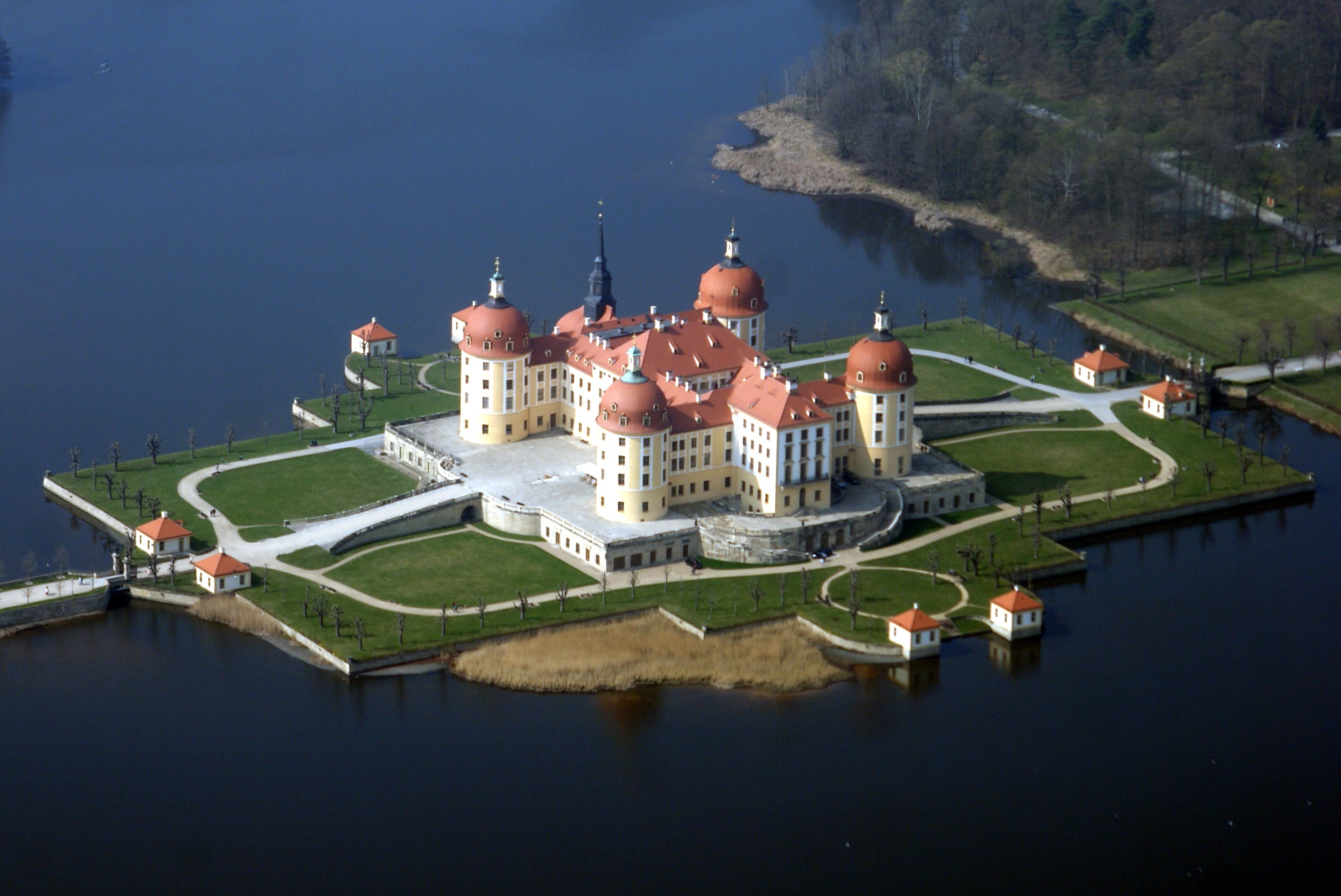
Castello di Moritzburg

Il Castello di Moritzburg e quello di Pillnitz sono, insieme allo Zwinger, senza dubbio le opere principali del barocco reale augusteo. Moritzburg venne costruito dal 1703 e, dal 1723 fino alla sua morte, secondo i progetti di Pöppelmann, che trasformarono una residenza di caccia del periodo rinascimentale in un enorme complesso di castelli, che fu utilizzato per tenere grandi battute di caccia per la corte. Gli ampi dintorni, compreso lo stagno del castello, un lungo viale di accesso e linee radiali nella foresta, sono stati progettati nel gusto barocco.
Pillnitz era in origine anche un piccolo castello rinascimentale, che Augusto il Forte fece ricostruire e ampliare in stile barocco a partire dal 1720 da Pöppelmann e Longuelune. Venne completato da un palazzo nuovo di collegamento con un complesso a tre ali. Le navi in arrivo da Dresda attraccavano alle scale dell'Elba del Wasserpalais. È il più grande edificio barocco in stile cinese in Europa. Entrambi i castelli sono rimasti intatti e sono tra le principali attrazioni della Valle dell'Elba.

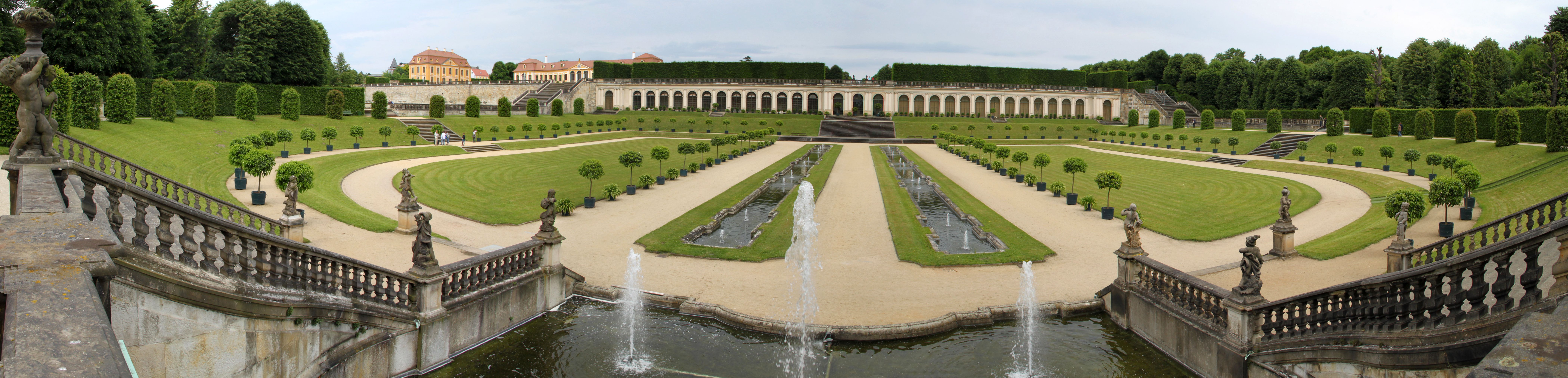
Giardino barocco Großsedlitz

Il giardino barocco Großsedlitz vicino a Pirna era utilizzato per le feste annuali di fondazione dell'Ordine dell'Aquila Bianca polacco, l'ordine più alto del regno polacco fondato da Augusto il Forte nel 1705. È uno dei giardini barocchi alla francese della Germania, con numerose sculture di Kirchner, Thomae e altri. Gli ampi giardini e gli edifici sono uno sforzo congiunto dei tre maestri costruttori dell'Oberland e creatori del barocco di Dresda, Knöffel, Longuelune e Pöppelmann.
Il Palazzo Taschenberg proprio accanto al Castello a Dresda fu costruito dal re, dal 1705 al 1708, per la sua amante Constantia von Cosel. È stato costruito in più fasi con l'aiuto di Karcher, Pöppelmann, Leplat e Knöffel. Dopo che la contessa Cosel cadde in disgrazia, nel 1713, il palazzo fu utilizzato dalla corte. Anche il castello di Pillnitz dovette cederlo prima che iniziasse la sua grande espansione.
Il palazzo giapponese, costruito nel 1715 da Pöppelmann, acquisito dal re nel 1717, venne notevolmente ampliato dal 1729 al 1733 da Pöppelmann, Longuelune e Jean de Bodt. Era originariamente destinato alla collezione di porcellane, ma fu successivamente utilizzato come biblioteca, mentre oggi è un museo di etnologia e di collezioni di storia naturale.
Il castello di caccia Hubertusburg, più vicino a Lipsia, venne fatto costruire da Augusto II, su progetto di Johann Christoph von Naumann, mentre era principe elettore, e ampliato dal 1743, da Julius Heinrich Schwarze, secondo i piani di Knöffel per tenere le grandi cacce di corte nella foresta di Wermsdorf. Si trova vicino a un antico casino di caccia rinascimentale.

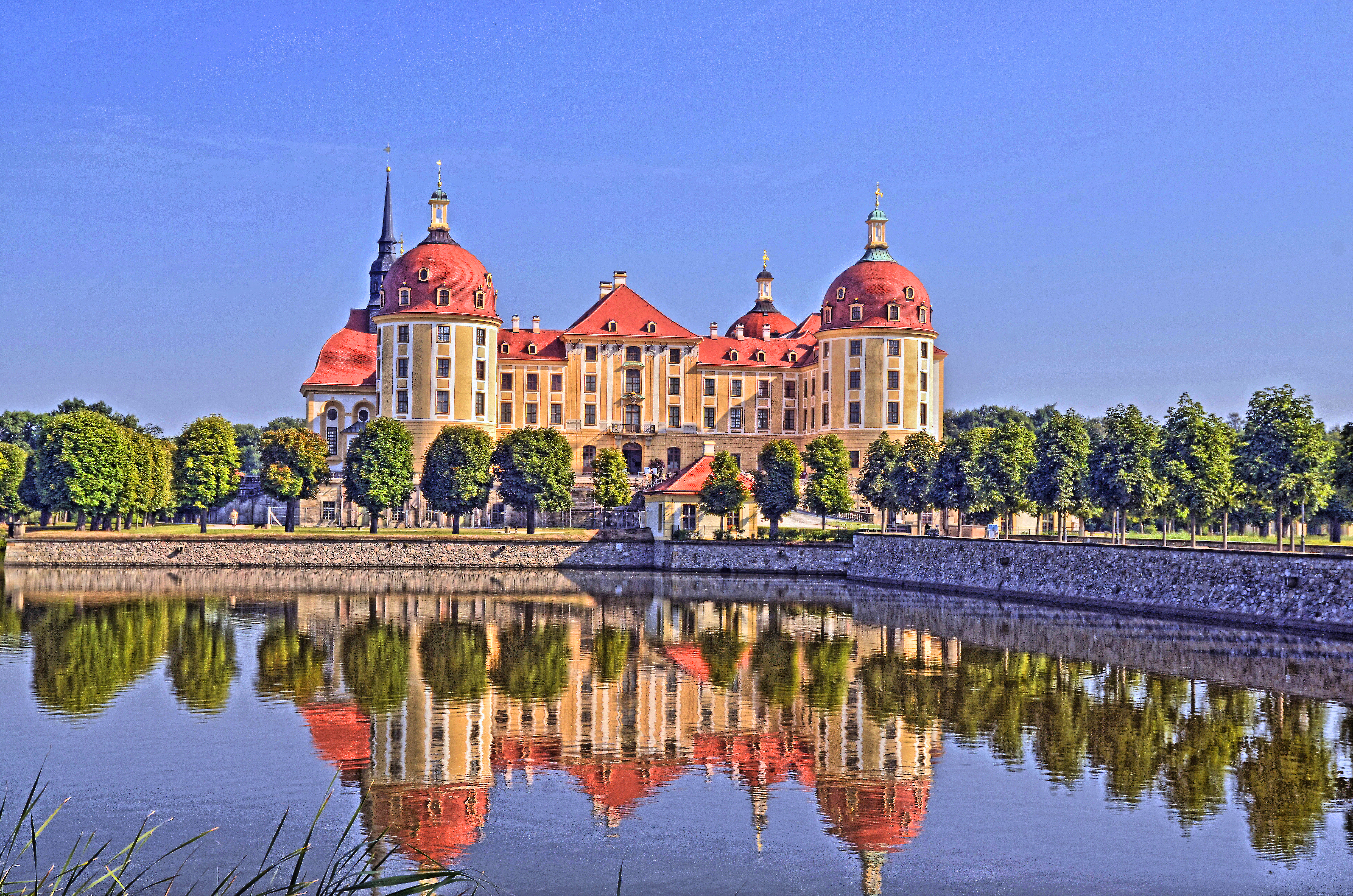
Castello di Moritzburg
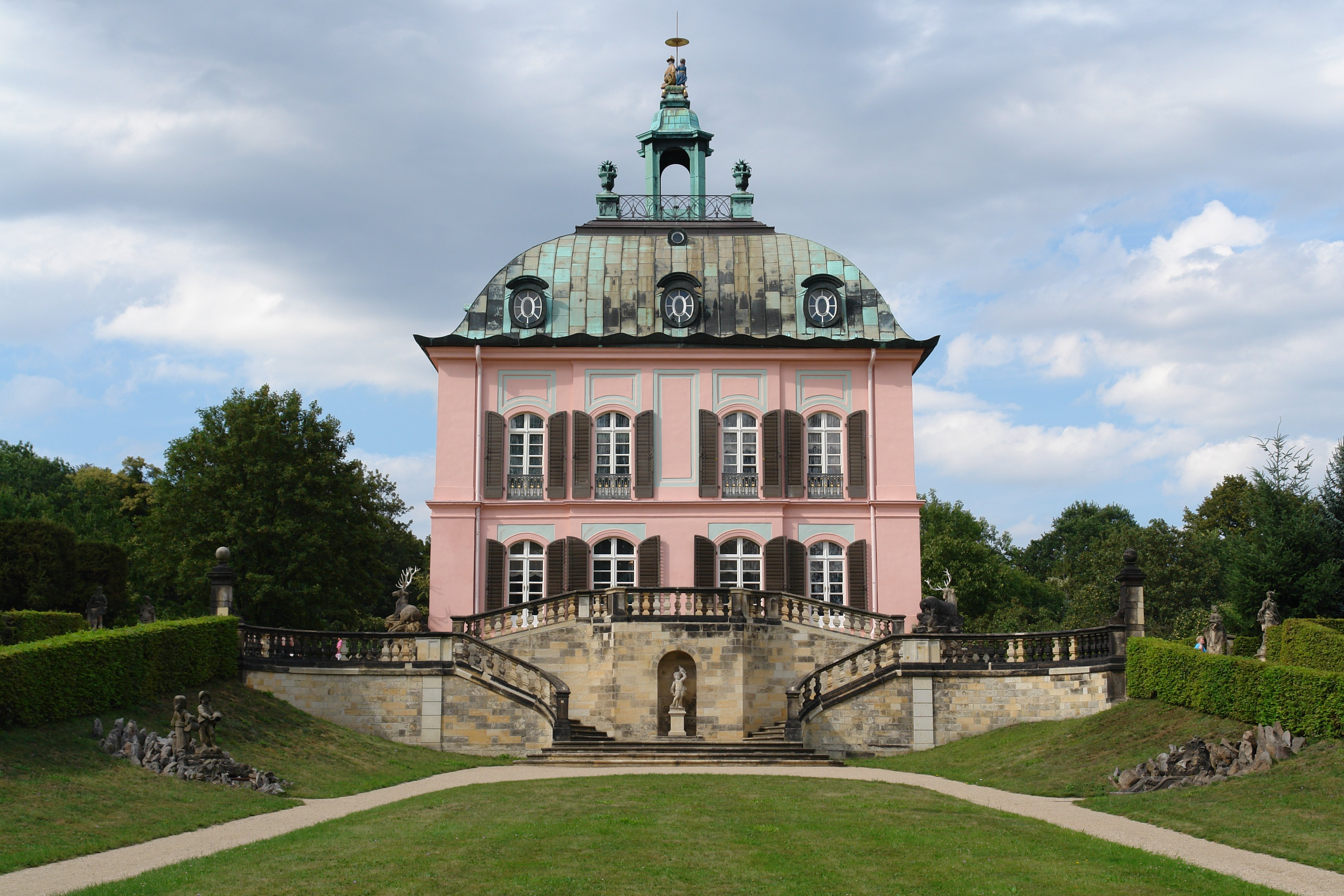
Fasanenschlösschen di Moritzburg
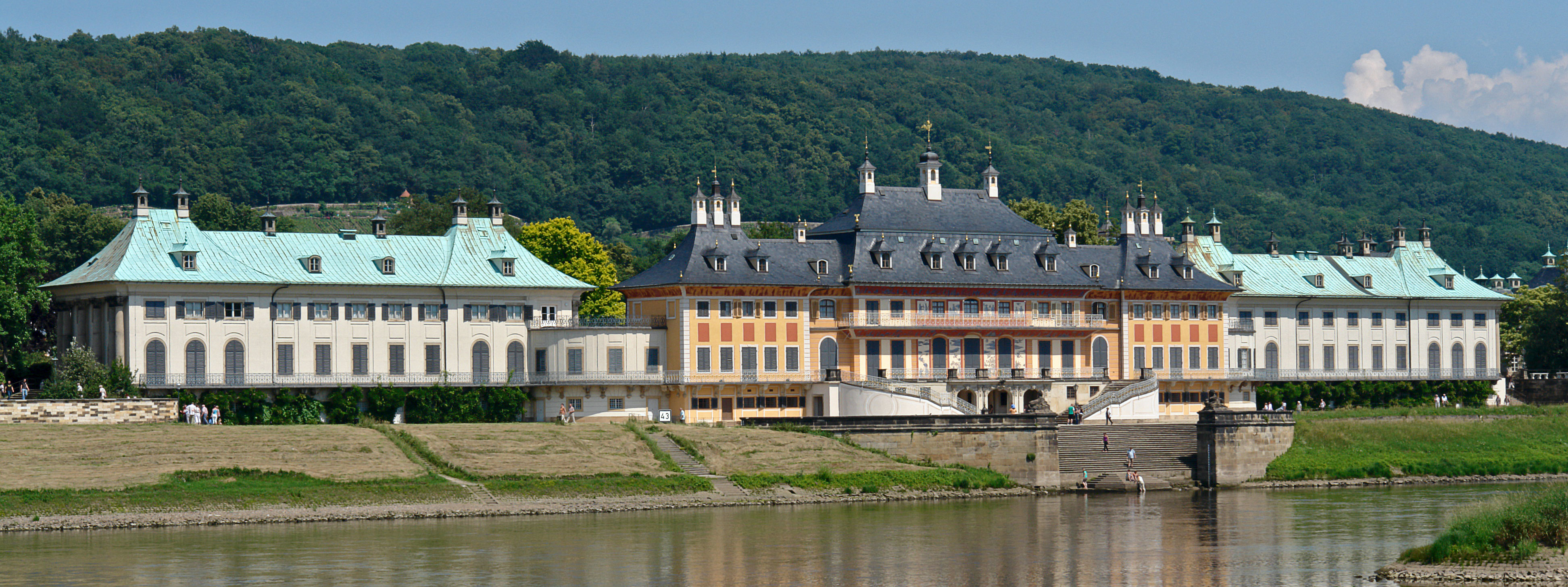
Castello di Pillnitz
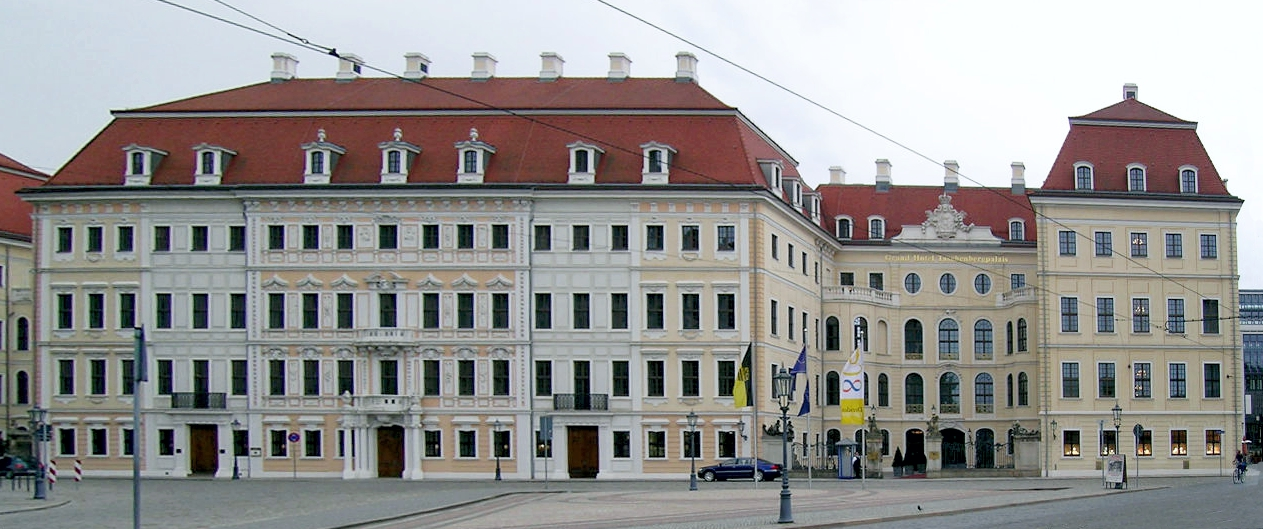
Palazzo Taschenberg, Dresda
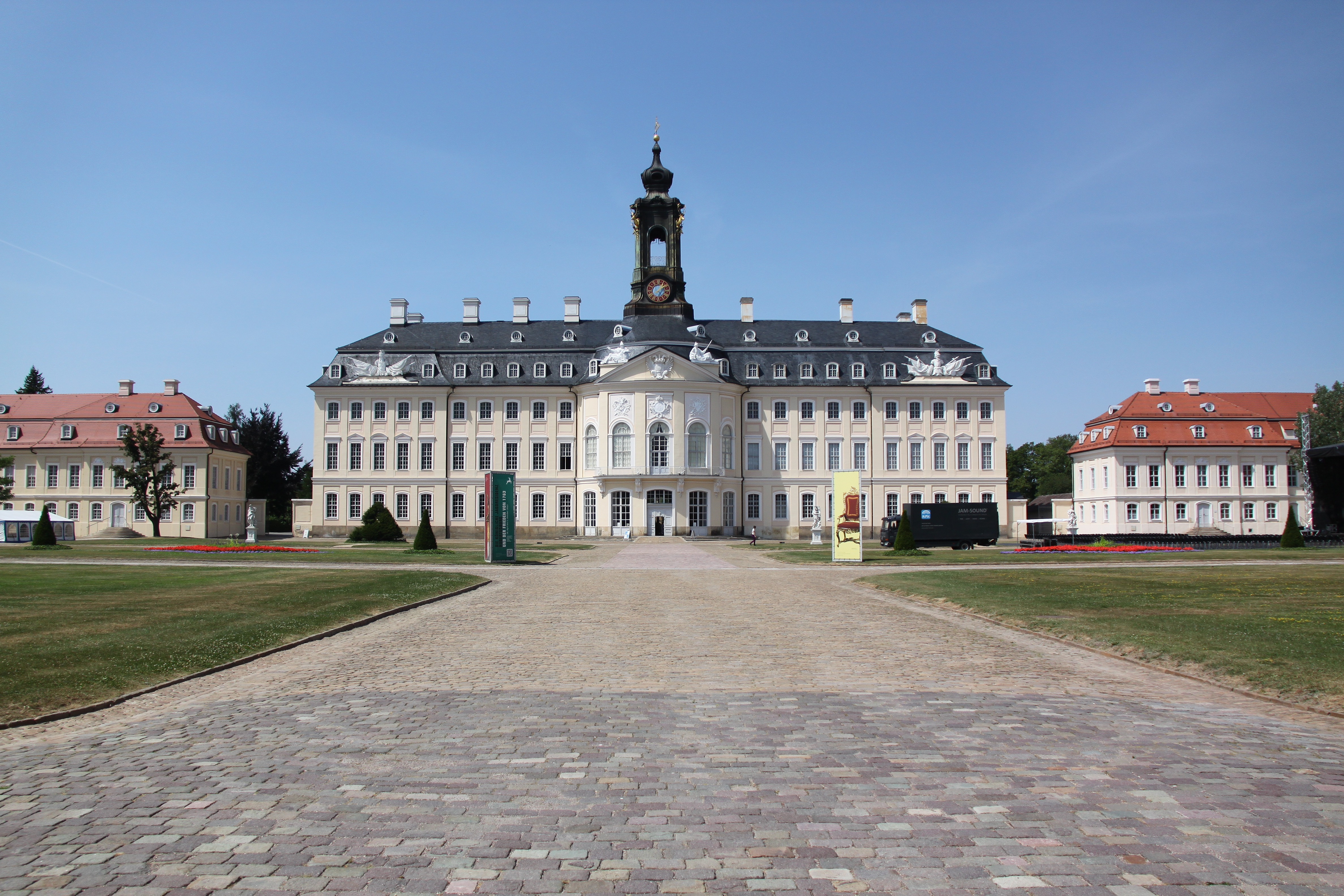
Residenza di caccia di Hubertusburg

### Edifici urbani e civili
I cittadini di Dresda e Lipsia, così come quelli delle città più piccole della Sassonia, possedevano edifici commerciali e residenziali costruiti in stile barocco augusteo. Parecchie di queste costruzioni sono state conservate, a Dresda soprattutto nel quartiere barocco di Königstraße, mentre molte nel centro storico interno sono state recentemente ricostruite. A Bautzen, intere strade con edifici di città altrettanto grandi della distrutta città vecchia di Dresda e con decorazioni della facciata riccamente progettate come le originali, sono sopravvissute ai tempi, ad esempio sul mercato principale, nella Lauenstrasse interna e nella Reichenstrasse. Ci sono esempi anche a Görlitz e a Zittau.
Tipiche di Lipsia erano le "case di passaggio", come i cortili commerciali di George Werner, ma molti magnifici edifici barocchi nel centro della città, così come i castelli con giardino in periferia, furono vittime della speculazione immobiliare intorno al 1900. In epoca augustea, la città universitaria di Lipsia, con 30.000 abitanti, era la più grande e, come città fieristica, anche la più ricca metropoli della Sassonia; attirò scienziati e artisti e Johann Sebastian Bach visse e lavorò lì per 27 anni.
Esempi di case cittadine augustee sono:

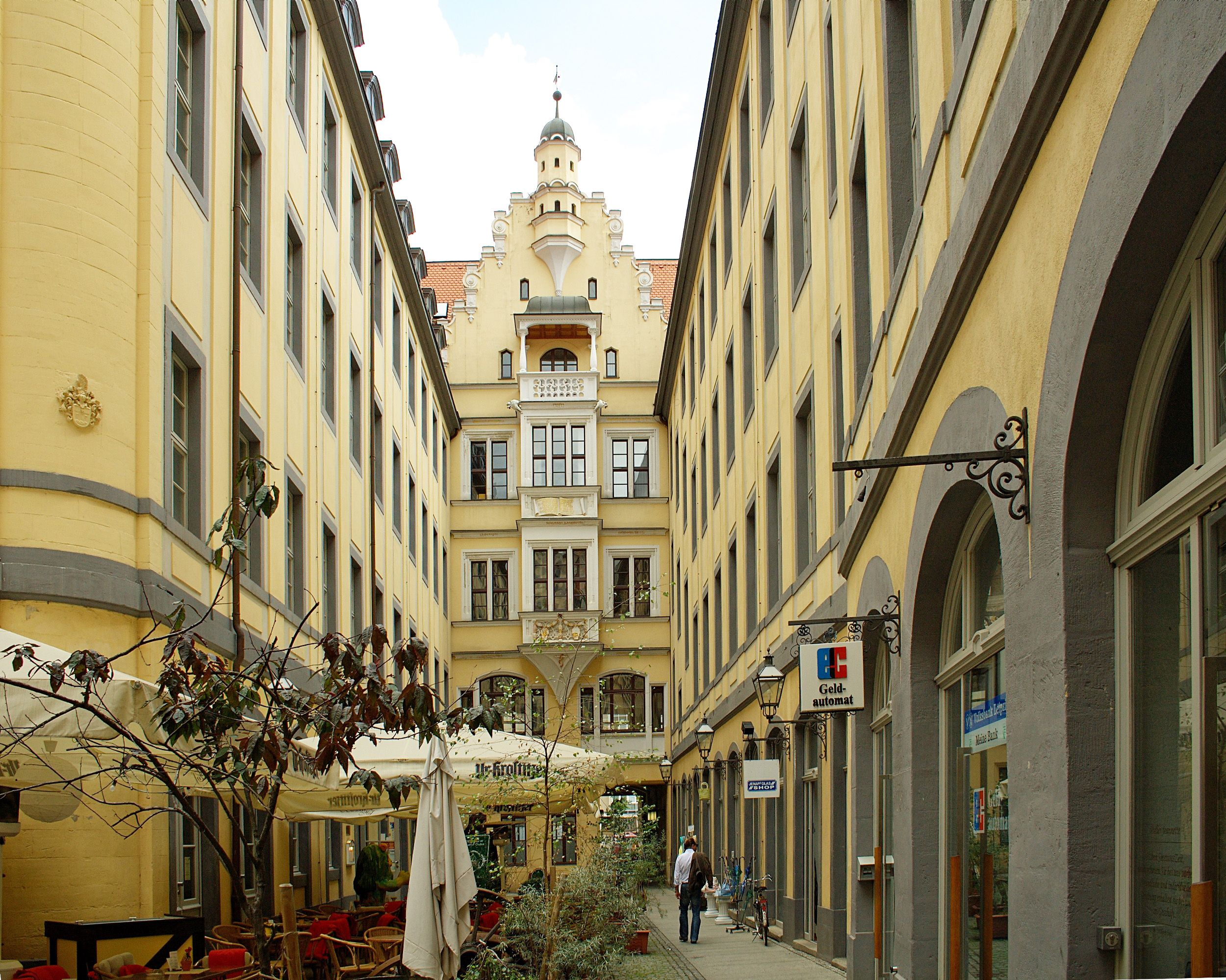
Barthels Hof, Lipsia
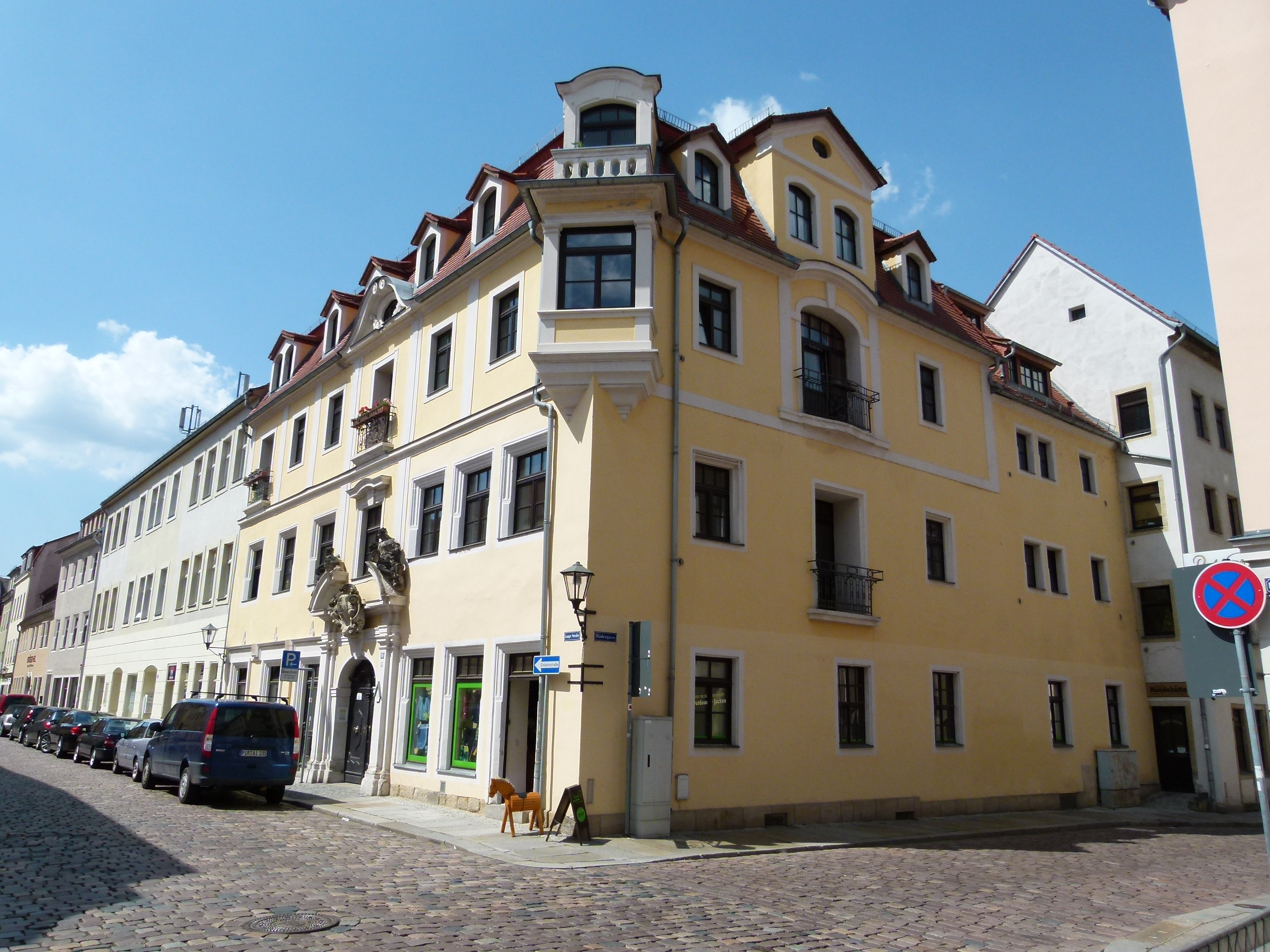
Lange Strasse 10, Pirna
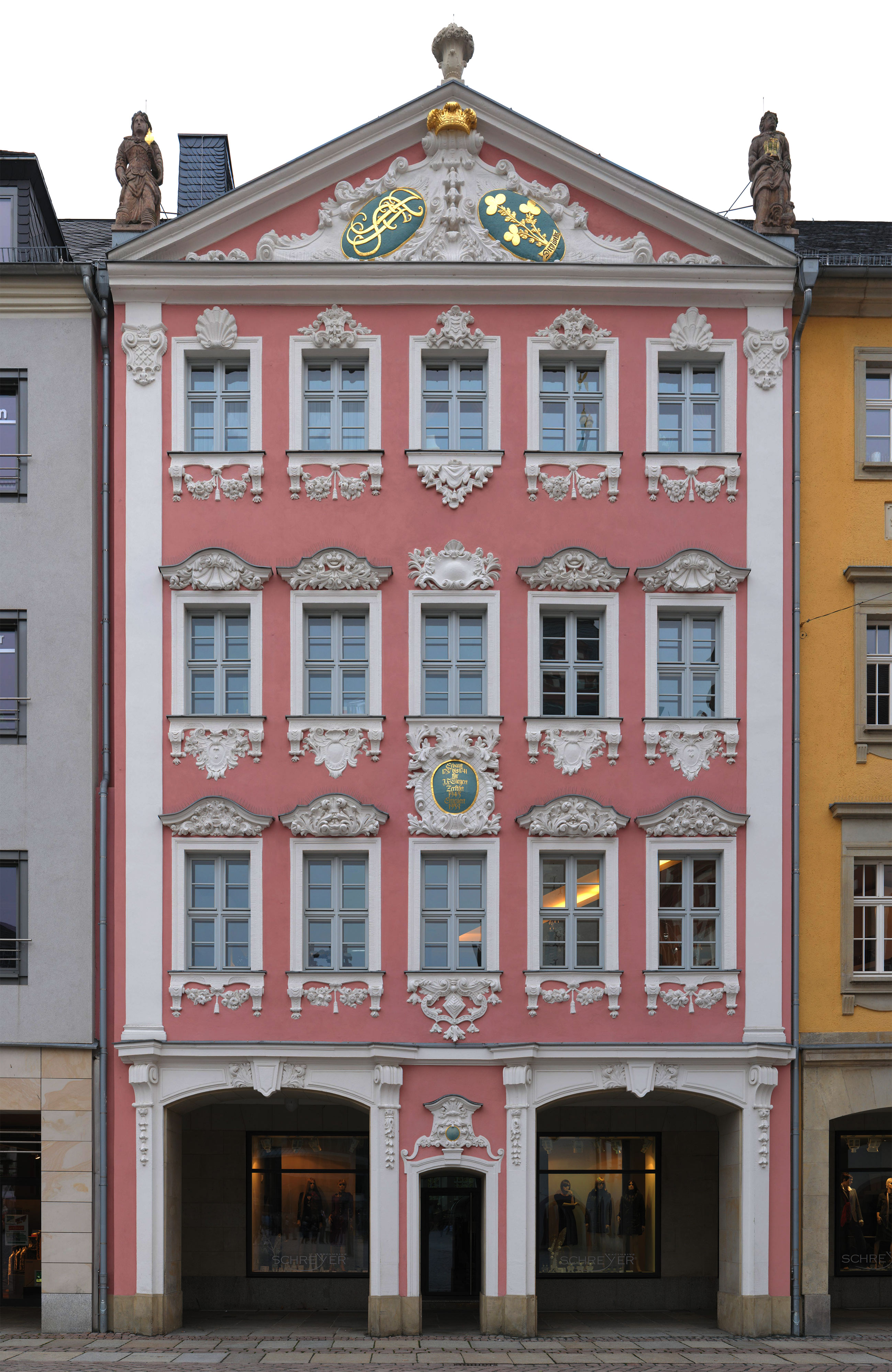
Casa Siegert, Chemnitz
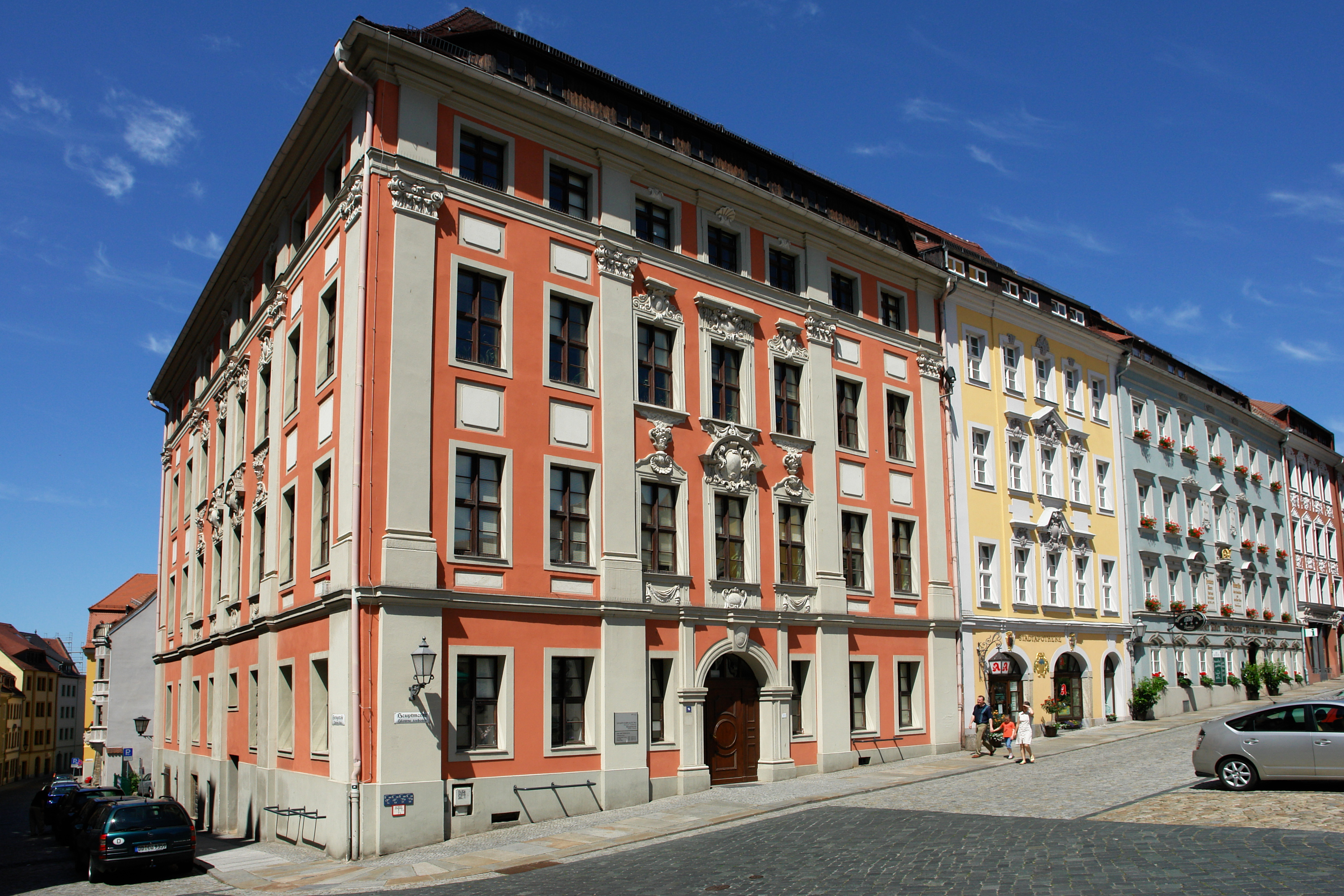
Mercato principale, Bautzen
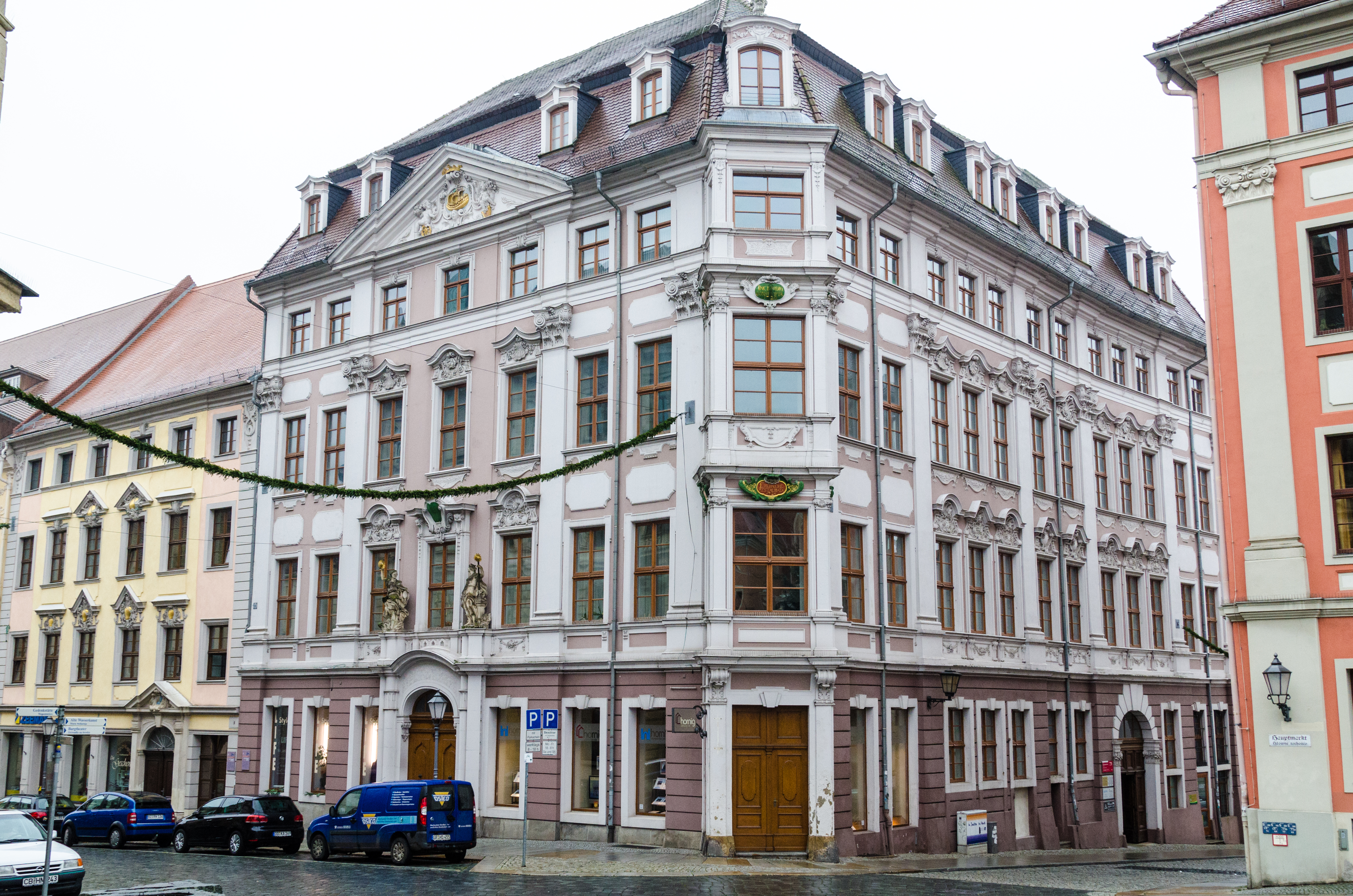
Inner Lauenstrasse 2, Bautzen
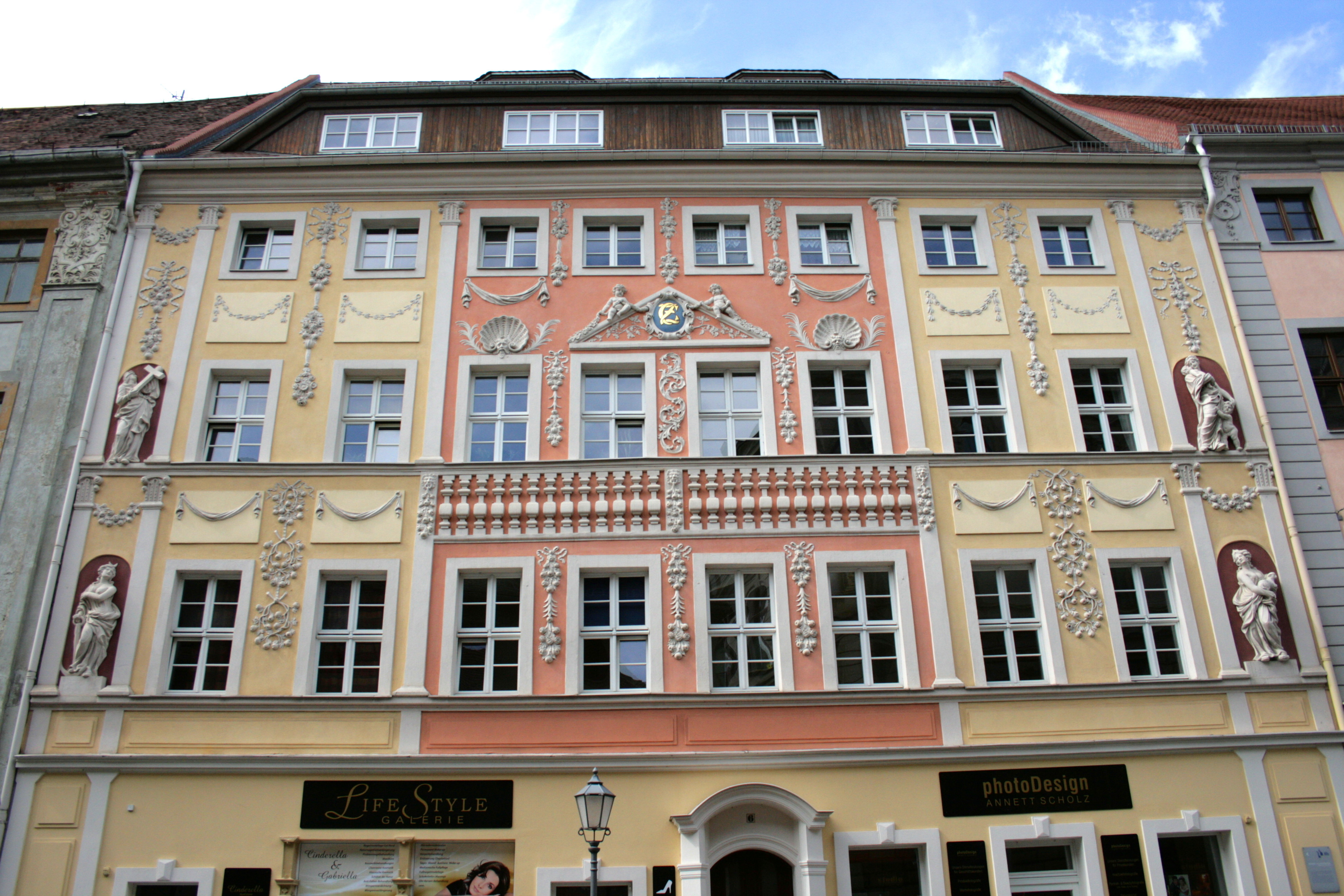
Inner Lauenstrasse 6, Bautzen
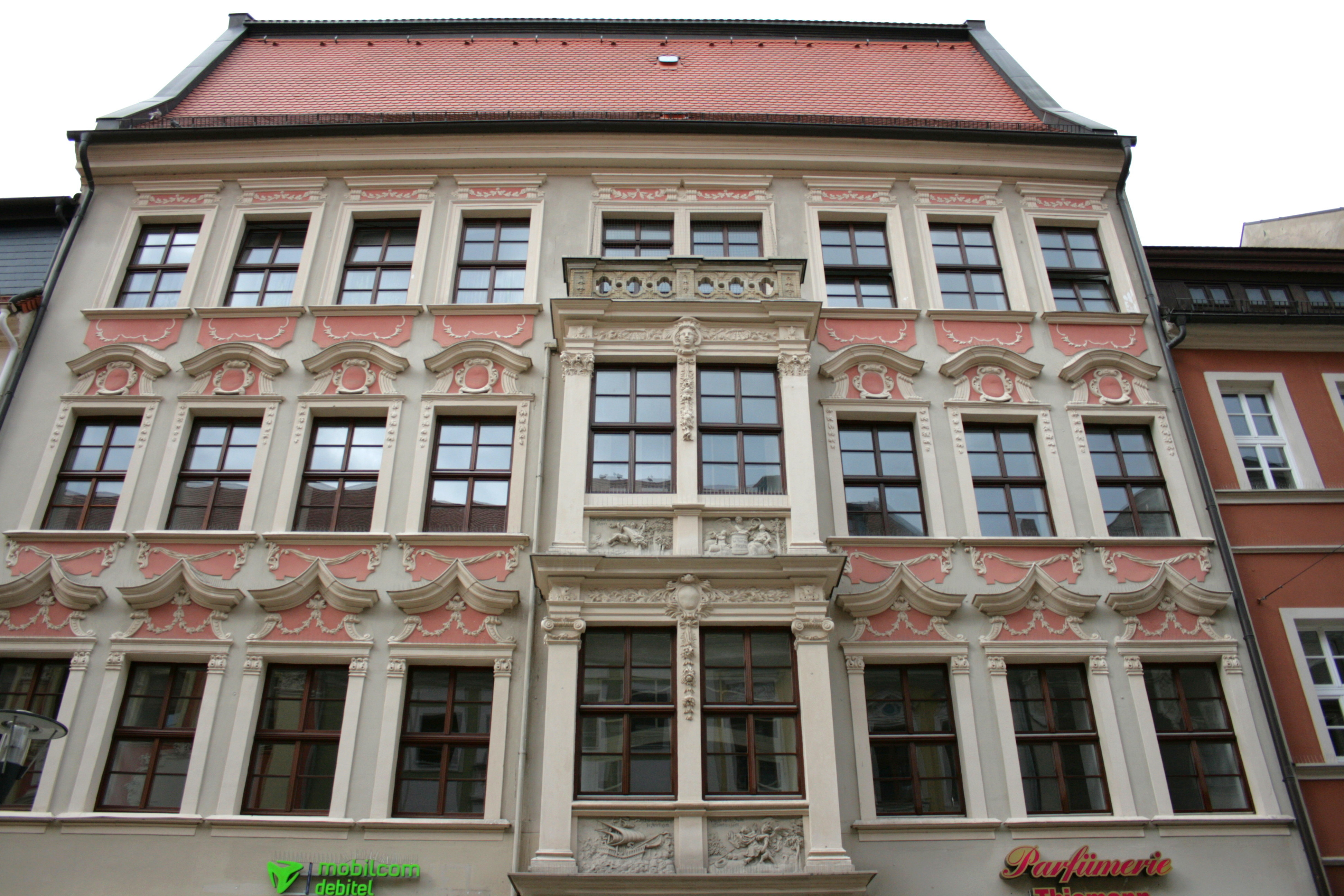
Reichenstrasse 5, Bautzen
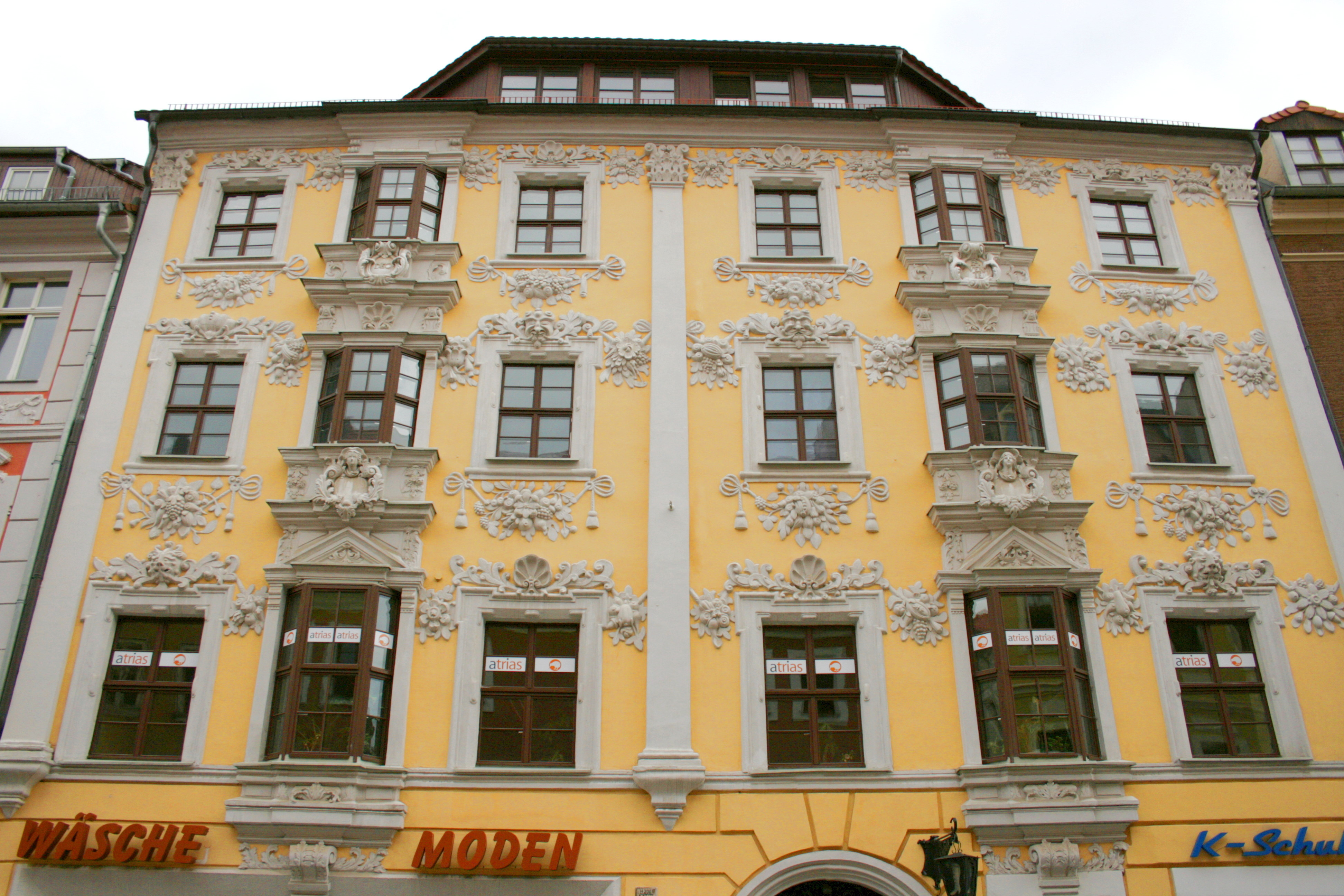
Reichenstrasse 12, Bautzen
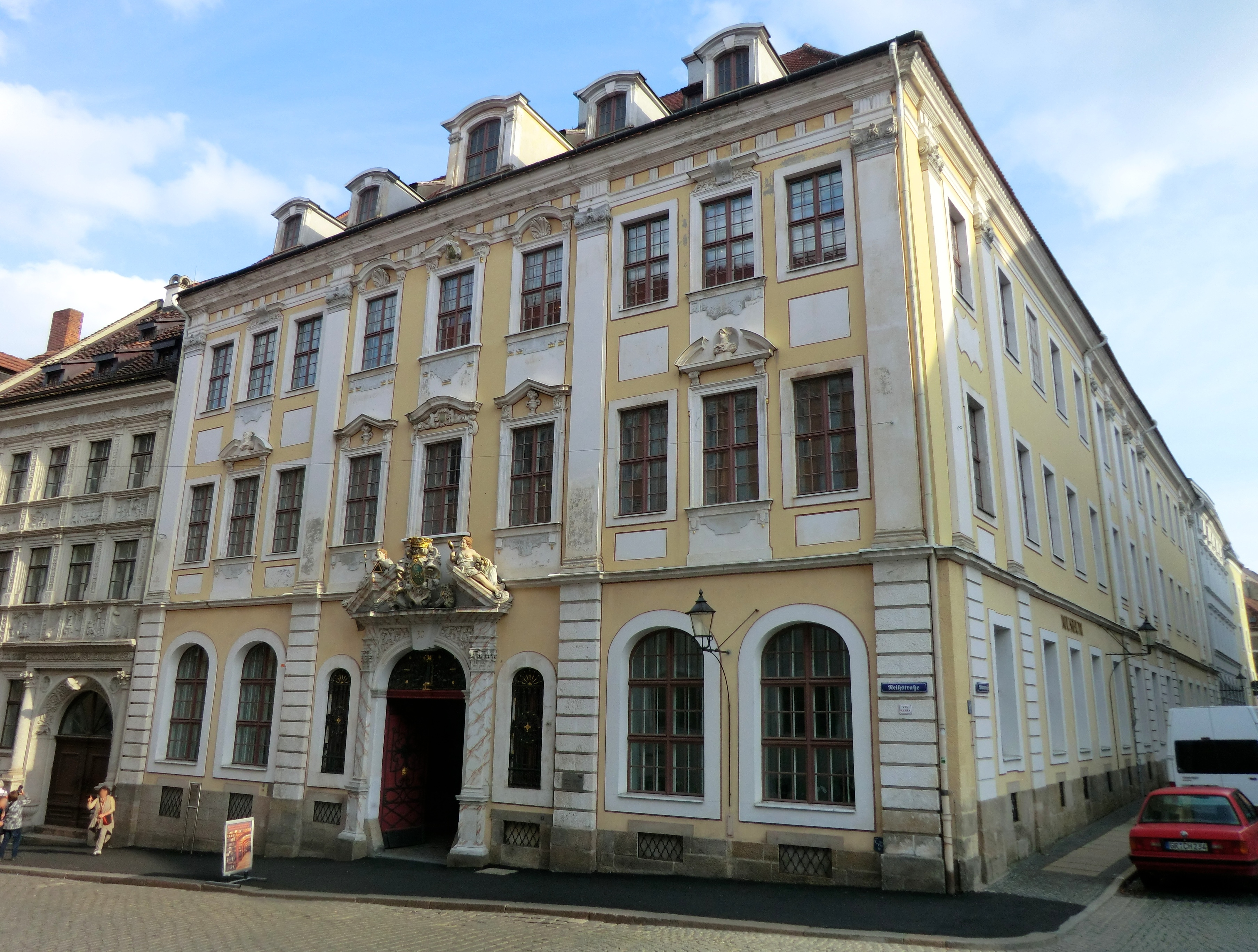
Casa barocca in Neißstraße 30, Görlitz
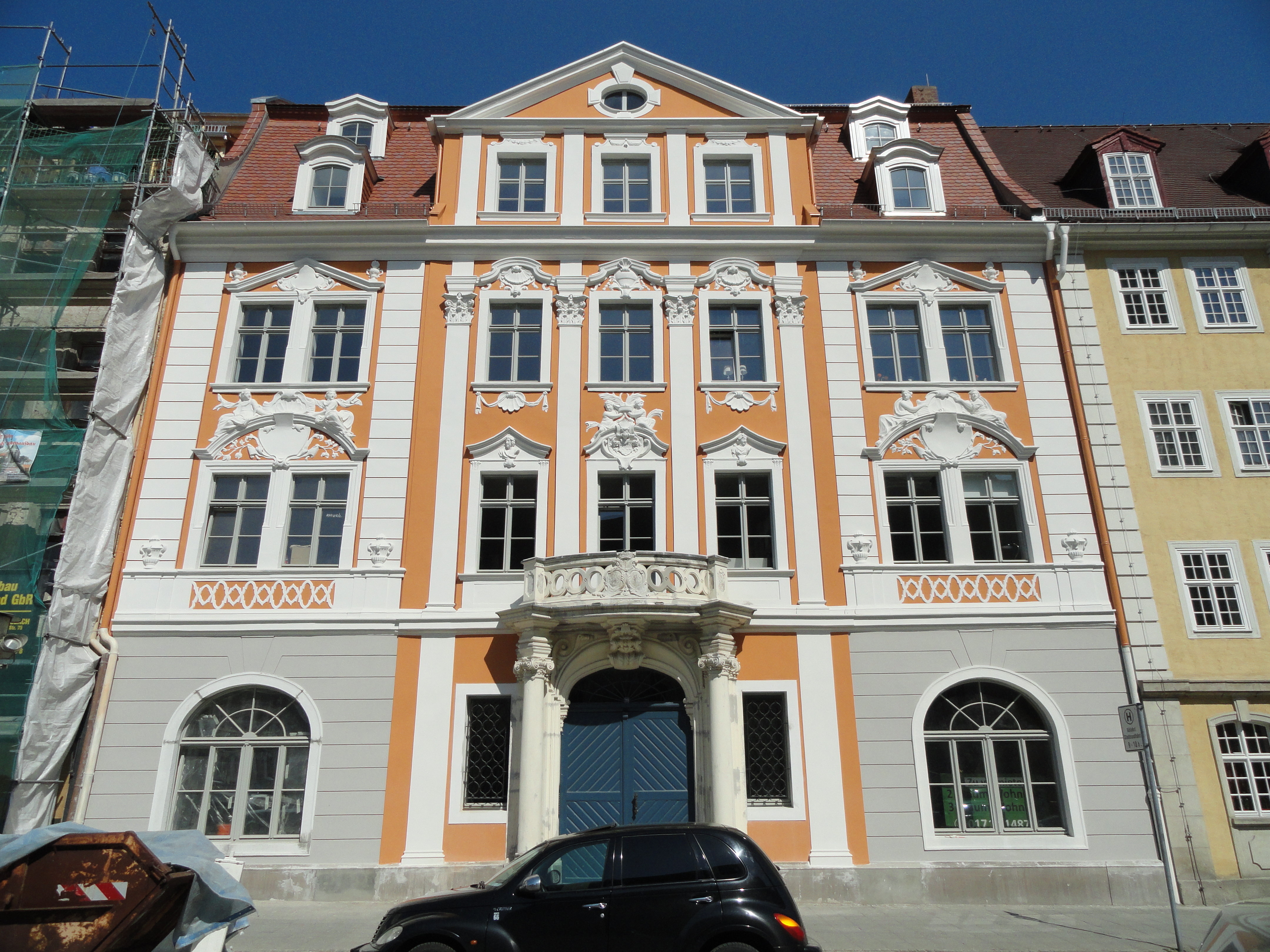
Obermarkt 29, Goerlitz
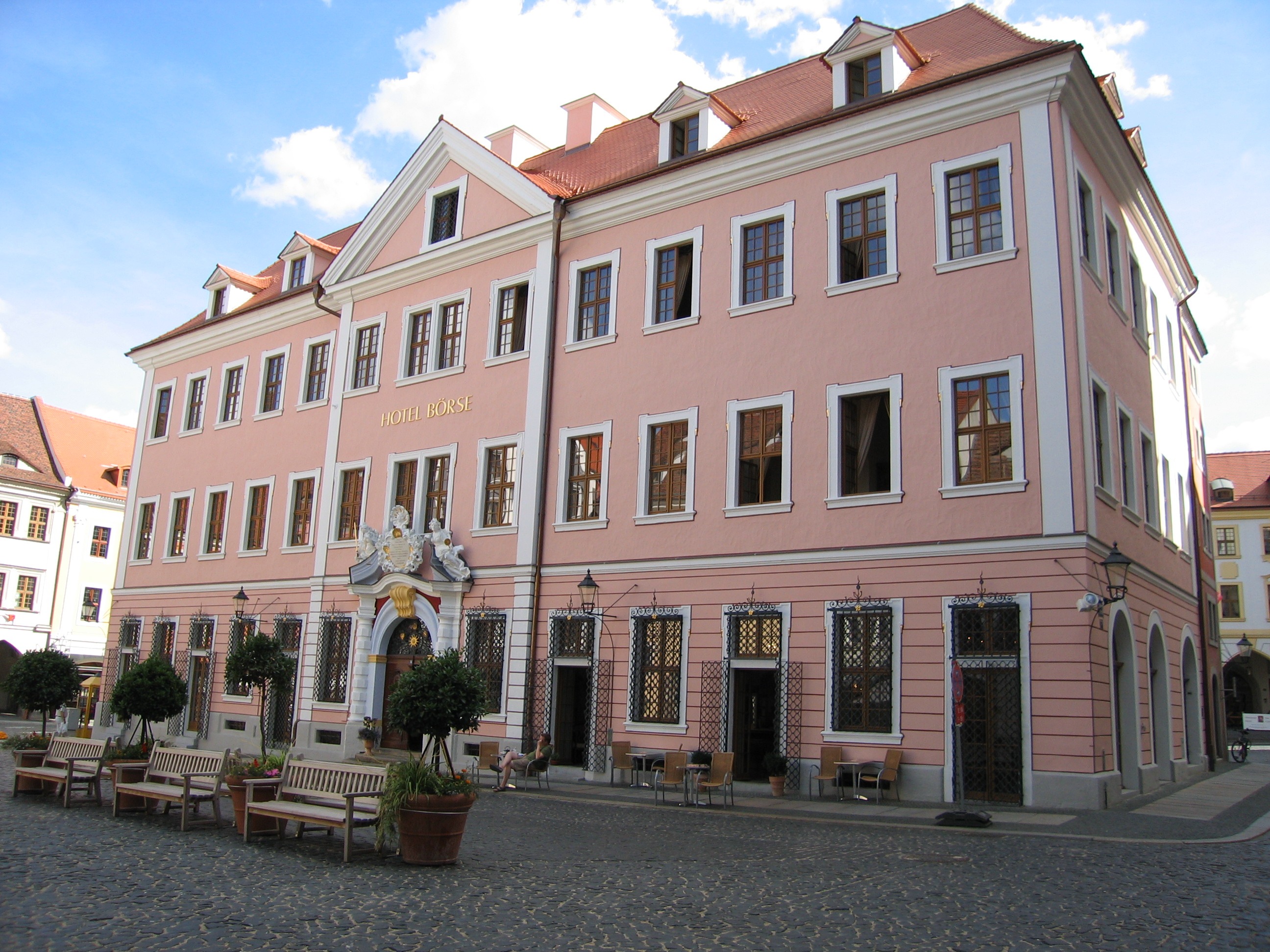
Untermarkt 16, Görlitz
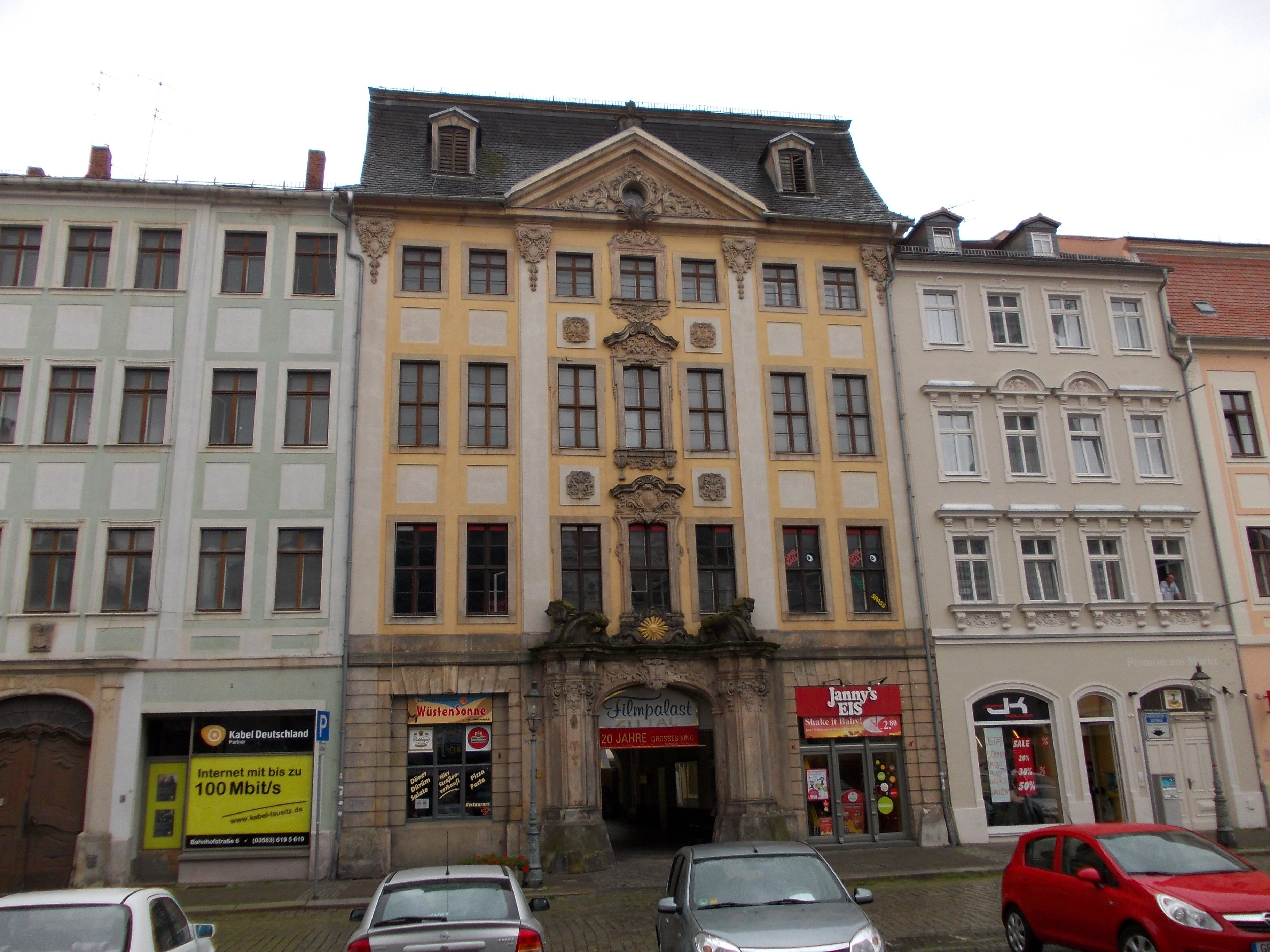
"Golden Sun", Markt 9, Zittau
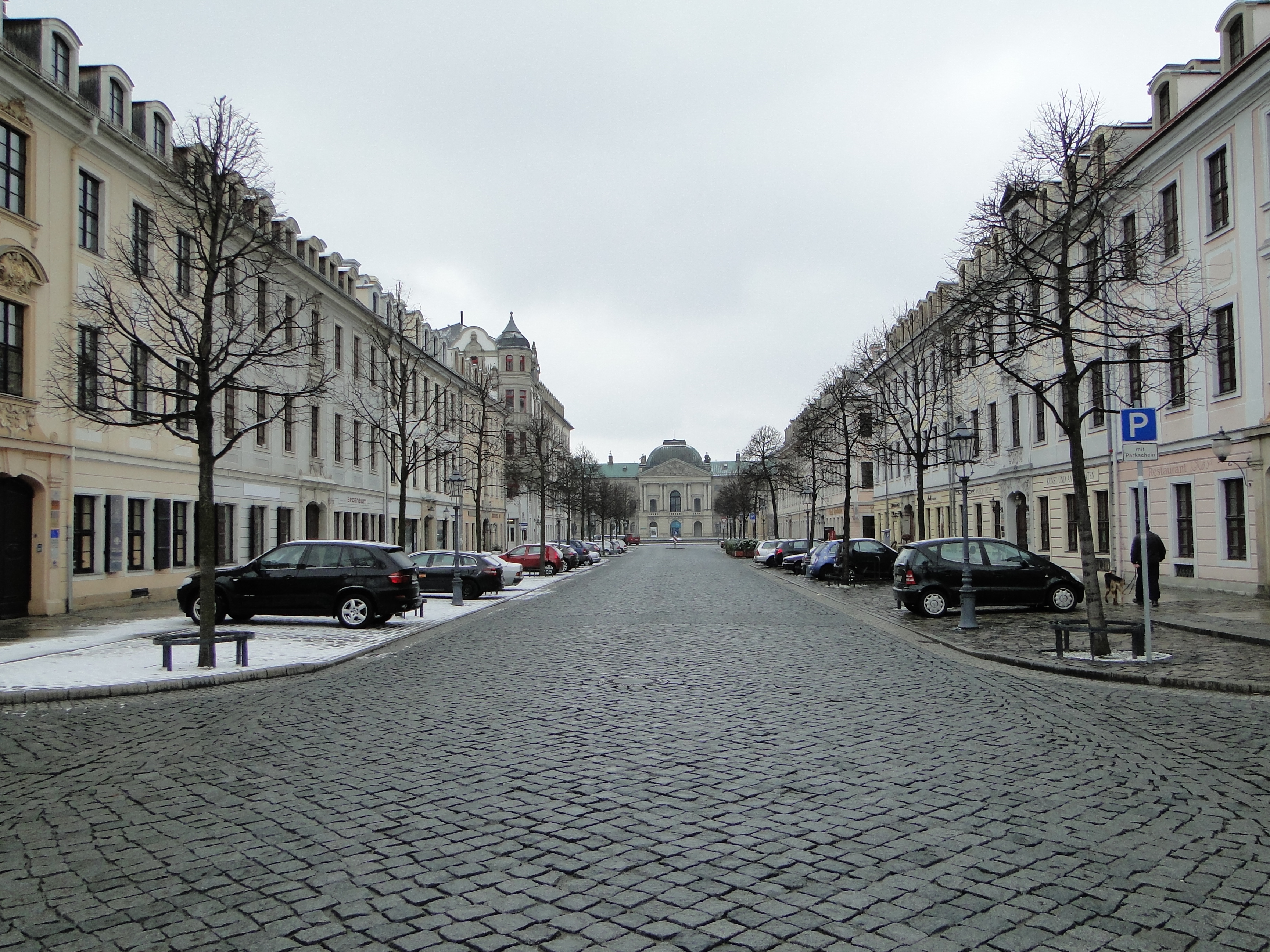
Königstraße, Dresda
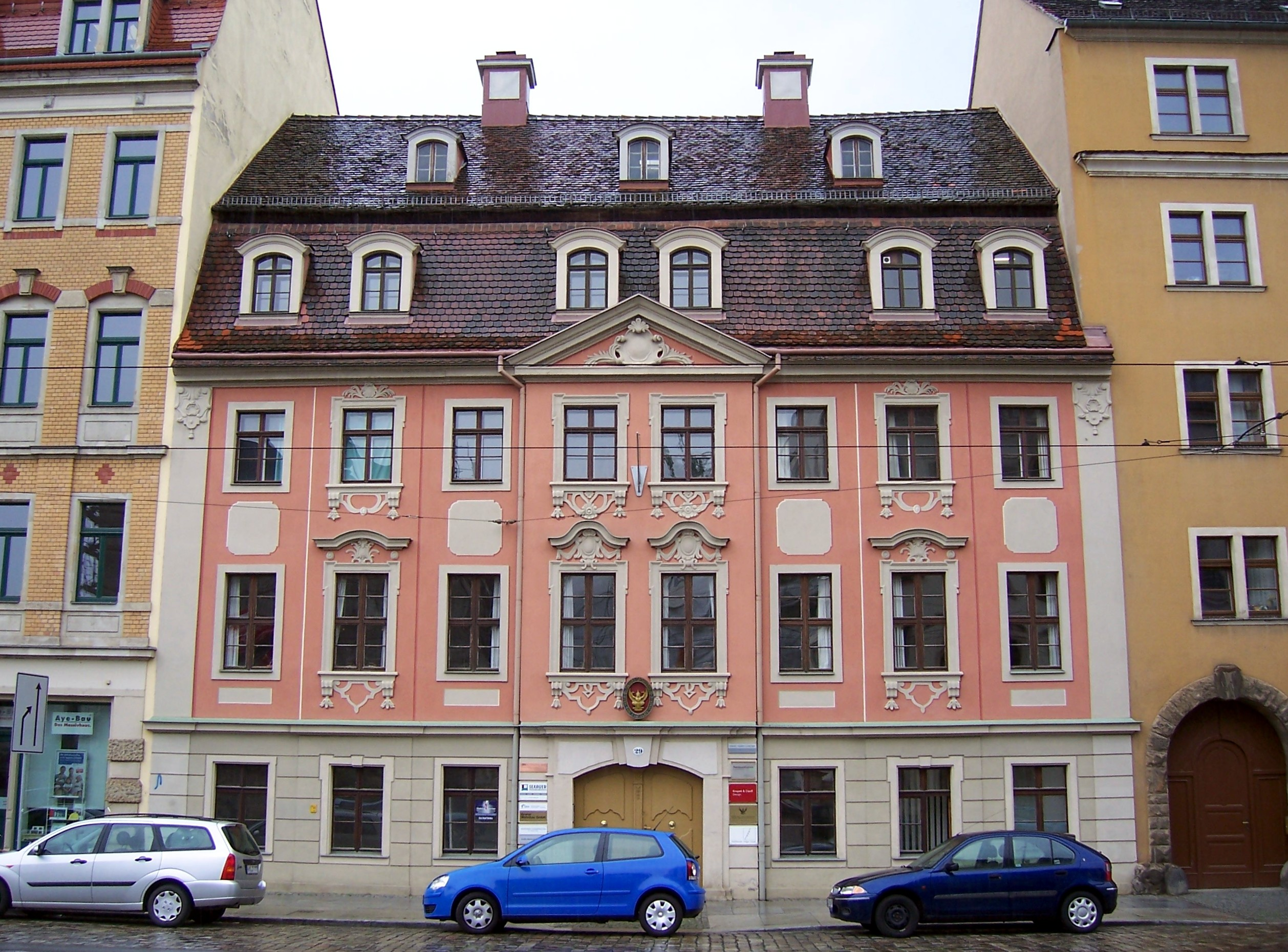
Friedrichstrasse 29, Dresda
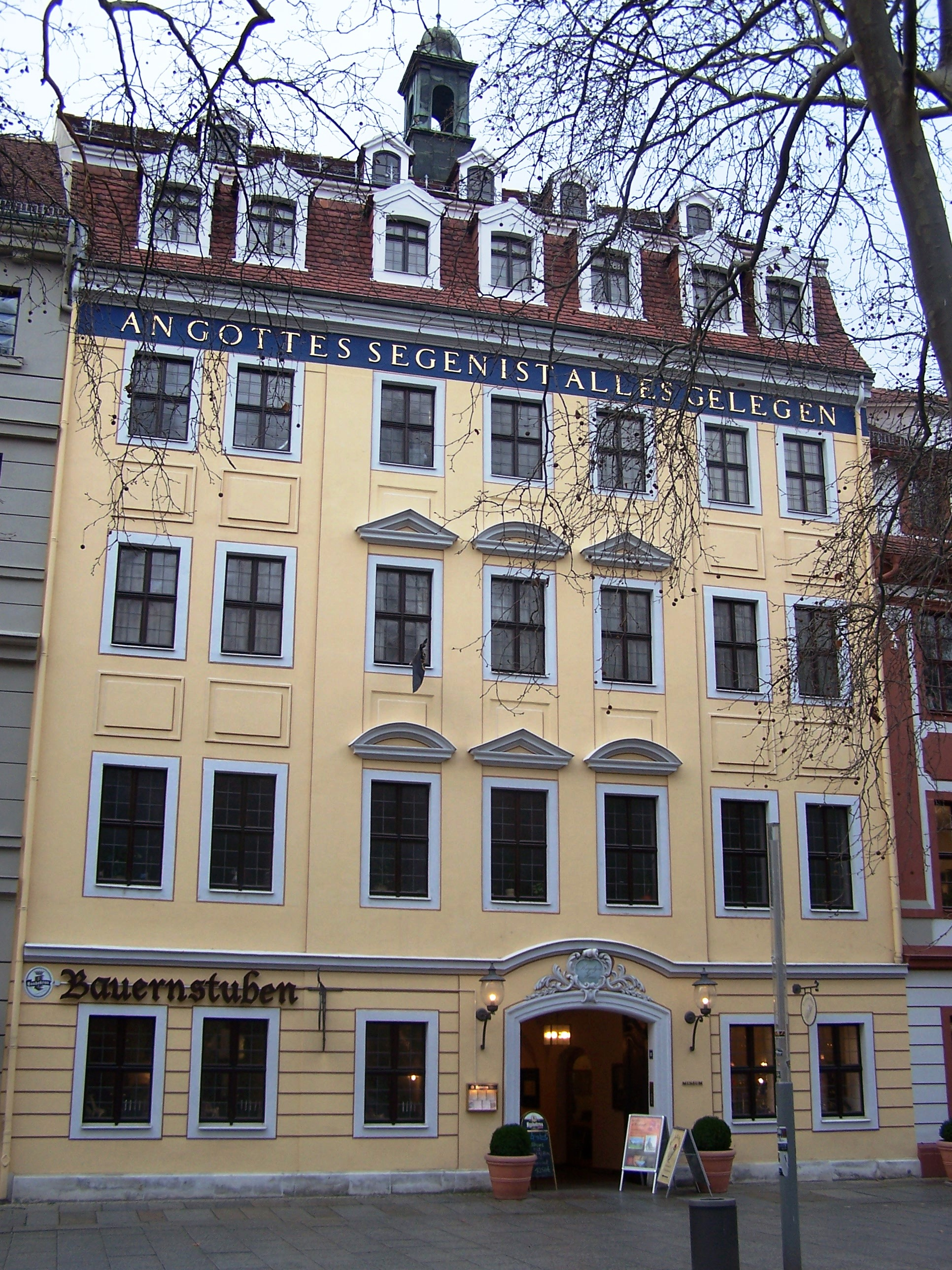
Casa Kügelgen, Dresda
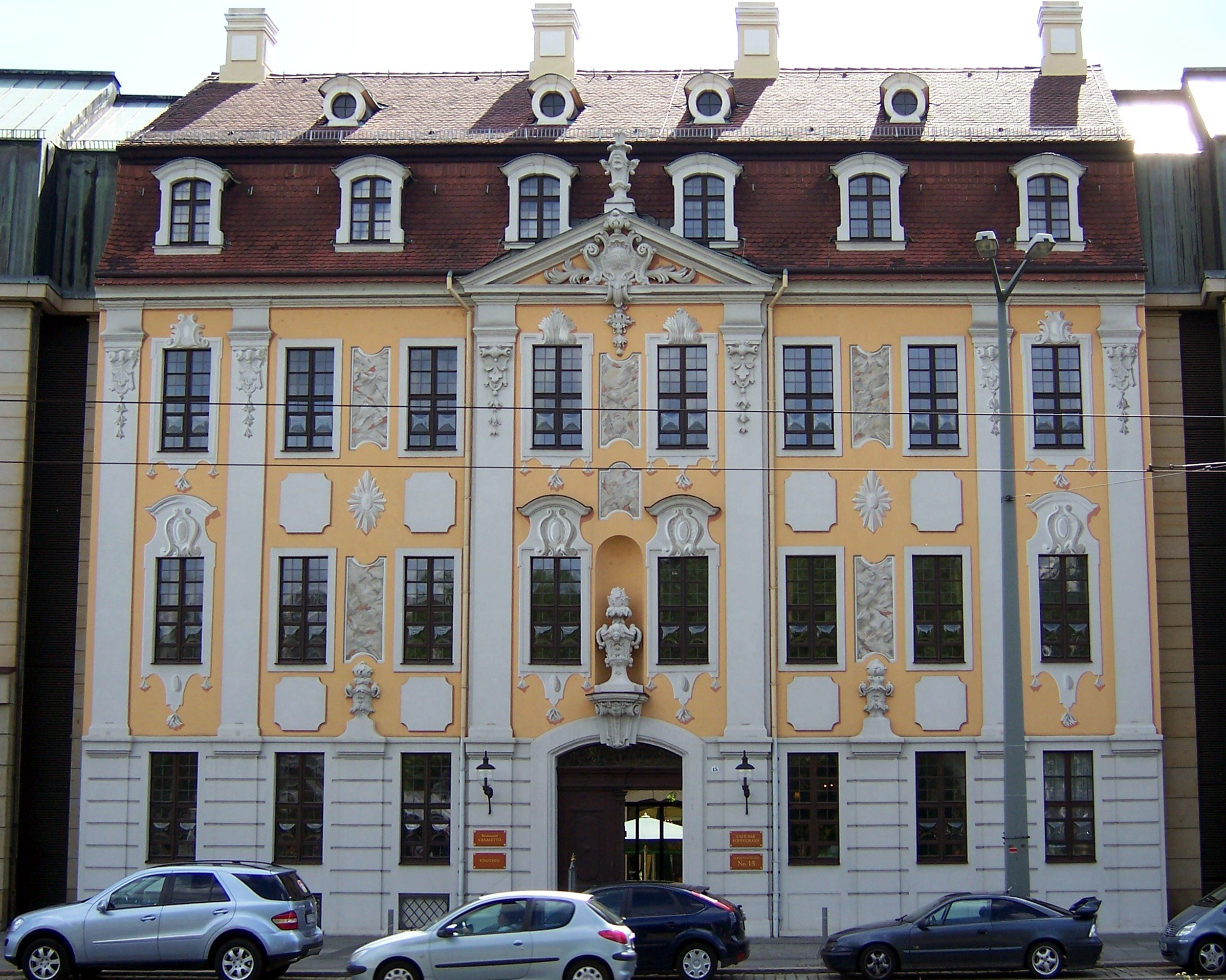
Grosse Meißner Str. 15, Dresda
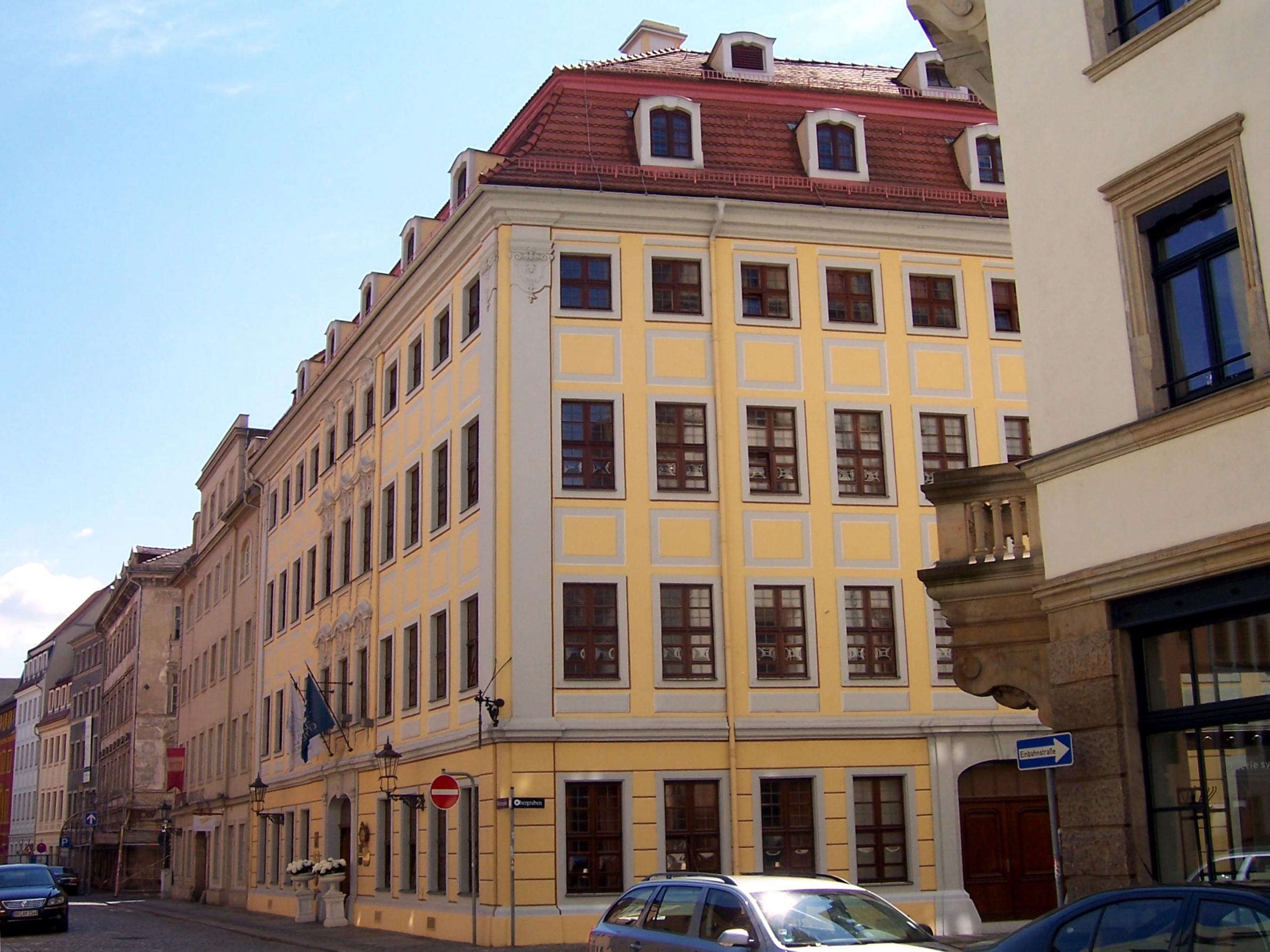
Bülow Palais, Rähnitzgasse 19, Dresda
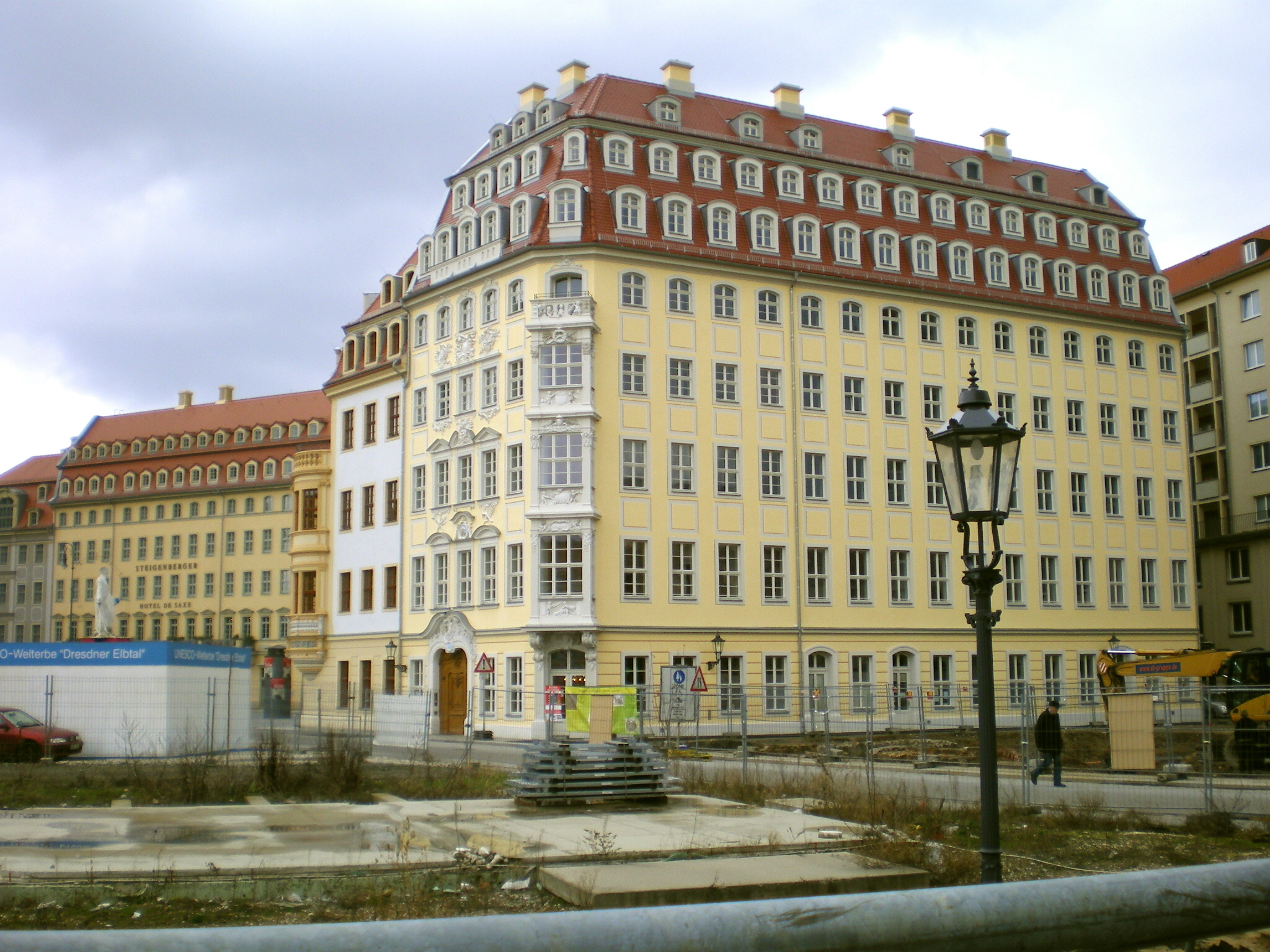
Casa Koehler, Dresda

### Edifici della nobiltà
La nobiltà commissionava principalmente ai grandi architetti della corte di Dresda, o ai loro collaboratori, i progetti per i suoi palazzi di campagna "a la mode", che erano poi spesso eseguiti da costruttori e artigiani locali. Per le decorazioni a stucco, le pitture murali, le statue, ecc. venivano utilizzati i collaudati e altamente qualificati artisti di corte e le loro botteghe, così come per i mobili e le pitture. Molti di questi castelli barocchi furono costruiti per i nobili che ricoprivano cariche lucrative nella corte sassone. Ma le generazioni successive spesso ebbero difficoltà a mantenere i castelli, che di solito erano troppo grandi per il reddito dei prodotti agricoli, specialmente nei tempi economicamente difficili della Guerra dei sette anni, delle guerre di coalizione e dopo la liberazione dei contadini all'inizio del XIX secolo. Le vendite ripetute non erano quindi insolite; questo spesso andava di pari passo con modifiche interne.
Come risultato della riforma agraria nella zona di occupazione sovietica, nel 1945, tutte le grandi proprietà, compresi castelli e mobili, furono espropriate senza indennizzo. A seguito dei saccheggi avvenuti alla fine della guerra e degli espropri, la maggior parte dei castelli di campagna persero i loro ricchi arredi storici. Molti furono abbattuti dopo la guerra, anche se non distrutti: il motivo era l'ordine n. 209 dell'Amministrazione militare sovietica in Germania (SMAD) del 9 settembre 1947. Pertanto, nella riunione del 12 dicembre 1947 fu approvata la decisione fatale per il paesaggio culturale sassone: "Le commissioni suolo del distretto sono incaricate di abbattere immediatamente almeno il 25% di palazzi e castelli.“ Quella fu la campana a morto per più di 240 castelli e palazzi in Sassonia. I restanti, ancora più di 1000 castelli, palazzi, ville e giardini, furono per lo più conservati almeno durante l'era della DDR. Solo dopo la riunificazione tedesca ebbe luogo il restauro esteso e professionale di molti castelli fatiscenti, mentre solo allora alcuni iniziarono a uscire da uno stato di desolazione a causa di posti vacanti o delle vendite a catena, che in alcuni casi continua ancora oggi. Alcuni dei principali castelli di campagna augustea sono:

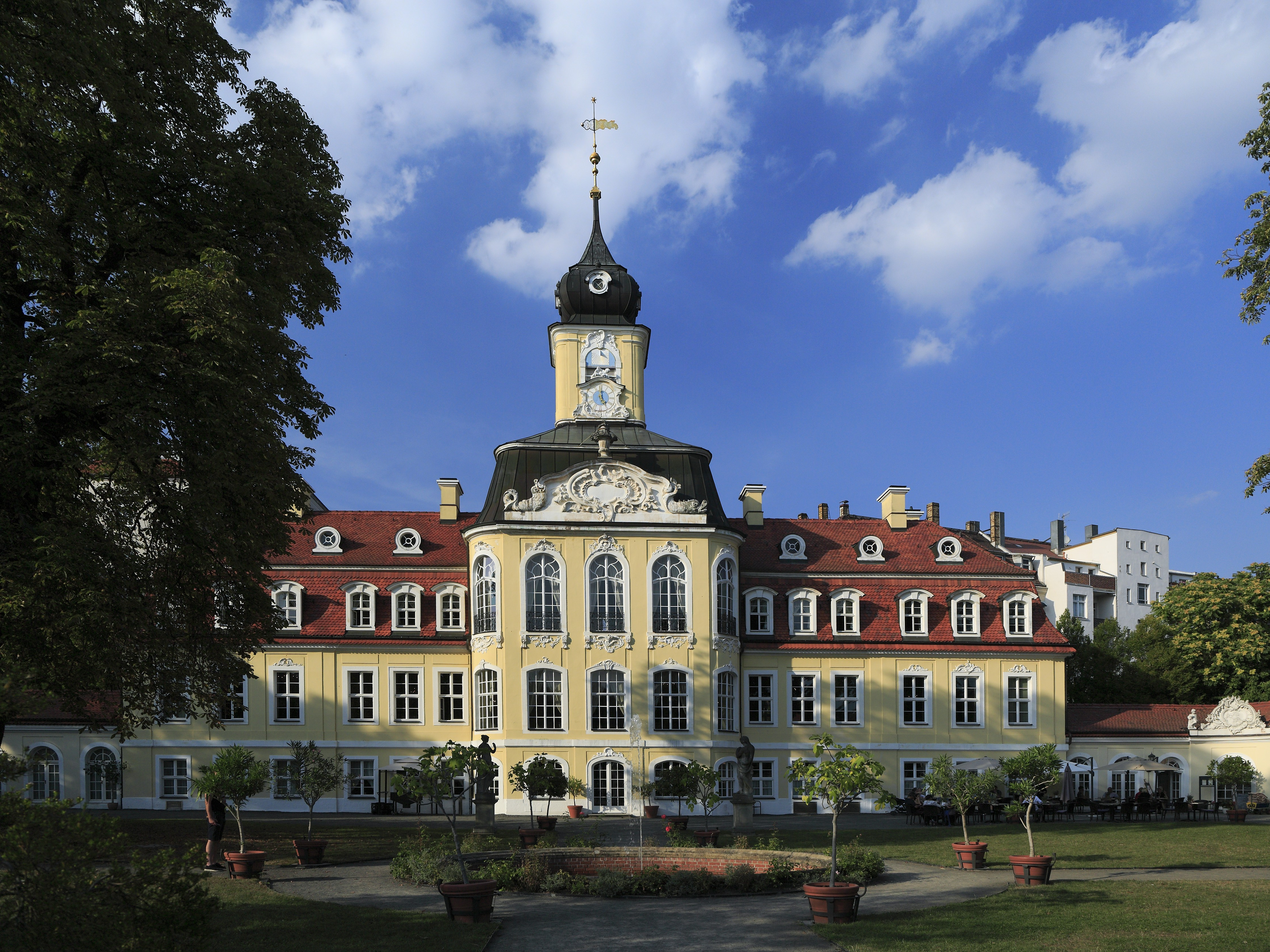
Castello Gohliser, Lipsia
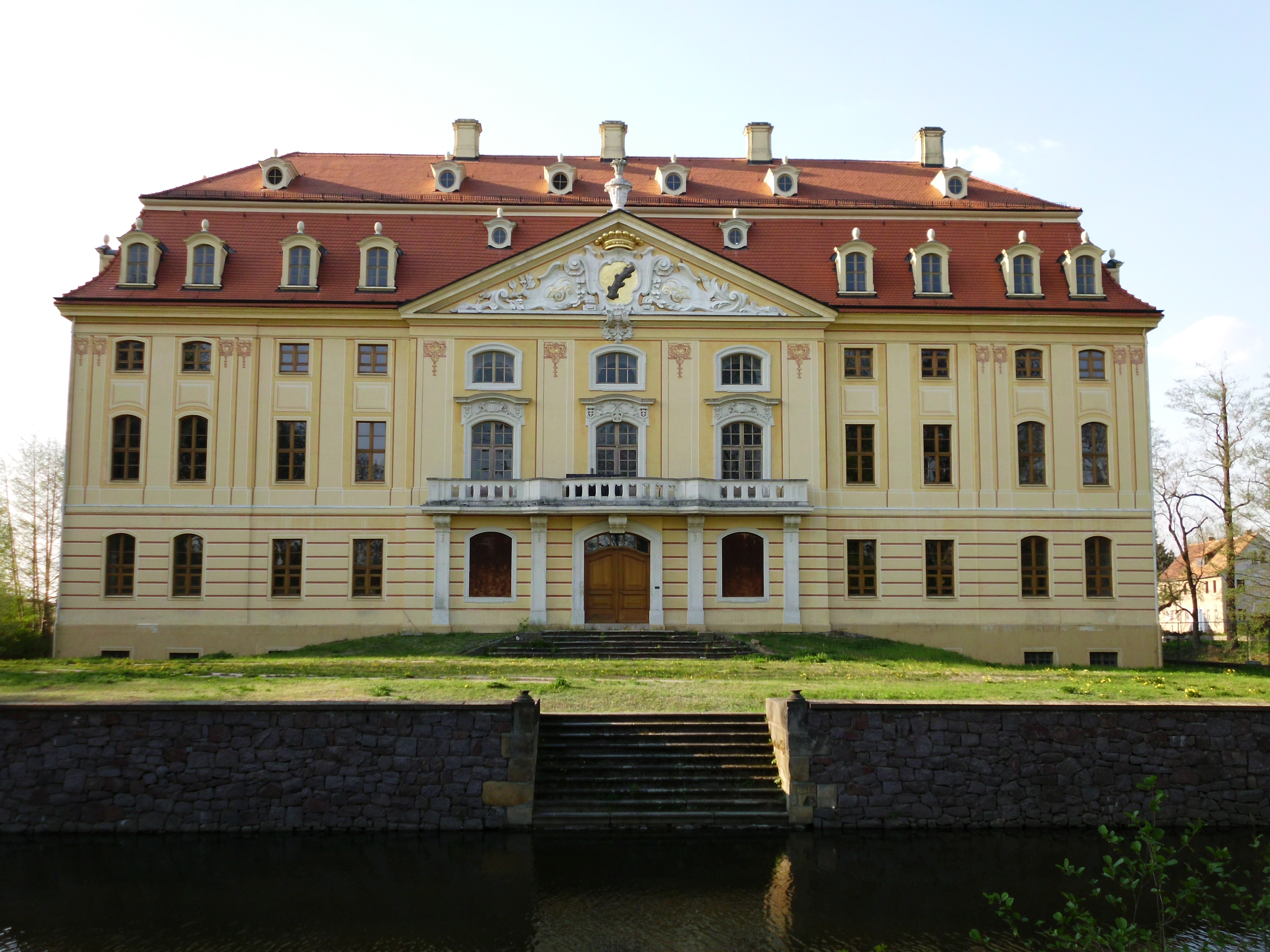
Castello di Wachau
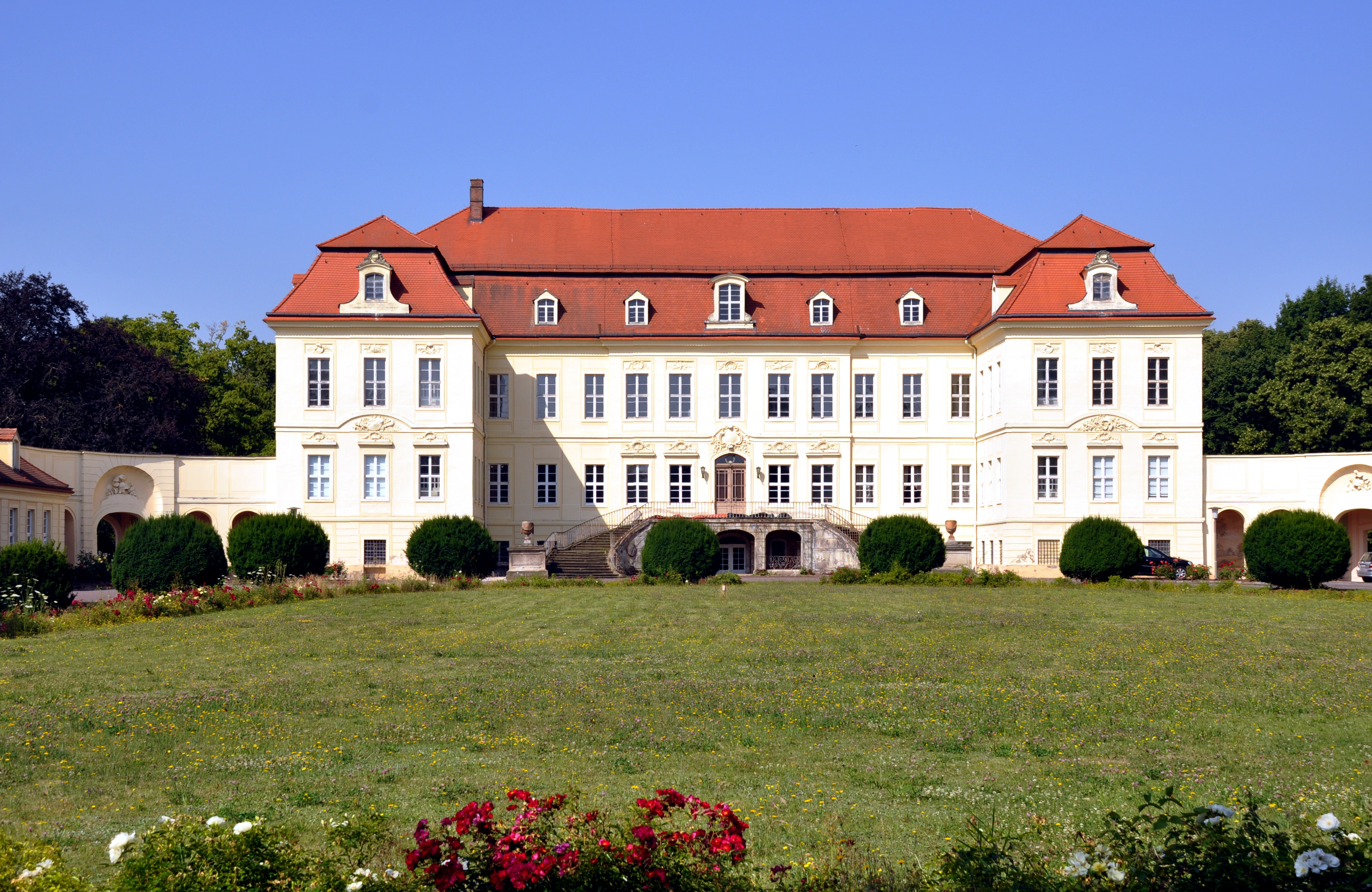
Castello di Nischwitz
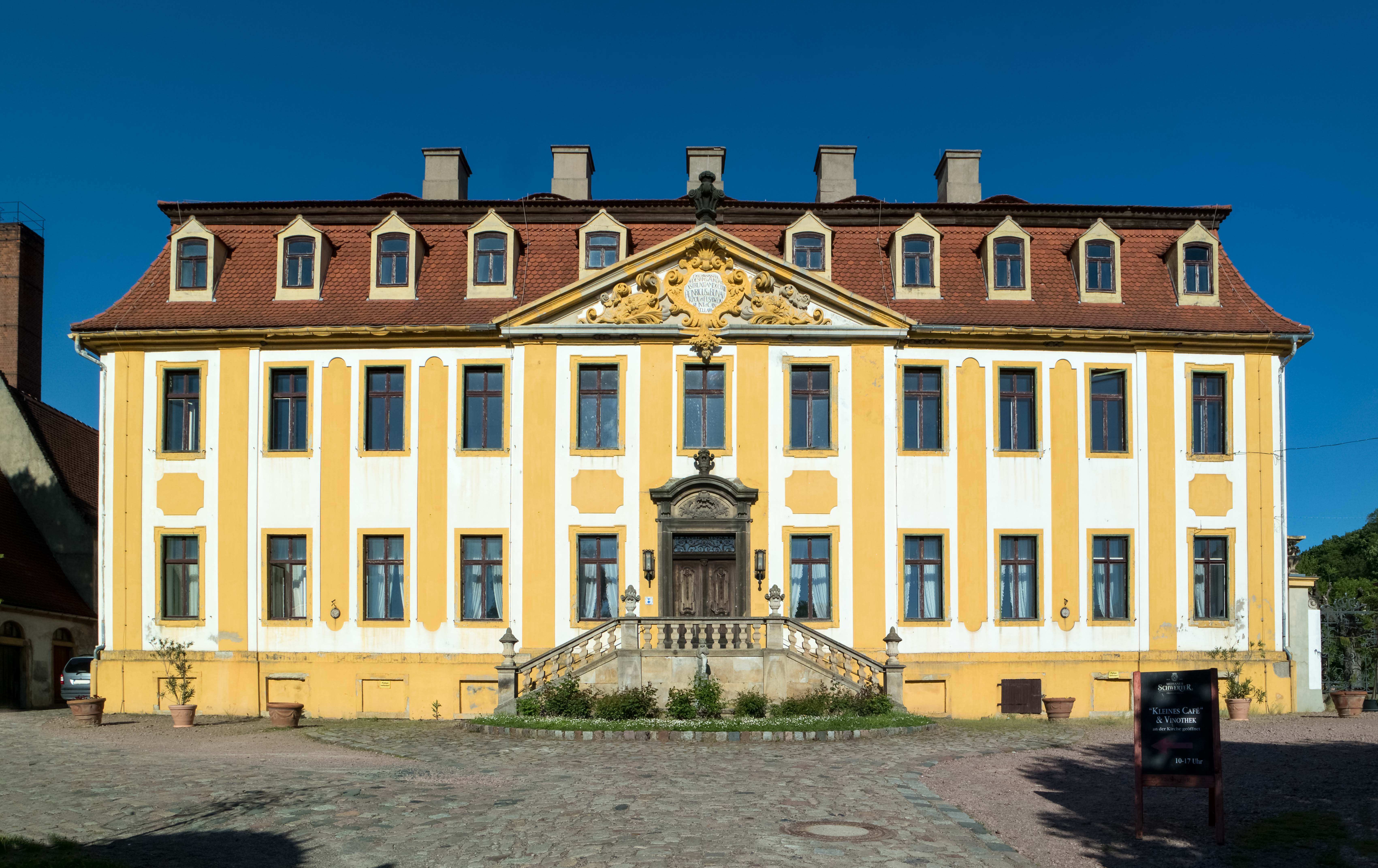
Castello di Seußlitz
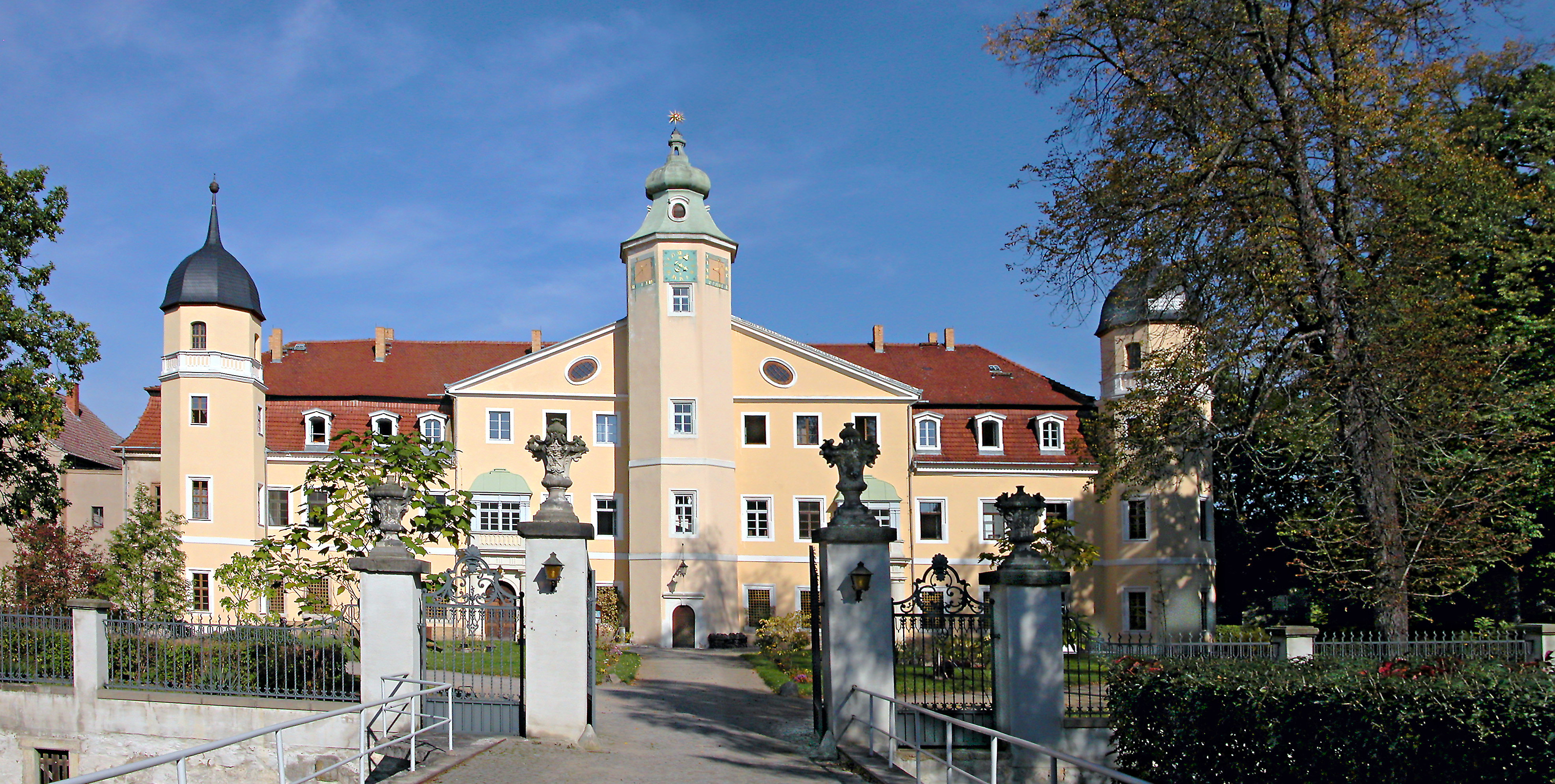
Castello di Hermsdorf
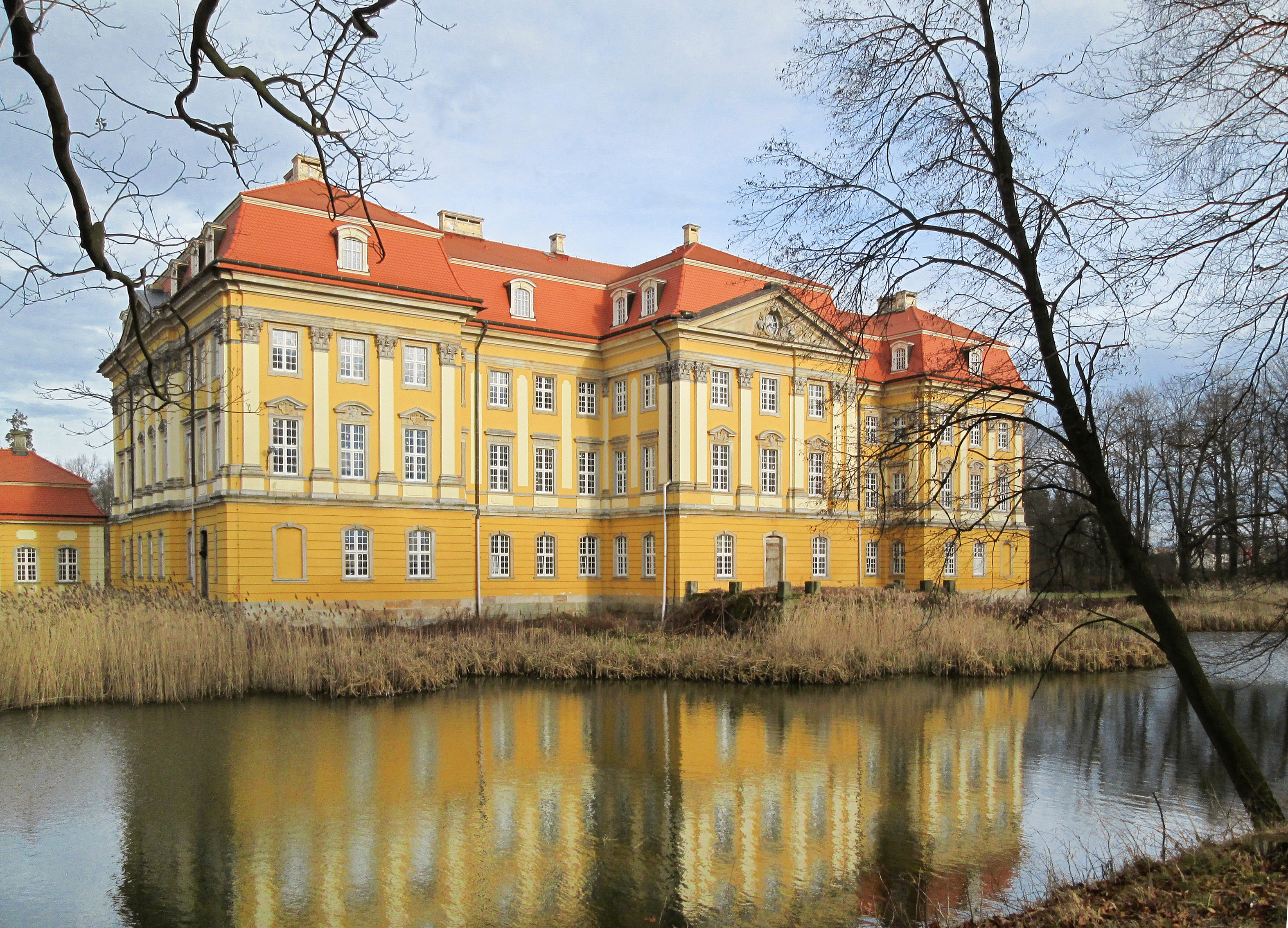
Castello dell'abbazia di Joachimstein
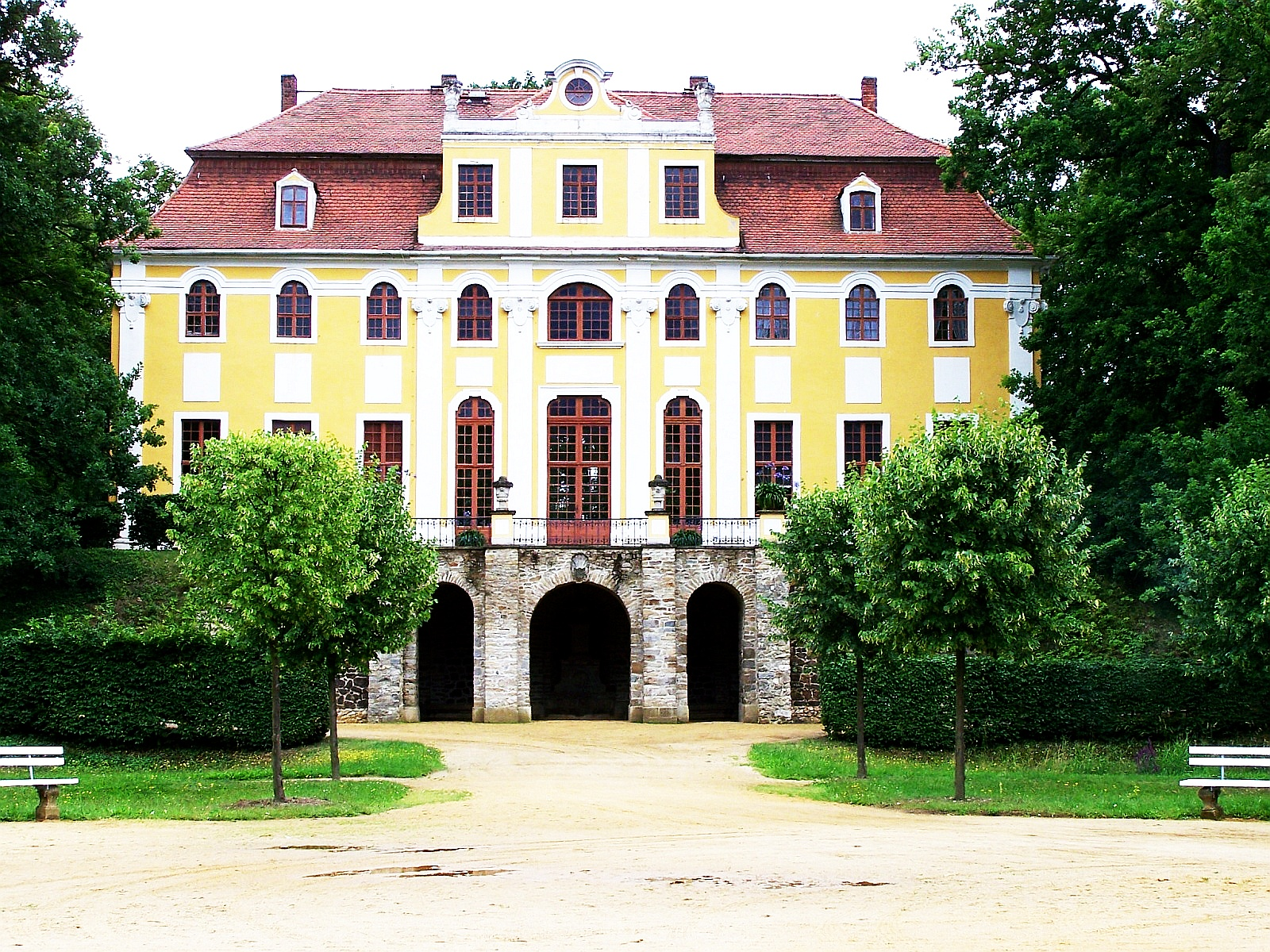
Vecchio castello di Neschwitz
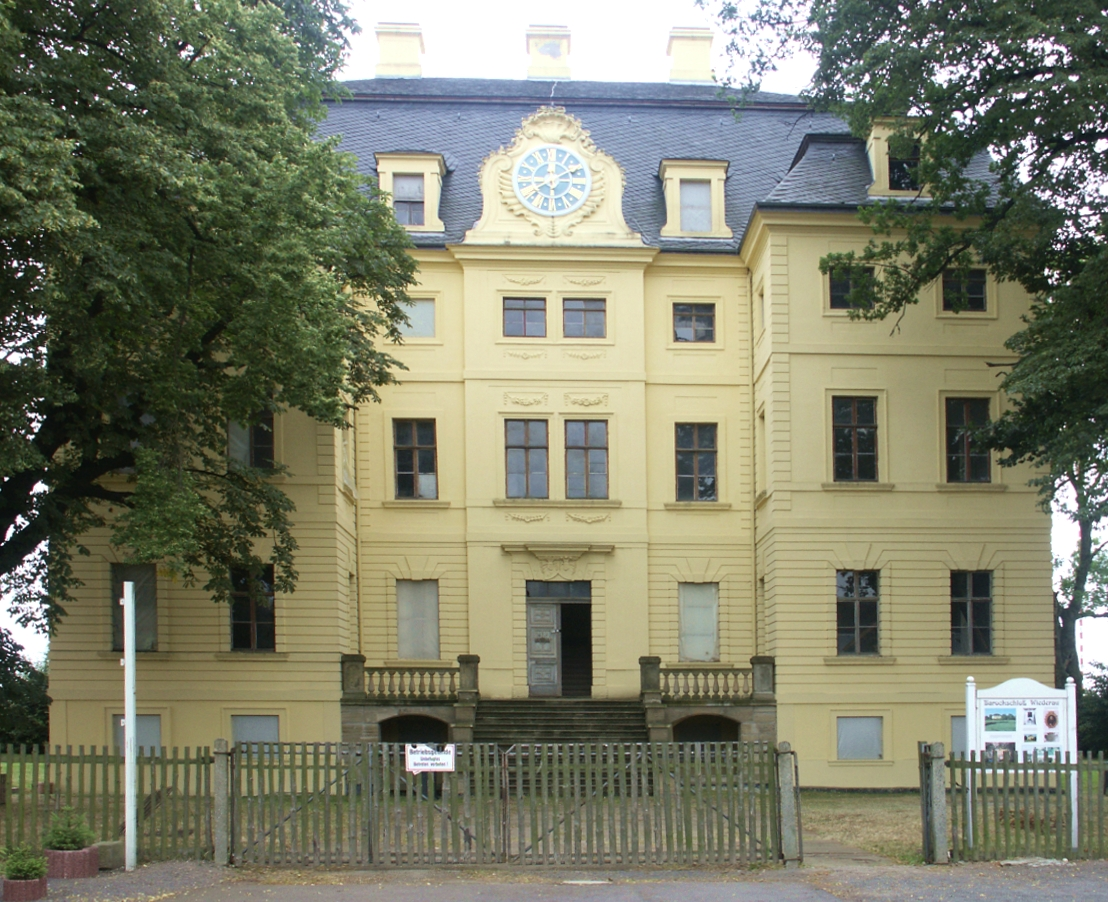
Castello Wiederau
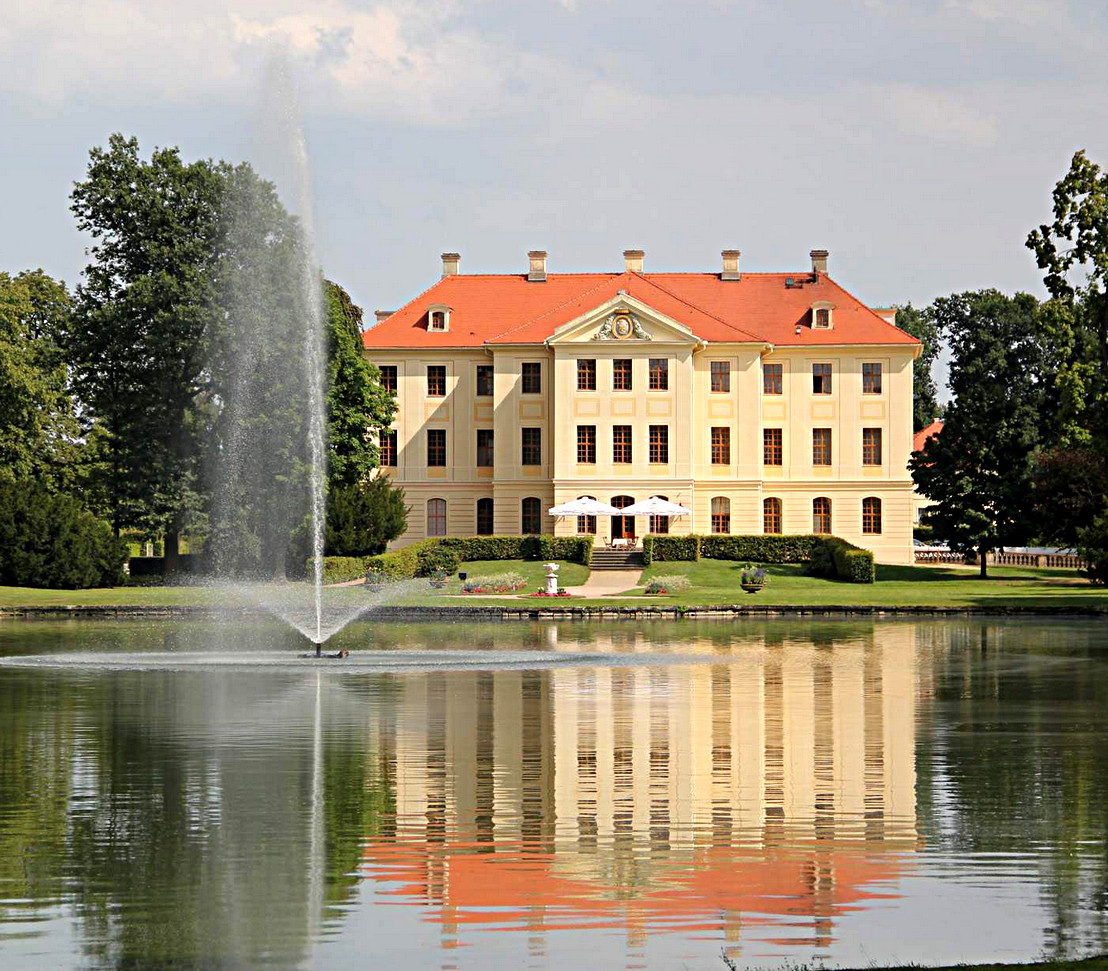
Nuovo castello di Zabeltitz
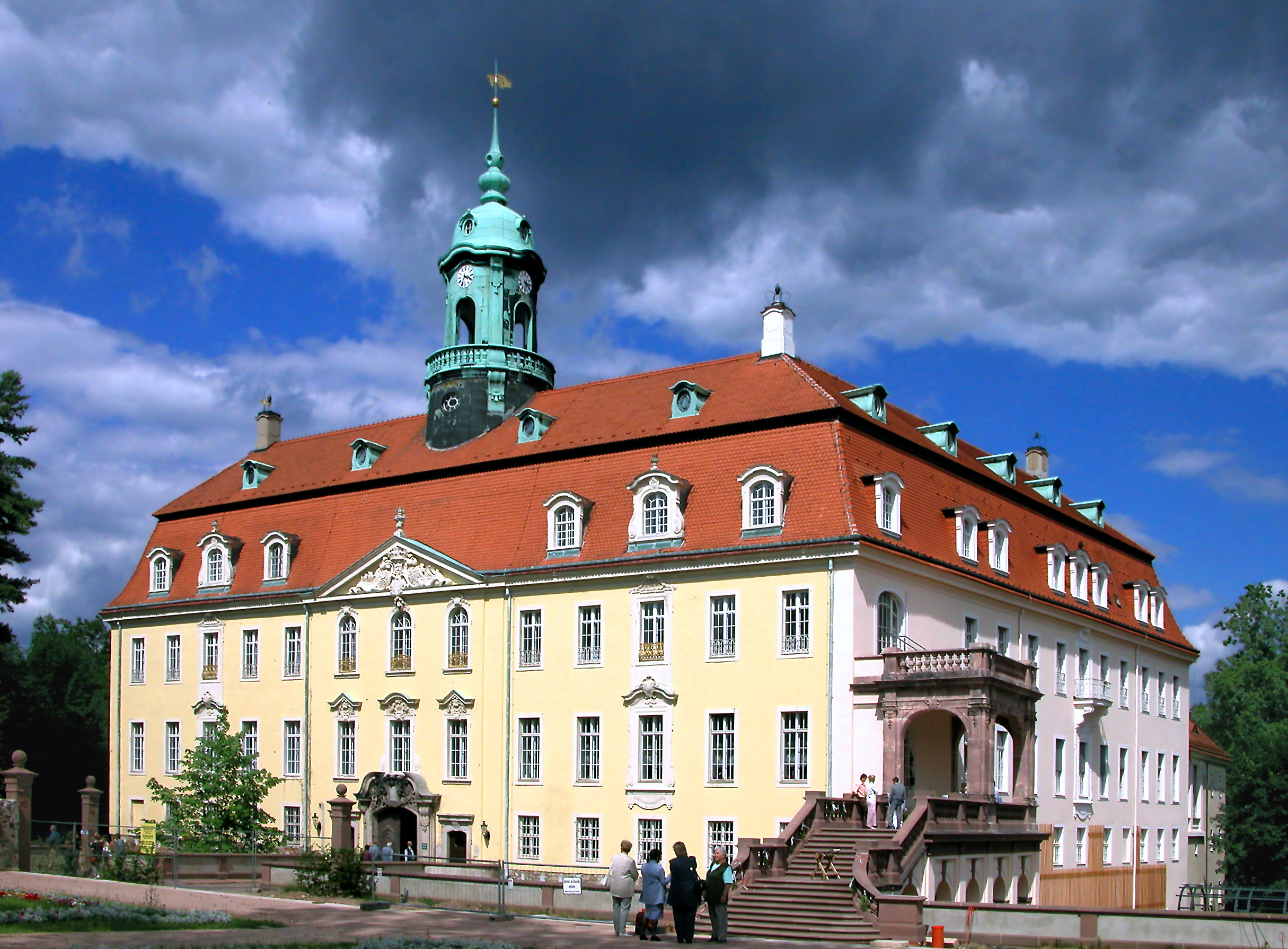
Castello di Lichtenwalde
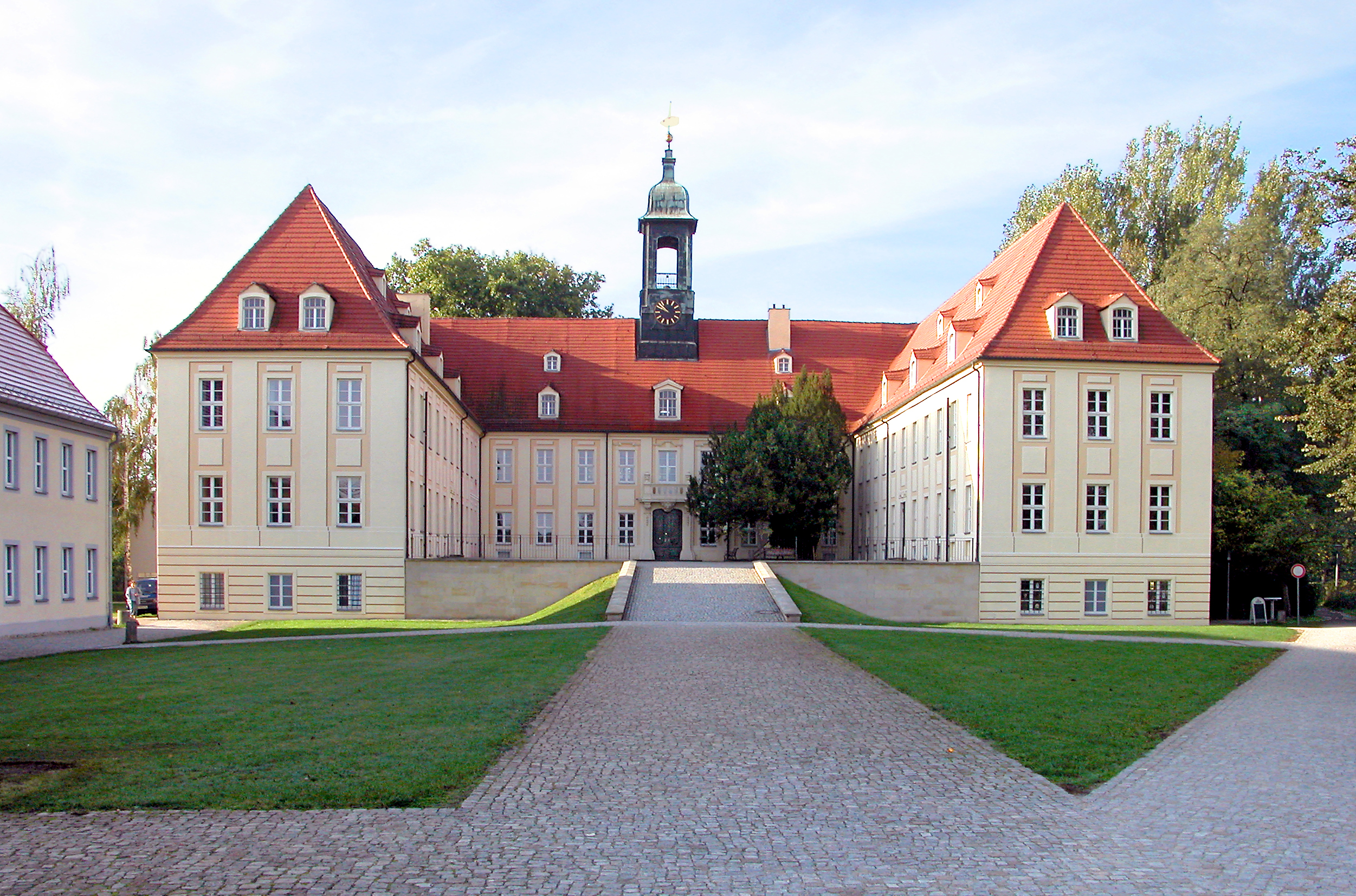
Castello di Elsterwerda
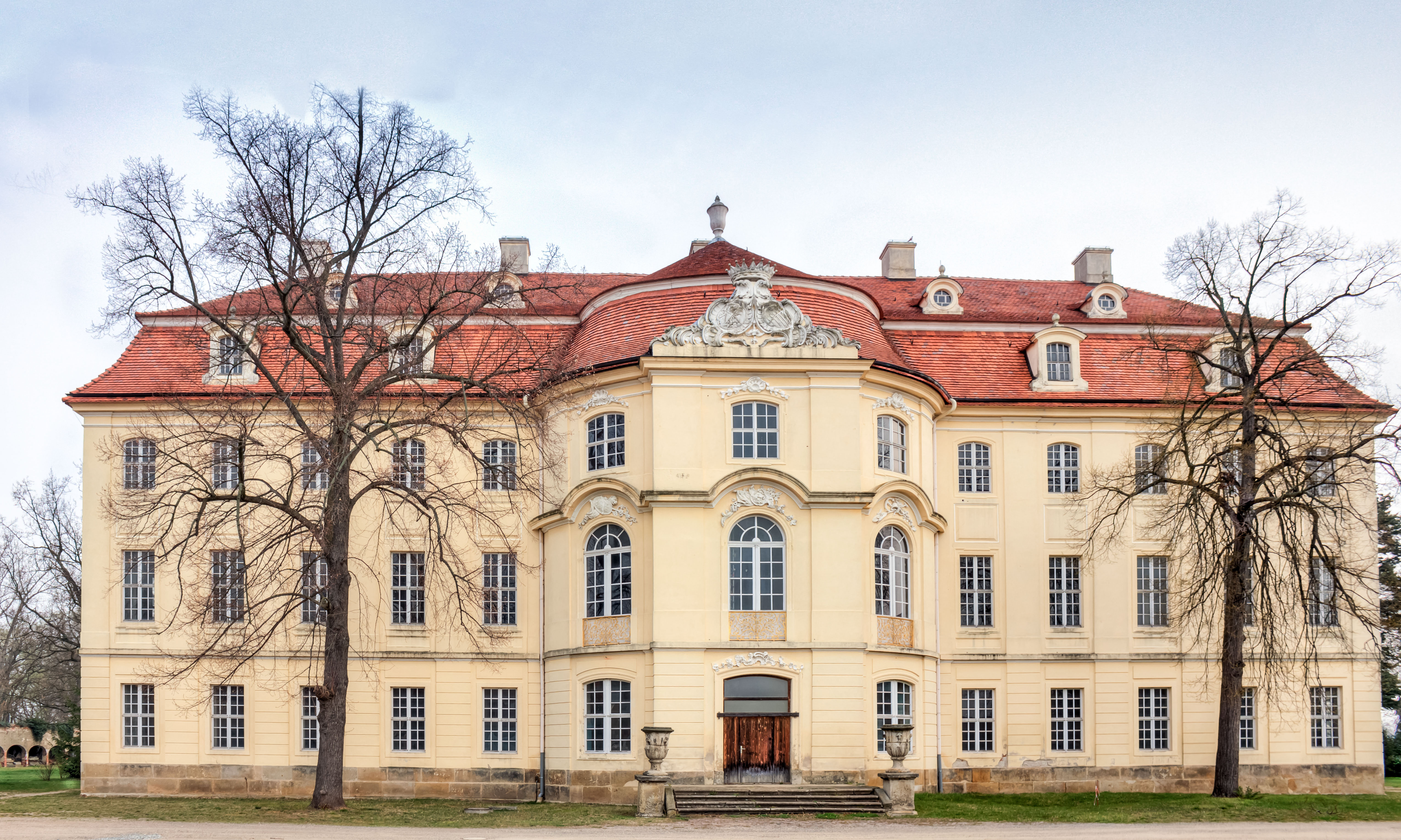
Castello di Martinskirchen
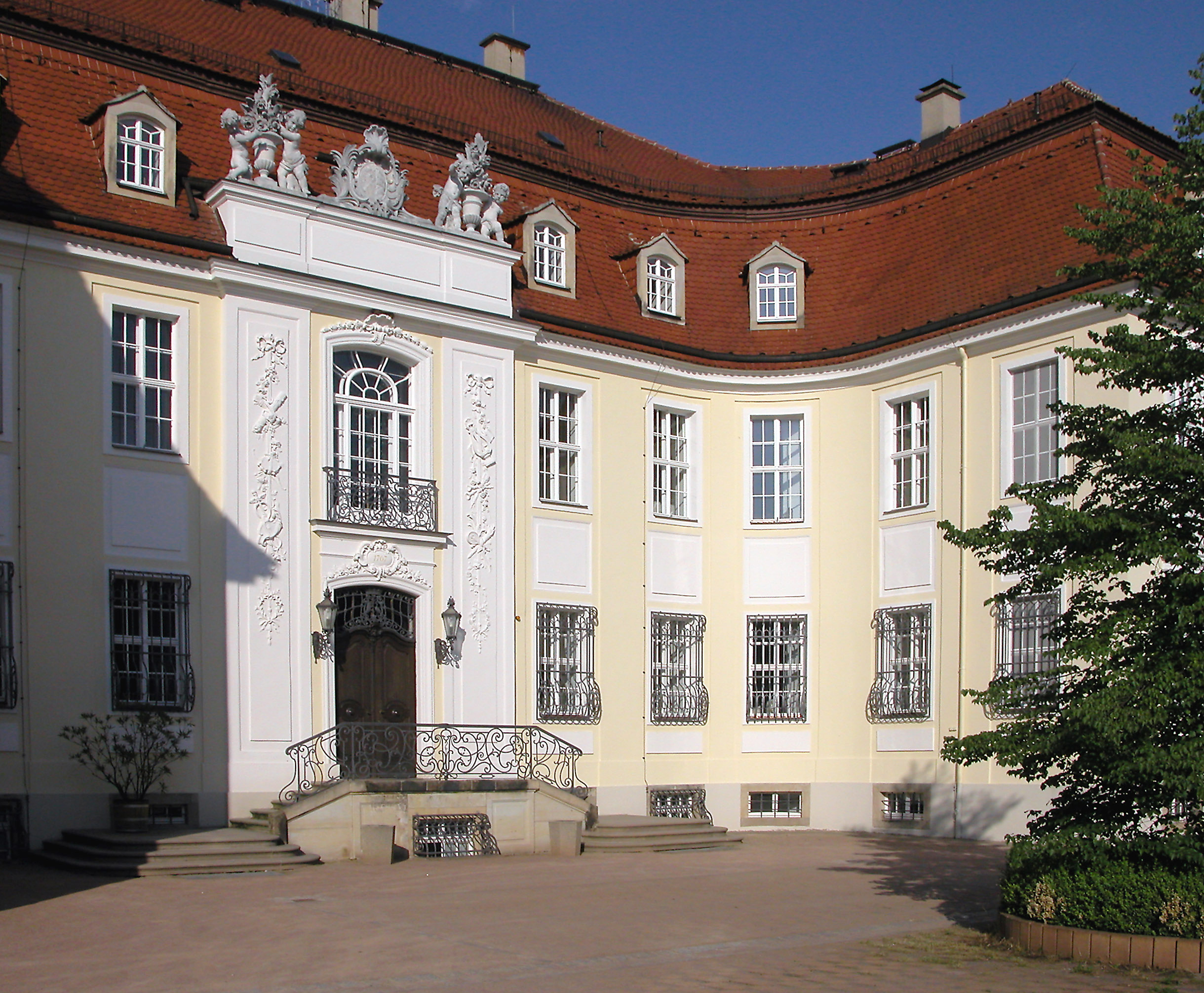
Castello di Reinhardtsgrimma
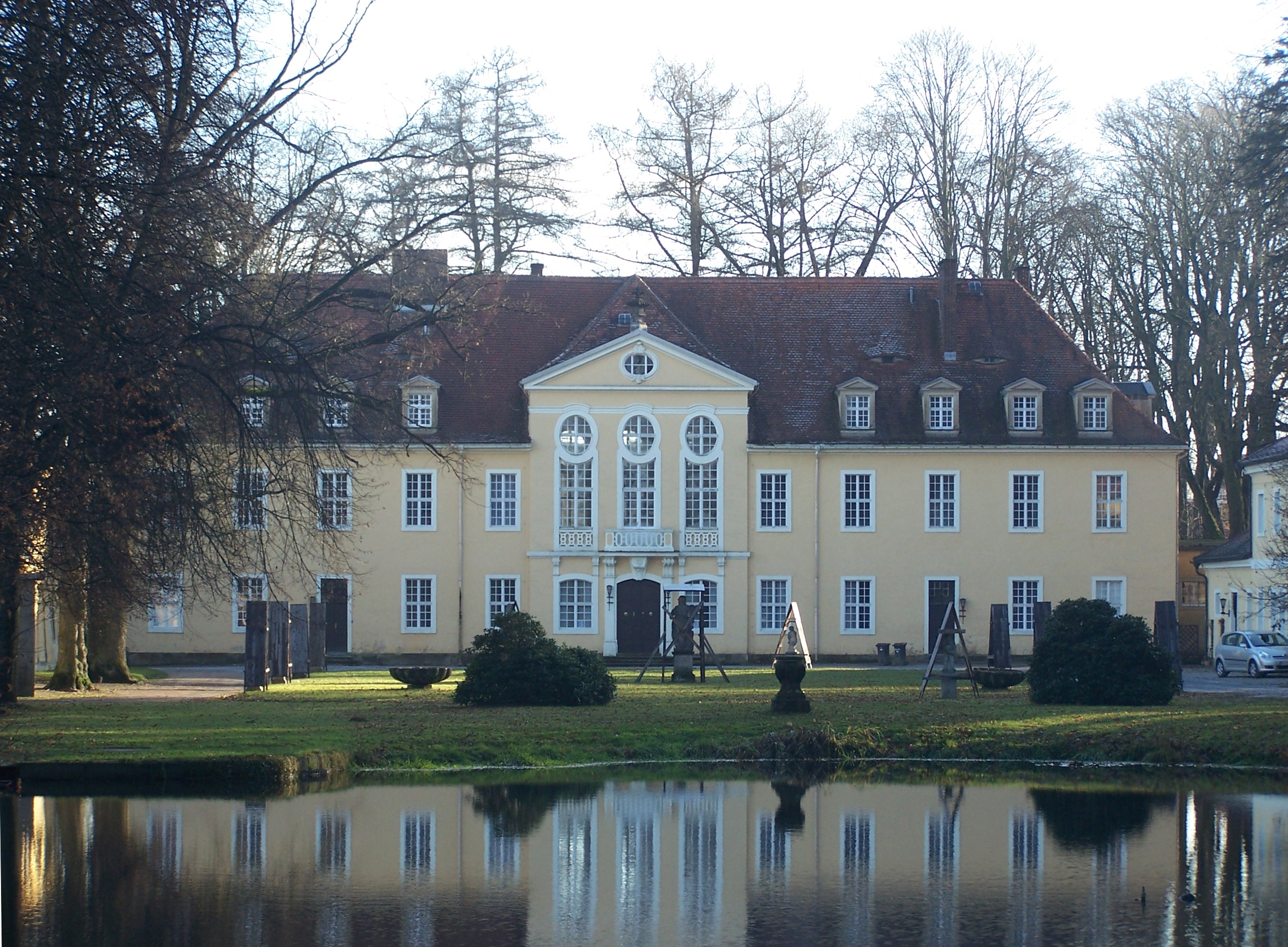
Castello di Oberlichtenau

### Chiese

#### Chiese di villaggio
Le chiese, dal periodo successivo alla Guerra dei trent'anni fino al 1800 circa, costituiscono un genere separato del barocco sassone. L'opulenza spesso sorprendente di epitaffi e pale d'altare respira la precedente esperienza di guerra e sofferenza. Le chiese di paese, che dettavano la routine quotidiana dei contadini suonando le campane e che venivano visitate la domenica in costume festivo, erano spesso semplici ma toccanti opere di pietà cristiana, testimonianza senza nome della venerazione per il santo e della richiesta di benedizioni dall'alto, data la dipendenza esistenziale dal tempo e dal successo del raccolto. Venivano costruite dagli stessi abitanti del villaggio o da costruttori delle vicinanze. Molte chiese dei villaggi erano anche cappelle del castello, perché erano sotto il patrocinio dei proprietari dei manieri locali ed erano dotate da loro di altari, pulpiti ed epitaffi, nonché stoviglie sacramentali e servivano come luoghi di sepoltura, come la chiesa fortificata di Pomßen, che era arredata in stile primo barocco. Ma anche le chiese cittadine ricevevano spesso ricchi arredi, come la chiesa di Sankt Nikolai (Luckau).
Le chiese di villaggio erano costituite da strutture semplici, a una navata, a cui spesso si aggiungeva un coro a gradini a est e una torre a ovest. Il disegno degli interni era vario e spesso più conservativo rispetto alle chiese cittadine dell'ultimo stile architettonico. Gli altari erano comuni, così come le gallerie, tipo teatro, rimosse, come a Ebersbach, Uhyst o St. Nicolai in Coswig. L'insegnante del villaggio di solito suonava l'organo la domenica e allo stesso tempo faceva iscrivere i suoi studenti al coro della chiesa. Gli organi Silbermann si trovano in circa 30 chiese del paese.
Molte chiese di villaggio furono costruite durante i periodi romanico, gotico e rinascimentale, ma gli arredi barocchi sono molto comuni. Gli edifici centrali barocchi furono costruiti sotto l'influenza della Frauenkirche di Dresda di George Bähr, come la Chiesa di Seiffen (1776-1779), ma in casi isolati molto prima, come la Chiesa della Trinità di Carlsfeld (1684-1688) sui Monti Metalliferi, il cui esterno è attribuito a Klengel su modello italiano mentre all'interno l'altare, il pulpito e l'organo sono disposti verticalmente in modo da rendere visibile la parola evangelica e il servizio musicale, basato sul modello originale della chiesa del castello di Wilhelmsburg del 1590. Tra i grandi architetti barocchi di Dresda, George Bähr è quello che ha costruito il maggior numero di chiese, come la Chiesa di Loschwitz, la chiesa dell'orfanotrofio di Dresda, la Cappella del Castello di Tiefenau (con un altare della bottega del Permoser), la Cappella del Castello di Seusslitz, la chiesa della Trinità a Schmiedeberg, la chiesa di Beitzsch (Biecz) presso Pförten (Brody) e la chiesa evangelica a Forchheim. È stato anche coinvolto nella costruzione e nel restauro della Marienkirche a Königstein, della chiesa di Kesselsdorf, della chiesa cittadina di Hohnstein e della chiesa di Schmannewitz. La chiesa della Trinità a Kittlitz è opera dell'ispettore urbanistico di Zittau Andreas Hünigen.

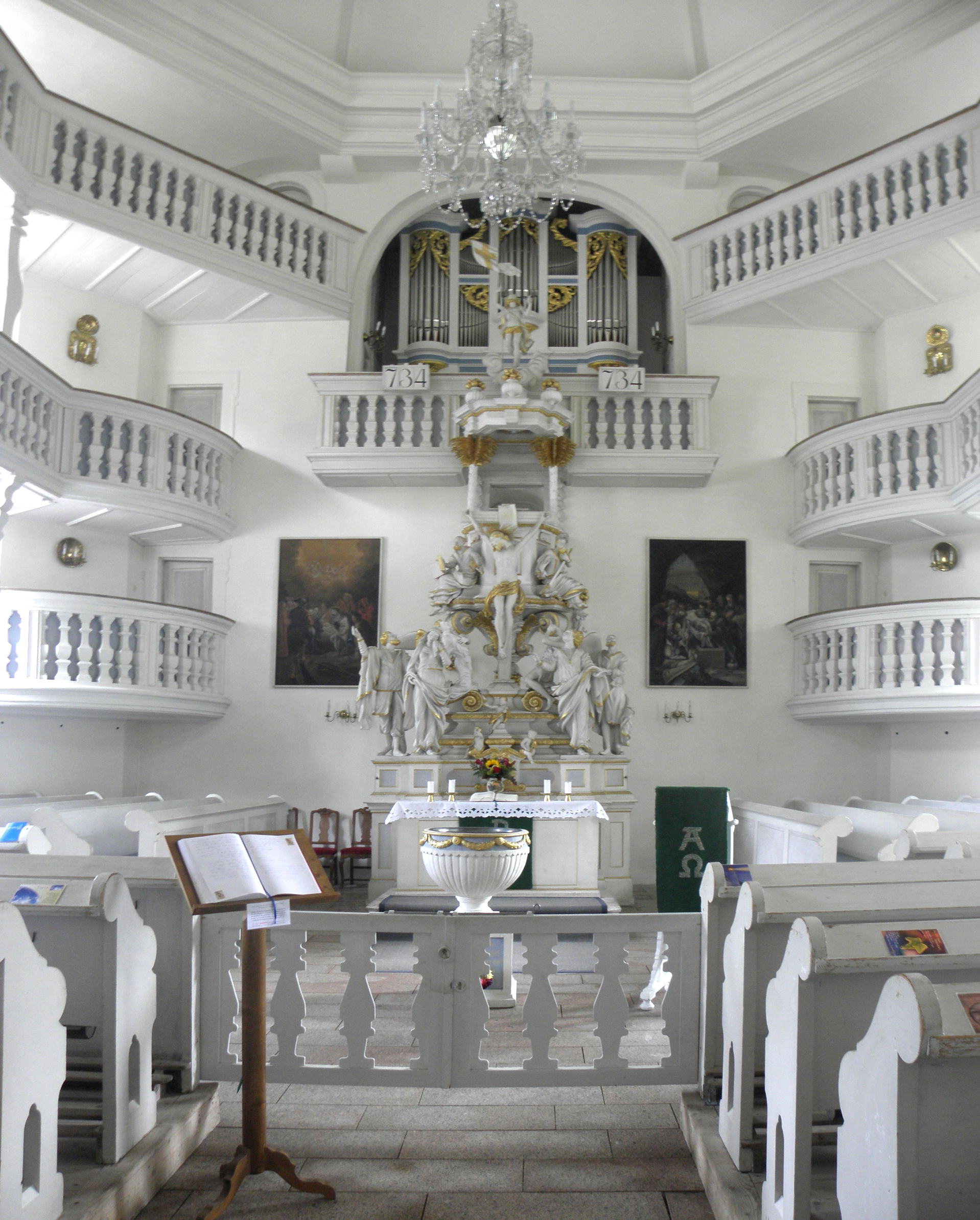
Chiesa della Trinità, Carlsfeld
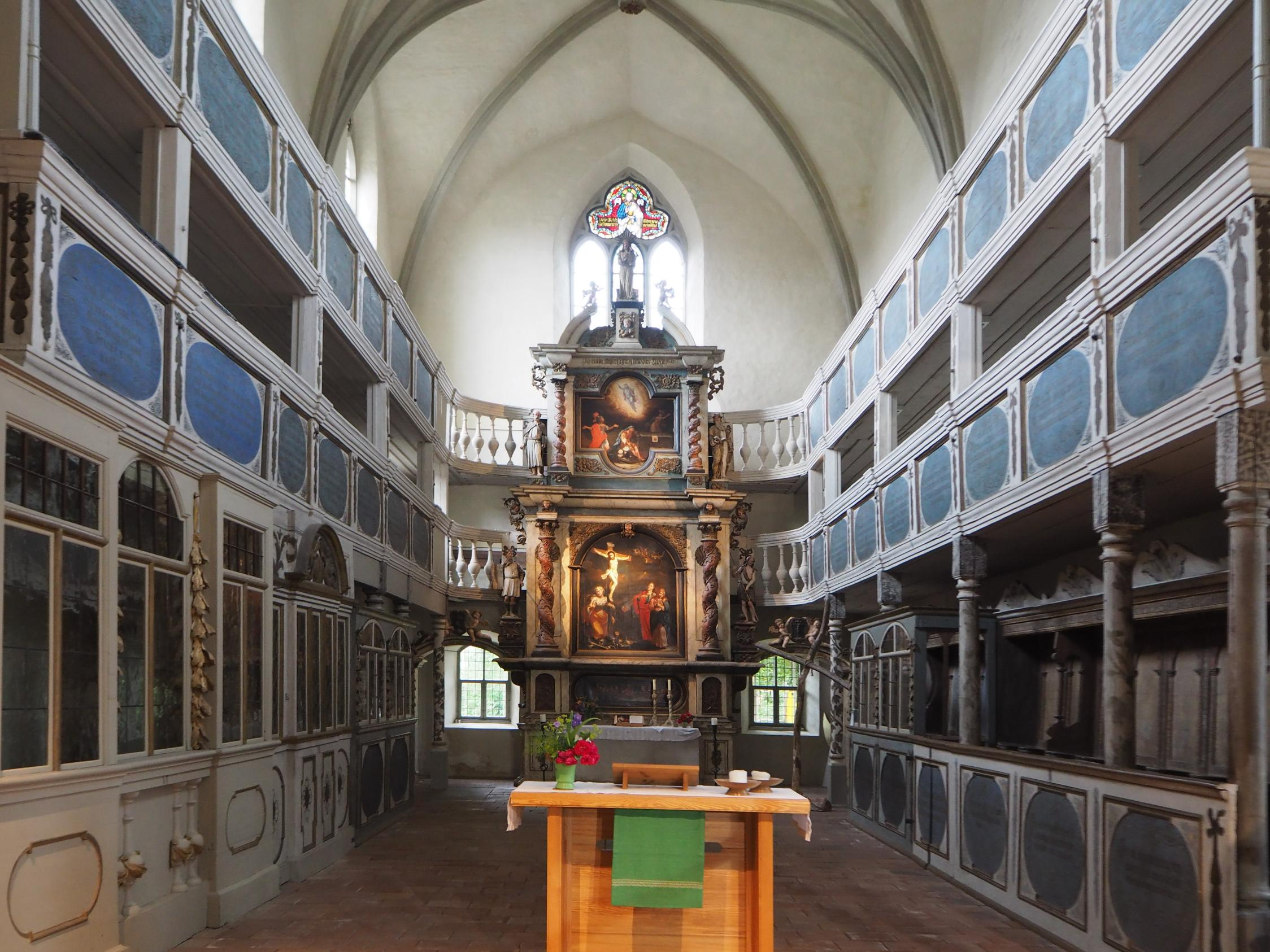
Chiesa di San Nicolai, Coswig
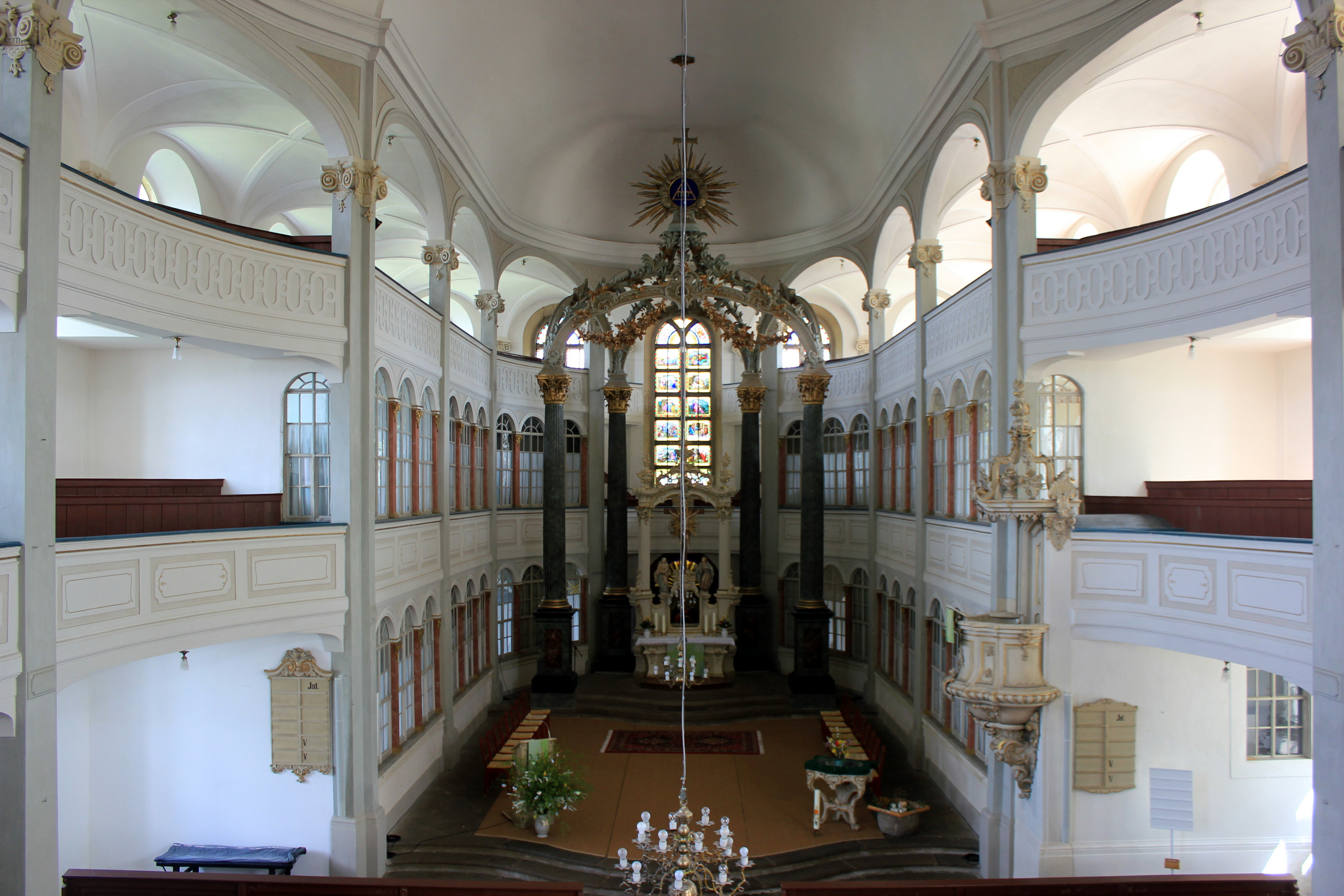
Chiesa della Trinità a Kittlitz

#### Monasteri
La Lusazia appartenne agli stati della Corona Boema fino al 1635 e solo successivamente alla Sassonia. A differenza della Sassonia, la Riforma protestante non era stata attuata centralmente. Sorbi e tedeschi vissero insieme pacificamente, c'erano due culture e più tardi anche due denominazioni. La cattedrale di San Pietro a Bautzen, ad esempio, è stata utilizzata come chiesa interreligiosa dal 1524, rendendola la prima in Germania. La chiesa parrocchiale della Santissima Trinità a Lauban venne utilizzata fin dall'antichità anche dall'Ordine di Santa Maria Maddalena e sin dalla Riforma dai cittadini evangelici della città.
A differenza di quelli della Sassonia, i monasteri medievali in Lusazia non furono sciolti durante la Riforma. I due conventi cistercensi St. Marienthal e St. Marienstern, in Alta Lusazia, sono esistiti dal 1234 e dal 1248 ininterrottamente fino ad oggi. Fiorirono sotto Augusto il Forte e furono splendidamente barocchi. Anche il monastero cistercense di Neuzelle, nella Bassa Lusazia, conobbe una trasformazione barocca dopo la Guerra dei trent'anni. In età augustea fu arredato con ricchi arredi interni da architetti boemi e bavaresi; solo dopo il passaggio alla Prussia fu chiuso nel 1817. Nel 2018 l'ordine cistercense vi ha aperto un nuovo priorato. Una controparte protestante è il nobile Fräuleinstift Joachimstein, costruito a partire dal 1722 e ora oltre il confine polacco.

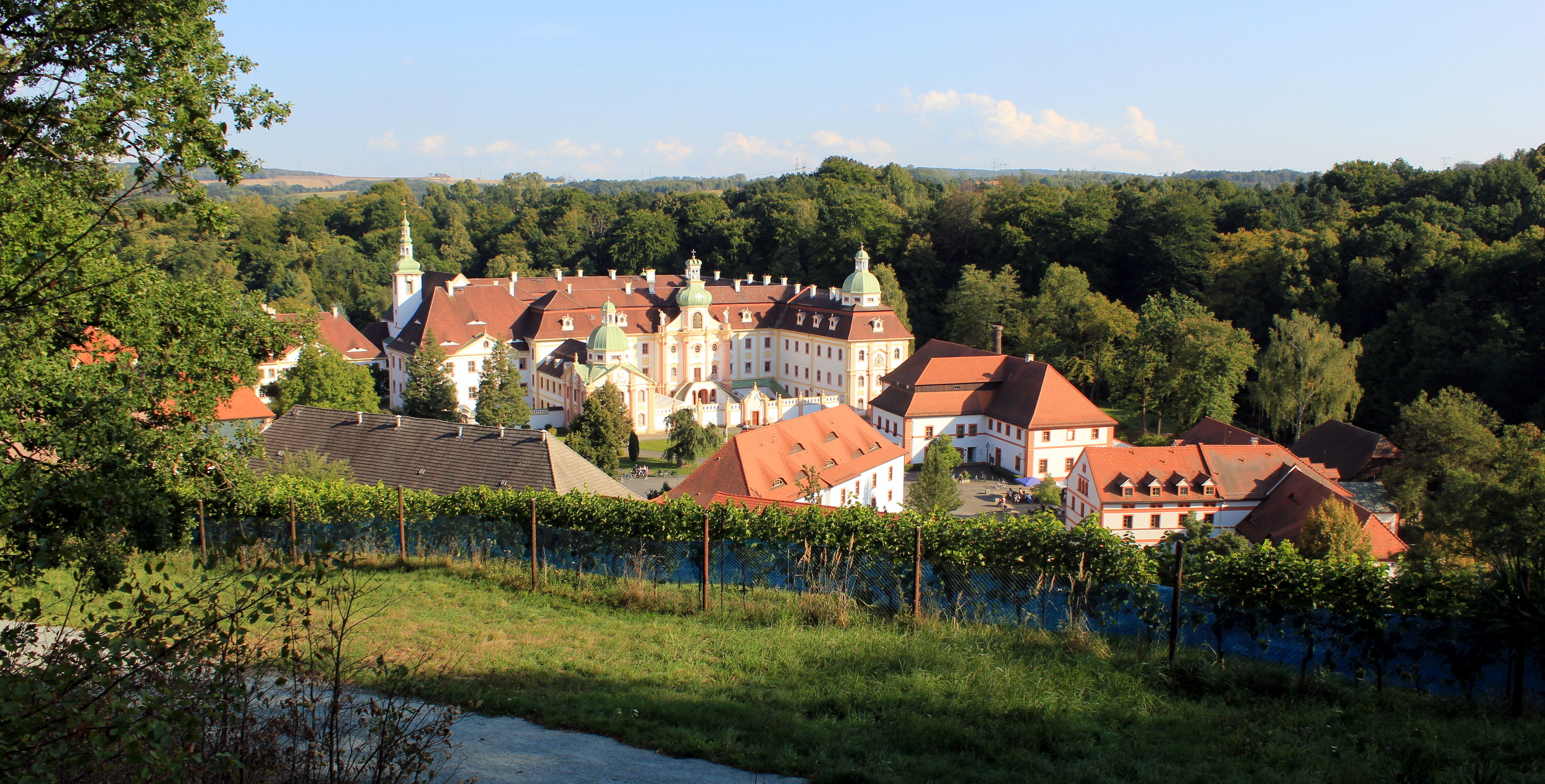
Monastero di San Marienthal
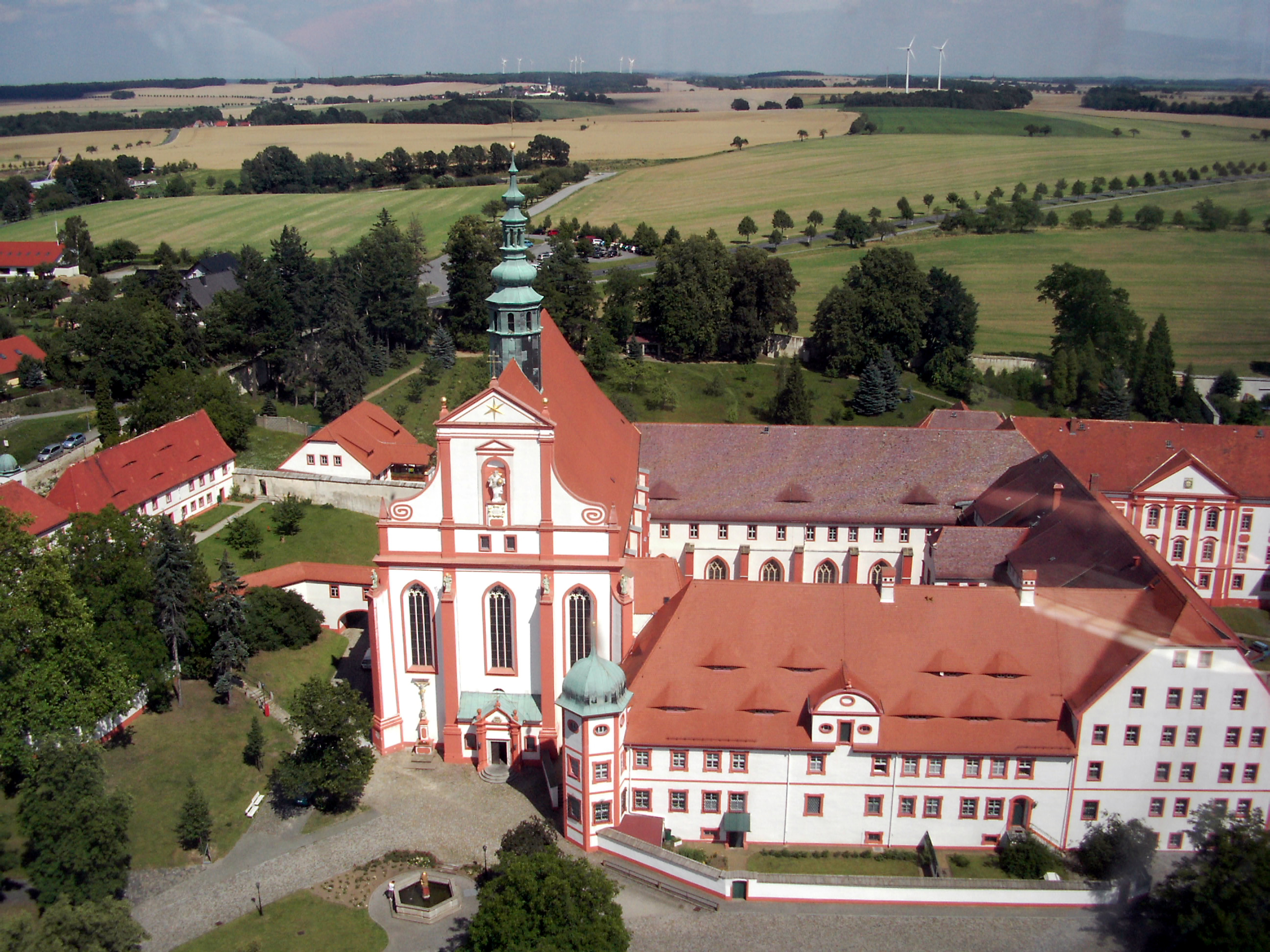
Monastero di St. Marienstern
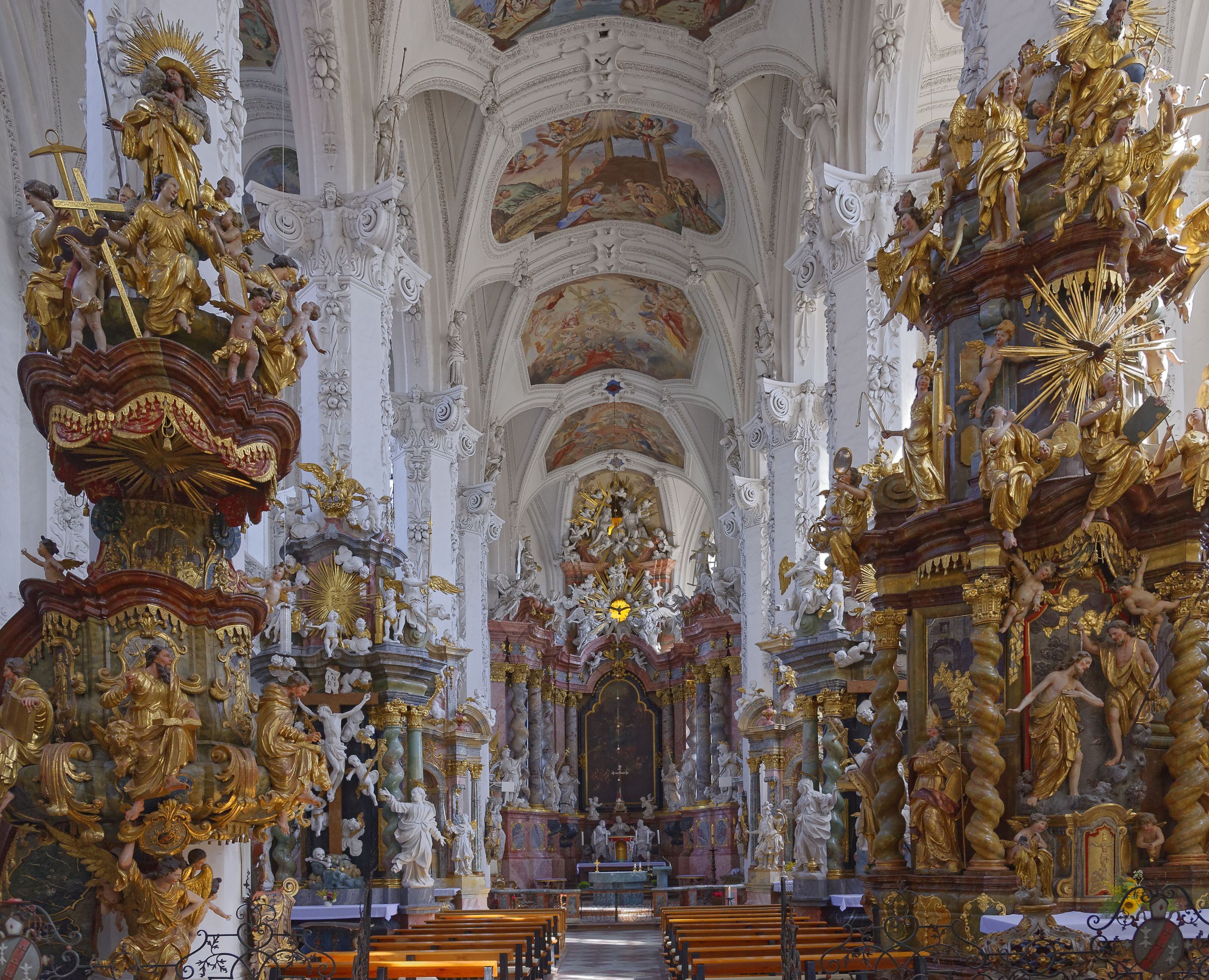
Chiesa abbaziale di Neuzelle
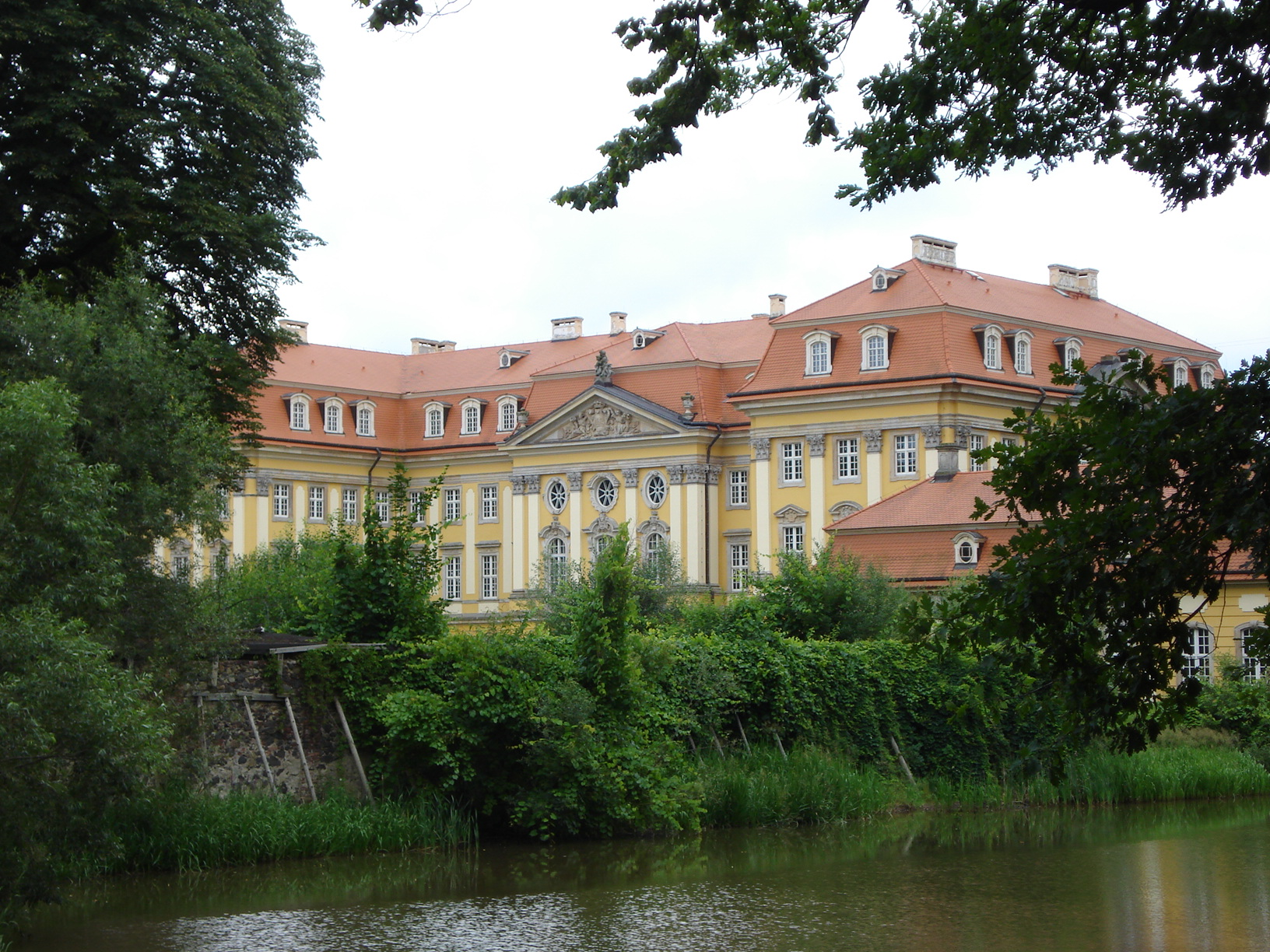
Abbazia di Joachimstein

### Edifici a Varsavia e in Polonia

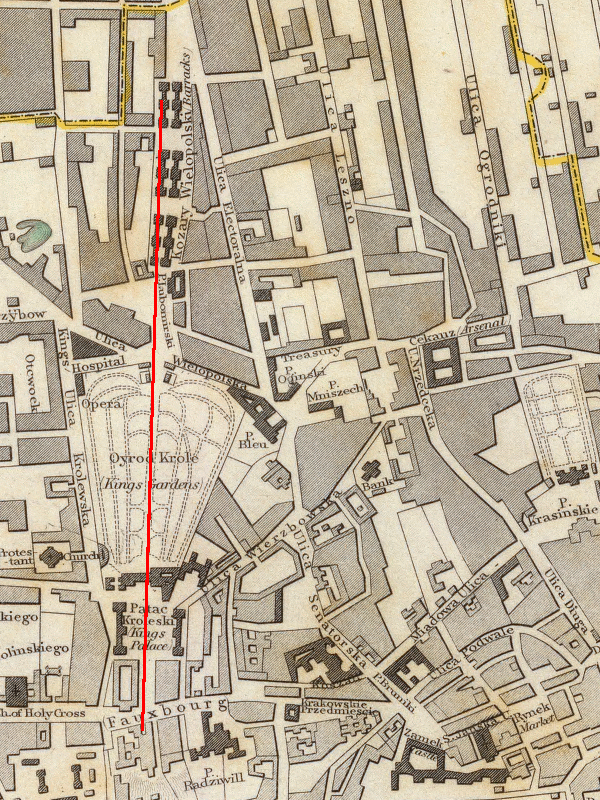
Asse sassone a Varsavia

Intorno al 1700 Augusto il Forte fece costruire a Varsavia l'Asse Sassone con una serie di edifici rappresentativi. Vi lavorò principalmente Joachim Daniel von Jauch.
Architetti formati a Varsavia lavorarono anche in Prussia, come il costruttore di palazzi Andreas Schlueter. In seguito, numerosi artigiani della Sassonia si trasferirono a Berlino e Potsdam e contribuirono a plasmare il rococò fredericiano, inclusi artisti importanti come i fratelli Johann Michael e Johann Christian Hoppenhaupt, il pittore Carl Friedrich Fechhelm e il direttore del giardinaggio Heinrich Ludwig Manger.

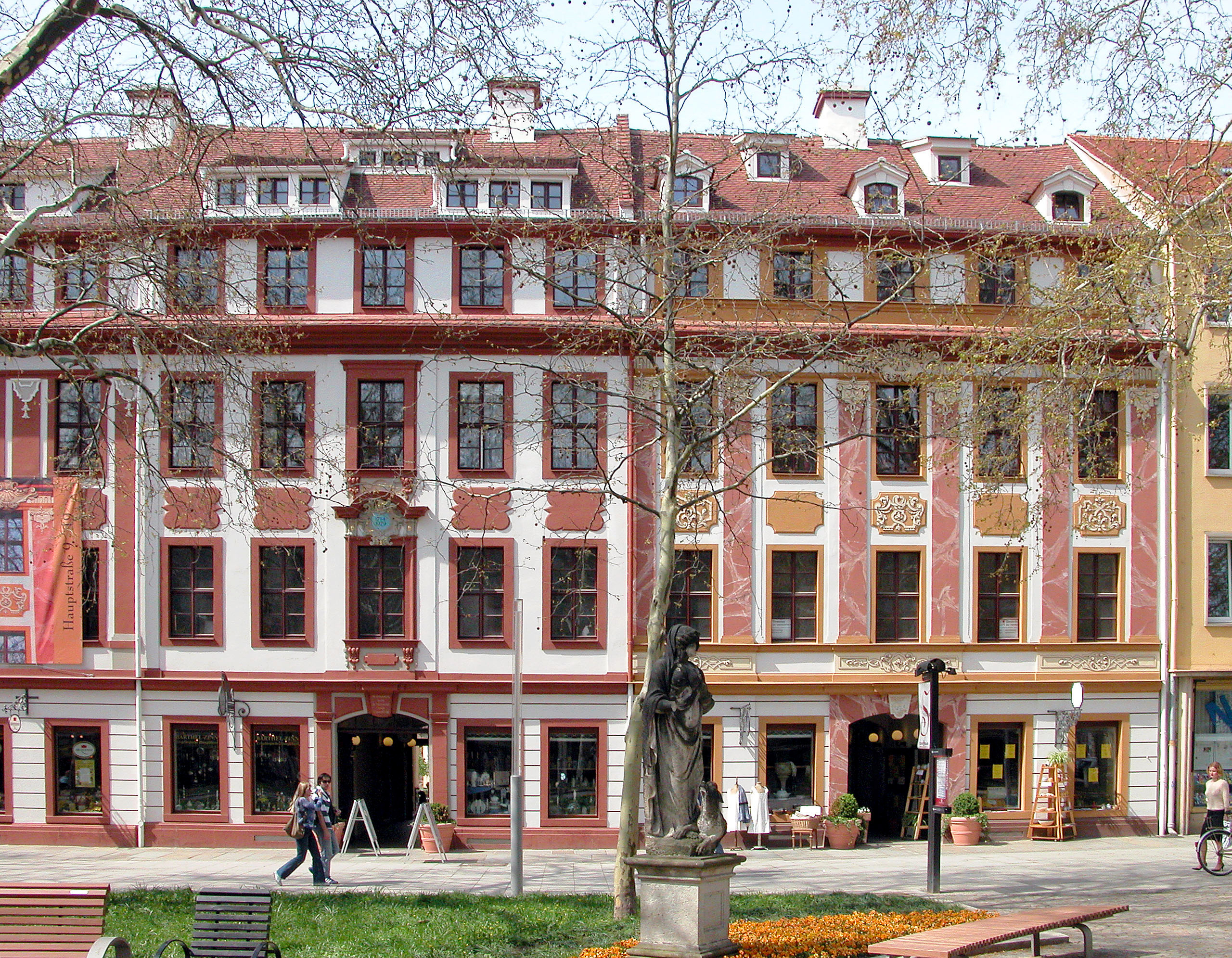
Hauptstrasse 17 e 19, Neue Königsstadt, case di Benjamin Thomae e Johann Gottfried Knöffler